# Novak Djokovic
Novak Djokovic (tiếng Serbia: Новак Ђоковић, Novak Đoković, phát âm [nôʋaːk dʑôːkoʋitɕ] i; sinh ngày 22 tháng 5 năm 1987) là một vận động viên quần vợt chuyên nghiệp người Serbia, hiện đang được Hiệp hội quần vợt chuyên nghiệp (ATP) hiện đang xếp hạng số 1 thế giới ở nội dung đánh đơn. Djokovic đã được xếp hạng số 1 thế giới với kỷ lục tổng cộng 428 tuần trong kỷ lục 12 năm khác nhau, và kết thúc ở vị trí số 1 cuối năm với kỷ lục tám lần. Djokovic đã giành được kỷ lục 24 danh hiệu Grand Slam đơn nam mọi thời đại, trong đó có kỷ lục 10 danh hiệu Úc mở rộng. Nhìn chung, anh đã giành được 100 danh hiệu đánh đơn, bao gồm kỷ lục 72 Danh hiệu lớn (24 danh hiệu Grand Slam, kỷ lục 40 giải Masters và kỷ lục bảy lần vô địch ATP Finals cùng với đó là huy chương vàng đơn nam tại Thế vận hội Mùa hè 2024). Djokovic là tay vợt duy nhất trong kỷ nguyên mở là nhà vô địch của cả 4 giải đấu lớn nhất liên tiếp trên ba mặt sân khác nhau. Ở nội dung đánh đơn, anh là người duy nhất vô địch mỗi Grand Slam ít nhất 3 lần trong sự nghiệp và là tay vợt duy nhất hoàn thành Golden Masters trong sự nghiệp, thành tích mà anh đã đạt được hai lần. Với những thành tựu đáng nể trong suốt sự nghiệp thi đấu của mình, Novak Djokovic được coi là vận động viên tennis vĩ đại nhất mọi thời đại.
Djokovic bắt đầu sự nghiệp chuyên nghiệp của mình vào năm 2003. Năm 2008, ở tuổi 20, anh đã phá vỡ kỷ lục 11 danh hiệu chuyên ngành liên tiếp của Roger Federer và Rafael Nadal bằng cách giành danh hiệu lớn đầu tiên tại Giải Úc mở rộng. Đến năm 2010, Djokovic bắt đầu tách mình ra khỏi phần còn lại của sân đấu, khiến bộ ba Federer, Nadal và anh được người hâm mộ và giới bình luận gọi là “Big Three”. Năm 2011, Djokovic lần đầu tiên lên vị trí số 1, vô địch 3 giải chuyên nghiệp và kỷ lục 5 danh hiệu Masters khi hòa 10–1 trước Nadal và Federer. Anh vẫn là tay vợt thành công nhất trong quần vợt nam trong phần còn lại của thập kỷ. Năm 2015, Djokovic có mùa giải thành công nhất khi vào tới 15 trận chung kết liên tiếp, giành kỷ lục 10 danh hiệu lớn trong mùa giải đồng thời có kỷ lục 31 chiến thắng trước các tay vợt top 10. Thành tích thống trị của anh kéo dài đến Giải Pháp mở rộng 2016, nơi anh hoàn thành Grand Slam sự nghiệp đầu tiên và một Grand Slam không theo năm dương lịch, trở thành người đàn ông đầu tiên kể từ Rod Laver năm 1969 nắm giữ đồng thời cả bốn chuyên ngành và lập kỷ lục điểm xếp hạng là 16.950. Năm 2017, Djokovic dính chấn thương khuỷu tay khiến thành tích của anh bị suy giảm cho đến Giải vô địch Wimbledon 2018, nơi anh giành chức vô địch khi xếp thứ 21 thế giới. Djokovic tiếp tục là thế lực thống trị giải đấu kể từ đó, giành 11 danh hiệu lớn và hoàn thành Grand Slam sự nghiệp thứ hai và thứ ba. Do phản đối vắc xin ngừa Covid-19, Djokovic buộc phải bỏ nhiều giải đấu trong năm 2022, nổi bật là Australian Open và US Open; hai sự kiện lớn mà anh ấy được yêu thích để giành chiến thắng. Một năm sau cuộc tranh cãi về thị thực Úc, Djokovic đã trở lại thành công để giành lại danh hiệu Úc mở rộng 2023, và ngay sau khi anh đăng quang Pháp mở rộng để lập kỷ lục chung cuộc giành được nhiều chức vô địch đơn nam nhất trong lịch sử.
Vào năm 36 tuổi, Djokovic cũng đang giữ 2 kỷ lục là tay vợt nhiều tuổi nhất vô địch tại Pháp mở rộng và Mỹ mở rộng vào năm 2023. Cũng trong năm 2023, Djokovic xác lập kỷ lục vào chung kết 4 giải Grand Slam và vô địch 3 giải vào năm 36 tuổi, Djokovic cũng lập kỷ lục vô địch 12 Grand Slam sau 30 tuổi.
Đại diện cho Serbia, Djokovic đã dẫn dắt đội tuyển quần vợt quốc gia đến chức vô địch Davis Cup đầu tiên vào năm 2010 và danh hiệu ATP Cup đầu tiên vào năm 2020. Anh cũng giành huy chương đồng tại Thế vận hội Bắc Kinh 2008 và huy chương vàng tại Thế vận hội Paris 2024. Djokovic là người nhận Huân chương Thánh Sava, Huân chương Ngôi sao Karađorđe và Huân chương Cộng hòa Srpska. Các giải thưởng khác của anh bao gồm bốn lần được vinh danh là Vận động viên thế giới Laureus của năm (2012, 2015, 2016 và 2019) và Nhân vật thể thao nước ngoài của năm 2011 của BBC.
Ngoài sự cạnh tranh, Djokovic còn được bầu làm chủ tịch Hội đồng tay vợt ATP vào năm 2016. Anh từ chức vào năm 2020 để đứng đầu một hiệp hội quần vợt mới chỉ dành cho tay vợt; Hiệp hội những người chơi quần vợt chuyên nghiệp (PTPA) do anh và Vasek Pospisil thành lập, với lý do người chơi cần có nhiều ảnh hưởng hơn đến giải đấu và ủng hộ cơ cấu tiền thưởng tốt hơn cho những người chơi có thứ hạng thấp hơn. Djokovic là một nhà từ thiện tích cực. Anh là người sáng lập Quỹ Novak Djokovic, tổ chức cam kết hỗ trợ trẻ em từ các cộng đồng có hoàn cảnh khó khăn. Djokovic được bổ nhiệm làm Đại sứ thiện chí của UNICEF vào năm 2015.

## Tuổi thơ và đời tư
Novak Djokovic (Nole) sinh ngày 22 tháng 5 năm 1987 tại Belgrade, SR Serbia, Nam Tư, có cha mẹ là Srđan và Dijana (nhũ danh Žagar). Anh là người Serbia gốc Croatia. Hai em trai của anh, Marko và Djordje, cũng là những tay vợt chơi tennis chuyên nghiệp.
Là cư dân của Monte Carlo, Djokovic được cựu huấn luyện viên quần vợt người Slovakia Marián Vajda huấn luyện từ năm 2006 cho đến khi Boris Becker đảm nhận vai trò huấn luyện viên trưởng của anh vào tháng 12 năm 2013. Djokovic là một người thành thạo các ngôn ngữ, nói được tiếng Serbia, tiếng Anh, tiếng Pháp, tiếng Đức và tiếng Ý.
Anh gặp người vợ tương lai của mình, Jelena Ristić, ở trường trung học, và bắt đầu hẹn hò với cô vào năm 2005. Hai người đã đính hôn vào tháng 9 năm 2013, vào ngày 10 tháng 7 năm 2014, cặp đôi đã kết hôn tại Sveti Stefan ở Montenegro, trong khi một đám cưới ở nhà thờ được tổ chức ở cùng một địa điểm vào ngày 12 tháng 7 năm 2014, tại Nhà thờ Saint Stephen (tiếng Serbia: Црква Светог Архиђакона Стефана) thuộc về Tu viện Praskvica. Vào ngày 24 tháng 4 năm 2014, Djokovic tuyên bố rằng anh và Ristić đang mong đợi đứa con đầu lòng của họ. Con trai của họ, Stefan, được sinh ra vào tháng 10 năm 2014. Con gái của họ, Tara, được sinh ra vào tháng 9 năm 2017.
Djokovic bắt đầu chơi tennis từ năm bốn tuổi. Vào mùa hè năm 1993, cậu bé sáu tuổi này được tay vợt người Nam Tư Jelena Genčić  phát hiện tại Mount Kopaonik, nơi cha mẹ của Djokovic điều hành một tiệm thức ăn nhanh. Khi nhìn thấy đứa trẻ Djokovic chơi tennis, cô tuyên bố: "Đây là tài năng lớn nhất tôi từng thấy kể từ thời Monica Seles ".
Genčić đã làm việc với cậu bé Djokovic trong sáu năm sau đó trước khi nhận ra rằng, do sự phát triển nhanh chóng của anh, việc ra nước ngoài để tìm kiếm mức độ cạnh tranh gia tăng là lựa chọn tốt nhất cho tương lai của Djokovic. Cuối cùng, cô liên lạc với Nikola Pilić vào tháng 9 năm 1999, cậu bé 12 tuổi chuyển đến học viện quần vợt Pilić ở Oberschleißheim, Đức, ở đó bốn năm. Năm 14 tuổi, anh bắt đầu sự nghiệp quốc tế, giành chức vô địch châu Âu ở nội dung đơn, đôi và thi đấu đồng đội.
Djokovic được biết đến với những trò giả mạo ngoài sân hài hước về những cầu thủ đồng nghiệp, nhiều người trong số họ là bạn của anh. Điều này trở nên rõ ràng với thế giới quần vợt sau chiến thắng tứ kết Mỹ mở rộng năm 2007 của anh trước Carlos Moyá, nơi anh giải trí với khán giả bằng những trò bắt chước Rafael Nadal và Maria Sharapova. Trò bắt chước người khác của Djokovic cũng đã trở nên phổ biến trên YouTube. Djokovic đã gây ấn tượng với John McEnroe sau chiến thắng ở vòng bốn tại Mỹ mở rộng 2009, trước khi chơi một trận đấu ngắn với McEnroe, khiến khán giả vô cùng thích thú. Djokovic là thành viên của câu lạc bộ "Vô địch vì hòa bình", một nhóm các vận động viên ưu tú nổi tiếng cam kết phục vụ hòa bình trên thế giới thông qua thể thao, được tạo ra bởi Hòa bình và Thể thao, một tổ chức quốc tế có trụ sở tại Monaco.
Djokovic là một thành viên của Giáo hội Chính thống Serbia. Vào ngày 28 tháng 4 năm 2011, Thượng phụ Irinej của Serbia đã trao tặng Djokovic Huân chương Thánh Sava I, huân chương cao nhất của Giáo hội Chính thống Serbia, vì những đóng góp của ông cho các tu viện của Giáo hội Chính thống Serbia ở Kosovo và Metohija và công tác từ thiện ở Serbia. Anh là một người hâm mộ nhiệt tình của câu lạc bộ bóng đá Serbia Sao Đỏ Beograd, câu lạc bộ Ý AC Milan  và câu lạc bộ Bồ Đào Nha SL Benfica. Anh là bạn tốt với vận động viên quần vợt người Serbia Ana Ivanovic, người mà anh biết từ khi hai người còn lớn lên ở Serbia, thông qua chú của Djokovic và cha của Ivanovic.
Djokovic đã được báo cáo là ngồi thiền tới một giờ mỗi ngày tại chùa Phật giáo Buddhapadipa ở Wimbledon, và gần gũi với các nhà sư trong khu phức hợp. Anh đã từng tâm sự về sức mạnh tích cực của thiền định.

## Sự nghiệp thi đấu

### Năm 2006: Danh hiệu ATP đầu tiên
Là tay vợt đang lên ở tuổi 20, Djokovic đã chứng minh mình là tay vợt có thể thích nghi trên mọi mặt sân với tài năng tiềm tàng. Anh tham gia giải Cúp Hopman với đồng đội là Ana Ivanović. Tuy nhiên họ đã để thua trận chung kết.
Anh tiếp tục cuộc bứt phá ngoạn mục khi thăng hạng vùn vụt năm 2006.
Vào tháng 5 năm 2006, nhiều phóng viên đã đăng tin trên Thông tấn xã Anh về việc mẹ của Djokovic, bà Dijna Djokovic, đã tường lên Hiệp hội Quần vợt Sân cỏ của Anh về việc đưa con trai bà vào Bảng xếp hạng các tay vợt Anh cũng như việc xin chuyển đến sống tại Anh cho gia đình gồm 5 người của Djokovic. Tuy nhiên, những tin đồn đó đã không làm ảnh hưởng đến sự thi đấu Djokovic. Djokovic khởi đầu năm 2006 tại vị trí thứ 78, nhưng với những nỗ lực để vào đến tứ kết Roland Garros và vòng 4 Wimbledon, anh được lọt vào top 40.
Chỉ 3 tuần sau Wimbledon, anh giành danh hiệu đầu tiên của mình tại Amersfoot mà không để thua một set nào. Với chiến thắng thứ 2 tại Metz, Djokovic lọt vào top 20 lần đầu tiên trong sự nghiệp. Còn với những gì anh đã thể hiện tại Indian Wells (Á Quân) và Miami (Vô Địch), 2 giải Masters của năm, anh lọt vào top 10. Trong 2 giải đấu trên, anh đều đánh bại Andy Murray, tay vợt số 1 của Anh hiện nay và cũng là bạn thân của anh, trong 2 trận bán kết mà không để thua một ván đấu nào. Anh để mất giải Indian Wells vào tay Rafael Nadal, nhưng đã thắng trước Nadal tại Miami, Florida. Sau đó, anh tham dự giải đấu danh giá Monte Carlo Mở Rộng và để thua David Ferrer tại vòng 3 với 3 ván trắng. Tại giải Estoril, Djokovic đánh bại tay vợt lọt vào bán kết Wimbledon 2007 người Pháp, Richard Gasquet 7-6, 0-6, 6-1 tại chung kết.
Anh là bạn thân thời trung học của Andy Murray, và cùng đôi khi là đồng đội đánh cặp của anh. Tại Davis Cup tháng 4 năm 2006 diễn ra ở Glasgow, đội Serbia và Motenegro (với sự góp mặt của Novak Djokovic) đã đánh bại đội Anh (với Andy Murray). Djokovic giành được trận thắng mang tính quyết định trước Greg Rusedski, giúp đội của anh giành phần thắng 3-1.

### Năm 2007: Tiến vào top 10, tham dự trận chung kết Grand Slam đầu tiên

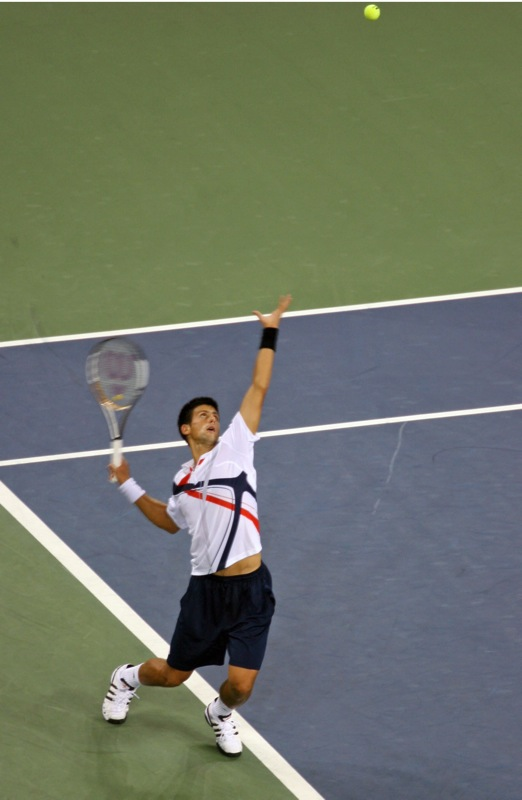
Novak Djokovic tại 2007 U.S. Open

Djokovic bắt đầu năm 2007 bằng việc đánh bại tay vợt người Úc Chris Guccione trong trận chung kết của giải đấu ở Adelaide, trước khi thua ở vòng 4 Giải Úc mở rộng trước nhà vô địch Roger Federer trong các set thẳng. Màn trình diễn của anh tại các sự kiện Masters Series ở Indian Wells và Miami, nơi anh lần lượt là á quân và vô địch, đã đẩy anh vào top 10 thế giới. Djokovic thua Rafael Nadal trong trận chung kết Indian Wells, nhưng đánh bại Nadal ở Key Biscayne ở tứ kết trước khi đánh bại Guillermo Cañas để giành danh hiệu trong trận chung kết.
Sau khi giành được danh hiệu Master Series đầu tiên, Djokovic trở lại Serbia để giúp đất nước của anh lọt vào Nhóm Thế giới Davis Cup trong trận đấu với Georgia. Anh đã giành được một điểm khi đánh bại George Chanturia của Georgia. Sau đó, anh thi đấu ở Monte-Carlo Masters, nơi anh bị David Ferrer đánh bại ở vòng ba, và tại Estoril Open, nơi anh đánh bại Richard Gasquet trong trận chung kết. Djokovic sau đó lọt vào tứ kết cả Giải Ý mở rộng ở Rome, nơi anh thua Nadal và Hamburg Masters, nơi anh bị đánh bại bởi Carlos Moyá. Tại Pháp mở rộng, Djokovic lọt vào bán kết giải lớn đầu tiên, nhưng để thua nhà vô địch cuối cùng là Nadal.
Tại Wimbledon, Djokovic đã giành chiến thắng trong trận tứ kết kéo dài 5 giờ trước Marcos Baghdatis. Trong trận bán kết với Nadal, anh nghỉ thi đấu vì vấn đề khuỷu tay ở set thứ ba, sau khi thắng set đầu tiên và thua set thứ hai.
Giải đấu tiếp theo của Djokovic là Canadian Open ở Montreal, anh đánh bại tay vợt số 3 thế giới Andy Roddick ở tứ kết, tay vợt số 2 Nadal ở bán kết và tay vợt số 1 Federer ở chung kết. Đây là lần đầu tiên một tay vợt đánh bại ba tay vợt có thứ hạng cao nhất trong một giải đấu kể từ Boris Becker năm 1994. Djokovic cũng chỉ là tay vợt thứ hai, sau Tomáš Berdych, đánh bại cả Federer và Nadal kể từ khi họ trở thành hai tay vợt hàng đầu thế giới. Sau giải đấu này, Björn Borg tuyên bố rằng Djokovic "chắc chắn là ứng cử viên vô địch Grand Slam (giải đấu)." Tuần sau tại Cincinnati Masters, Djokovic thua Moyà ở vòng hai trong các set thẳng. Tuy nhiên, anh tiếp tục lọt vào trận chung kết US Open, nơi anh có 5 set point trong set đầu tiên và 2 set point trong set thứ hai, nhưng để thua tất cả trước khi thua trận đấu liên tiếp trước tay vợt hạt giống hàng đầu Federer.
Djokovic giành danh hiệu thứ năm trong năm tại BA-CA TennisTrophy ở Vienna, đánh bại Stanislas Wawrinka trong trận chung kết. Giải đấu tiếp theo của anh là Madrid Masters, nơi anh thua David Nalbandian ở bán kết. Djokovic yên tâm kết thúc năm ở vị trí thứ 3, đủ điều kiện tham dự chức vô địch cuối năm nhưng không vượt qua được các trận đấu vòng tròn một lượt. Anh đã nhận được Huy hiệu vàng cho vận động viên xuất sắc nhất Serbia, và Ủy ban Olympic Serbia tuyên bố anh là vận động viên xuất sắc nhất đất nước.
Djokovic đóng vai trò quan trọng trong chiến thắng ở trận play-off năm 2007 trước Australia khi thắng tất cả các trận đấu và giúp đội Serbia Davis Cup thăng hạng vào Nhóm Thế giới 2008. Trong trận Serbia gặp Nga ở Moscow vào đầu năm 2008, Djokovic phải ngồi ngoài vì bệnh cúm và bỏ lỡ trận đánh đơn đầu tiên. Anh trở lại để giành chiến thắng trong trận đấu đôi của mình, cùng đội với Nenad Zimonjić, trước khi nghỉ thi đấu trong trận đấu đơn với Nikolay Davydenko.

### Năm 2008: Grand Slam đầu tiên
Djokovic bắt đầu chuẩn bị cho mùa giải bằng việc thi đấu ở Hopman Cup với đồng hương số 3 thế giới người Serbia Jelena Janković, nơi anh thắng cả 4 trận đánh đơn. Tại Australian Open, Djokovic lọt vào trận chung kết Grand Slam thứ hai liên tiếp, lần này không thua set nào, trong đó có chiến thắng trước đương kim vô địch Federer hai lần ở bán kết. Khi vào đến bán kết, Djokovic trở thành tay vợt trẻ nhất trong Kỷ nguyên Mở rộng vào đến bán kết ở cả 4 giải Grand Slam. Trong trận chung kết, Djokovic đánh bại tay vợt không được xếp hạt giống người Pháp Jo-Wilfried Tsonga trong bốn set để giành danh hiệu Grand Slam đơn đầu tiên. Đây là lần đầu tiên kể từ Giải Úc mở rộng 2005 mà Federer hay Nadal không giành được danh hiệu Grand Slam đơn nào.
Giải đấu tiếp theo của Djokovic là Dubai Championships, nơi anh thua Roddick ở bán kết. Tại Indian Wells Masters, Djokovic giành danh hiệu đánh đơn thứ chín trong sự nghiệp khi đánh bại Mardy Fish trong trận chung kết. Djokovic giành danh hiệu đánh đơn thứ mười trong sự nghiệp và danh hiệu đơn Master Series thứ tư tại Giải Ý mở rộng ở Rome sau khi đánh bại Wawrinka trong trận chung kết. Tuần sau, anh thua Nadal ở bán kết Hamburg Masters. Tại Pháp mở rộng, Djokovic là tay vợt hạt giống số 3 sau Federer và Nadal. Anh thua Nadal ở bán kết trong các set liên tiếp.
Trên sân cỏ, Djokovic một lần nữa đấu với Nadal, lần này là trong trận chung kết Artois Championships tại Queen's Club, nơi anh thua trong hai set. Djokovic bước vào Wimbledon với hạt giống thứ ba nhưng để thua Safin ở vòng hai, chấm dứt chuỗi 5 giải đấu chuyên nghiệp liên tiếp mà anh ít nhất vào đến bán kết.
Djokovic sau đó đã không thể bảo vệ được danh hiệu đánh đơn năm 2007 của mình tại Rogers Cup ở Toronto - anh bị hạt giống số tám Andy Murray loại ở tứ kết. Tuần sau tại Cincinnati Masters, Djokovic tiến vào trận chung kết, đánh bại Nadal ở bán kết và qua đó chấm dứt chuỗi 32 trận không thắng của tay vợt người Tây Ban Nha. Trong trận chung kết, anh lại để thua Murray trong set đấu liên tiếp. Giải đấu tiếp theo của anh là Thế vận hội Mùa hè 2008, Thế vận hội đầu tiên của anh. Anh và Nenad Zimonjić, hạt giống thứ hai ở nội dung đôi nam, bị loại ở vòng đầu tiên bởi cặp đôi người Séc gồm Martin Damm và Pavel Vízner. Được xếp thứ ba ở nội dung đánh đơn, Djokovic thua Nadal ở bán kết. Djokovic sau đó đánh bại James Blake, tay vợt thua ở trận bán kết còn lại, trong trận tranh huy chương đồng.
Sau Thế vận hội, Djokovic bước vào US Open với hạt giống thứ ba, nơi anh đánh bại Roddick ở tứ kết. Trước những tiếng la ó trong cuộc phỏng vấn sau trận đấu, Djokovic chỉ trích Roddick vì cáo buộc anh sử dụng máy tập quá mức trong các trận đấu. Cuộc chạy đua của anh tại US Open đã kết thúc ở bán kết khi anh thua Federer trong bốn set, trong trận tái đấu trận chung kết năm trước. Djokovic tiếp tục thi đấu 4 giải sau US Open. Tại Thái Lan mở rộng, anh thua Tsonga trong các set liên tiếp. Vào tháng 11, Djokovic là hạt giống số 2 tại Tennis Masters Cup cuối năm ở Thượng Hải. Trong trận đấu vòng tròn đầu tiên, anh đã đánh bại Juan Martín del Potro người Argentina trong các set đấu liên tiếp. Sau đó, anh đánh bại Nikolay Davydenko trong ba set, trước khi thua trận đấu vòng tròn cuối cùng trước Tsonga. Djokovic lọt vào bán kết, nơi anh đánh bại Gilles Simon. Trong trận chung kết, Djokovic đánh bại Davydenko để giành danh hiệu đầu tiên tại giải vô địch cuối năm.

### Năm 2009: Mười trận chung kết, năm danh hiệu và sự xuất hiện của Big Four

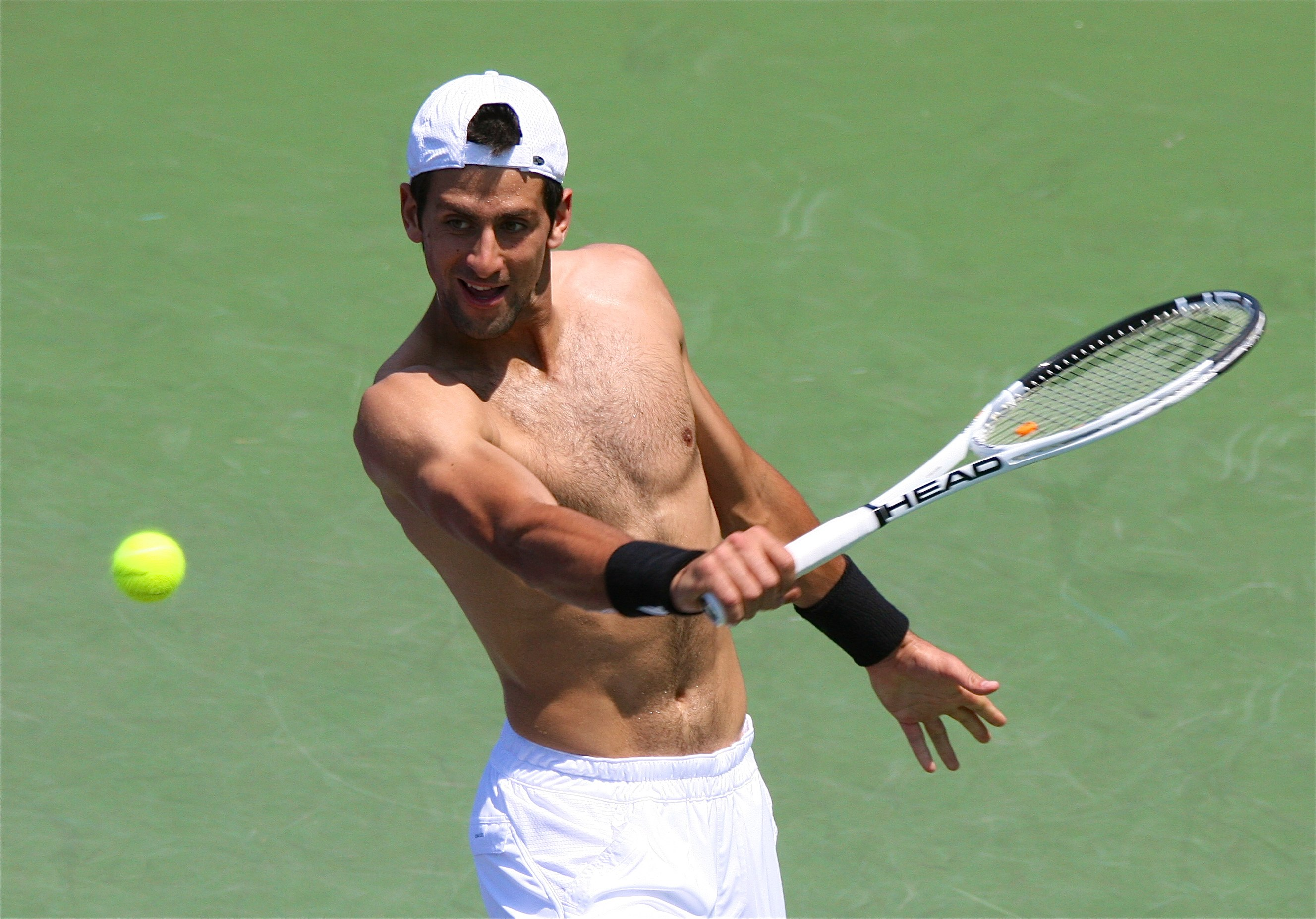
Djokovic năm 2009

Djokovic bắt đầu năm 2009 tại giải Brisbane International ở Brisbane, Australia, nơi mà anh đã bị loại bởi Ernests Gulbis ngay vòng đầu tiên. Ở giải Medibank International tại Sydney, anh thua Jarkko Nieminen ở bán kết.
Với tư cách là đương kim vô địch Úc Mở rộng, Djokovic đã phải rút lui ở trận tứ kết với cựu số 1 thế giới Andy Roddick.
Sau khi thua ở bán kết giải Open 13 tại Marseille trước Jo-Wilfried Tsonga, Djokovic vô địch Barclays Dubai Tennis Championships, đánh bại David Ferrer để giành danh hiệu thứ 12 trong sự nghiệp. Djokovic là đương kim vô địch tại BNP Paribas Open ở Indian Wells, California, một giải ATP World Tour Masters 1000, nhưng đã thua Roddick ở tứ kết. Tại giải Sony Ericsson Open ở Key Biscayne, Florida, một giải ATP World Tour Masters 1000 khác, Djokovic đánh bại Federer ở bán kết, trước khi thua Andy Murray ở chung kết.

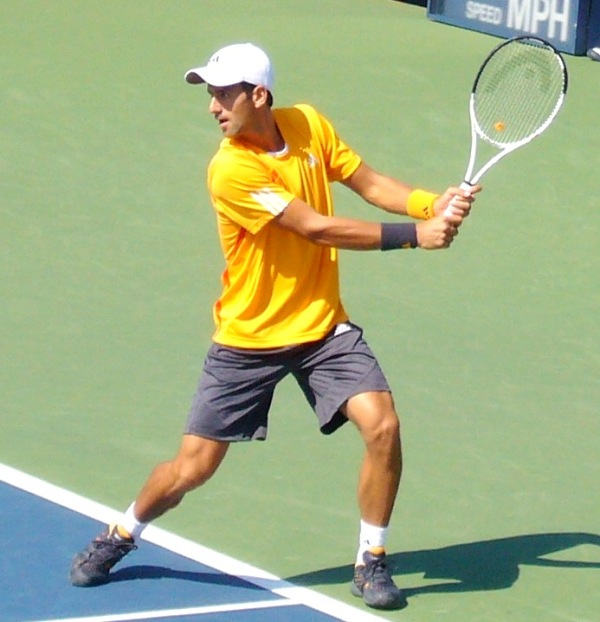
Djokovic tại US Open 2009

Djokovic vào chung kết Monte-Carlo Rolex Masters trên mặt sân đất nện, thua Rafael Nadal ở chung kết. Tại giải Internazionali BNL d'Italia ở Rome, một giải ATP World Tour Masters 1000 khác, Djokovic là đương kim vô địch và lại để thua ở chung kết lần nữa.
Djokovic là hạt giống số 1 ở giải đấu tổ chức tại quê nhà, Serbia Mở rộng ở Belgrade. Anh đánh bại tay vợt lần đầu vào chung kết Łukasz Kubot để có danh hiệu thứ 2 trong năm. Là hạt giống số 3 tại Mutua Madrilena Madrid Open, Djokovic vào đến bán kết mà không để thua set nào. Ở đó, anh gặp Nadal và thua mặc dù đã có tới 3 match point. Trận đấu diễn ra trong 4 giờ 3 phút, là trận đấu dài nhất ở thể thức 3 set trong lịch sử ATP World Tour trong Kỷ nguyên mở rộng. Tại French Open, anh dừng bước ở vòng 3 trước tay vợt người Đức Philipp Kohlschreiber.
Djokovic bắt đầu mùa giải sân cỏ tại Mở rộng Gerry Weber, sau sự rút lui của Federer, anh trở thành hạt giống số 1. Anh vào tới chung kết, để thua tay vợt Đức Tommy Haas. Djokovic cũng thua Haas ở tứ kết Wimbledon.
Tại US Open Series, Djokovic vào tứ kết Cúp Rogers ở Montreal, trước khi để thua Andy Roddick. Tại giải Western & Southern Financial Group Masters ở Cincinnati, Djokovic đánh bại tay vợt số 3 thế giới Rafael Nadal ở bán kết. Anh thua số 1 thế giới Roger Federer ở chung kết. Tại US Open 2009, Djokovic vào tới bán kết mà chỉ để thua 2 set, đánh bại Ivan Ljubičić, hạt giống số 15 Radek Štěpánek và hạt giống số 10 Fernando Verdasco. Sau đó anh để thua Roger Federer.
Tại Trung Quốc Mở rộng ở Bắc Kinh, anh đánh bại Victor Hănescu, Viktor Troicki, Fernando Verdasco, và Robin Söderling để vào chung kết, nơi anh đánh bại Marin Čilić trong 2 set để vô địch lần thứ 3 trong năm. Tại Shanghai ATP Masters 1000, Djokovic thua ở bán kết trước Nikolay Davydenko.
Tại giải Davidoff Swiss Indoors ở Basel, Djokovic đánh bại Jan Hernych để vào tứ kết. Anh sau đó thắng Stanislas Wawrinka ở tứ kết. Anh thắng trận bán kết trước Radek Štěpánek. Tại chung kết, anh đánh bại tay vợt chủ nhà và đã 3 lần vô địch giải đấu Roger Federer để vô địch danh hiệu thứ 4 trong năm.
Ở giải Masters 1000 cuối cùng trong năm BNP Paribas Masters tại Paris, Djokovic vô địch giải Masters 1000 đầu tiên trong năm. Anh đánh bại Rafael Nadal ở bán kết. Trong trận chung kết Djokovic vượt qua Gaël Monfils.
Tới giải đấu cuối năm ATP World Tour Finals ở Luân Đôn với tư cách là đương kim vô địch, Djokovic đánh bại Nikolay Davydenko ở lượt đầu tiên vòng bảng. Ở trận đấu thứ 2, anh thua Robin Söderling. Mặc dù thắng Rafael Nadal ở trận thứ 3 nhưng Djokovic vẫn không vào được bán kết.
Djokovic kết thúc năm với vị trí thứ 3 thế giới năm thứ 3 liên tiếp. Djokovic chơi 97 trận trong cả năm, nhiều nhất trong số các tay vợt ở ATP World Tour, với 78 trận thắng – 19 trận thua. Là tay vợt có số trận thắng nhiều nhất trong năm, Djokovic vào đến 10 trận chung kết và giành được 5 danh hiệu.

### Năm 2010: Chung kết Mỹ mở rộng, giành cúp Davis cùng Serbia
Djokovic bắt đầu năm mới của mình bằng việc thi đấu ở AAMI Classic, một sự kiện triển lãm. Trong trận đầu tiên, anh đánh bại Haas trước khi thua Fernando Verdasco ở trận thứ hai. Tại Australian Open 2010, Djokovic thua Tsonga với 5 set ở tứ kết. Bất chấp trận thua, anh vẫn đạt được thứ hạng cao nhất trong sự nghiệp là số 2 và tiếp tục lọt vào bán kết ở Rotterdam, nơi anh thua Youzhny. Tại Dubai Championships, Djokovic vào chung kết, lần này đánh bại Youzhny để giành danh hiệu đầu tiên trong năm.
Djokovic sau đó tham gia trận đấu ở Davis Cup của Serbia với Hoa Kỳ trên sân đất nện ở Belgrade và giúp đất nước của anh lọt vào tứ kết đầu tiên ở Davis Cup với chiến thắng 3–2, đánh bại Querrey và Isner. Tại Indian Wells Masters, Djokovic thua Ljubičić ở vòng 4. Tại Miami Masters, anh đã thua trong trận mở màn trước Olivier Rochus. Djokovic sau đó thông báo rằng anh đã ngừng làm việc với Todd Martin với tư cách là huấn luyện viên của mình.
Trong giải đấu sân đất nện đầu tiên trong năm tại Monte-Carlo Masters, hạt giống hàng đầu Djokovic đã lọt vào bán kết với chiến thắng trước Wawrinka và David Nalbandian trước khi thua Verdasco. Djokovic lại thua Verdasco tại Giải Ý mở rộng ở Rome, lần này là ở tứ kết. Với tư cách là đương kim vô địch tại giải đấu quê nhà, Serbia Open ở Belgrade, anh rút lui ở tứ kết khi xếp sau Filip Krajinović.
Djokovic bước vào giải Pháp mở rộng với hạt giống thứ ba. Anh đánh bại Evgeny Korolev, Kei Nishikori, Victor Hănescu và Robby Ginepri trên đường vào tứ kết, nơi anh thua Jürgen Melzer sau năm set. Djokovic bước vào Wimbledon với tư cách hạt giống số ba, đánh bại Rochus, Taylor Dent, Albert Montañés, Lleyton Hewitt và Yen-Hsun Lu trên đường vào bán kết, trận đấu mà anh thua Tomáš Berdych trong các set thẳng.
Djokovic sau đó thi đấu tại Canadian Open ở Toronto, nơi anh thua Federer ở bán kết. Djokovic cũng thi đấu đôi với Nadal trong mối quan hệ đối tác đỉnh cao một thời. Điều này đã không xảy ra kể từ năm 1976, khi Jimmy Connors và Arthur Ashe ở vị trí số 1 và số 2 kết hợp với nhau thành một đội đôi. Họ thua ở vòng đầu tiên trước người Canada Milos Raonic và Vasek Pospisil. Djokovic sau đó thua Roddick ở tứ kết Cincinnati Masters.
Với tư cách là hạt giống số 3 tại US Open, Djokovic suýt thua ở vòng mở màn trước Viktor Troicki trong điều kiện nắng nóng cực độ. Sau đó, anh đánh bại Philipp Petzschner, James Blake, Mardy Fish và hạt giống số 17 Gaël Monfils, tất cả đều trong các set liên tiếp, để lọt vào bán kết US Open năm thứ tư liên tiếp. Ở đó, anh đánh bại Federer trong năm set sau khi cứu được hai điểm trận đấu với những người thắng thuận tay trong khi giao bóng để giữ trận đấu với tỷ số 4–5 trong set thứ năm. Đây là chiến thắng đầu tiên của Djokovic trước Federer tại US Open sau 4 lần thử sức và là chiến thắng đầu tiên của anh trước Federer ở một giải Major kể từ Australian Open 2008. Djokovic tiếp tục để thua Nadal ở trận chung kết, trận đấu chứng kiến Nadal hoàn tất Grand Slam trong sự nghiệp.
Sau khi giúp Serbia đánh bại Cộng hòa Séc 3–2 để lọt vào chung kết Davis Cup, Djokovic thi đấu tại China Open với tư cách là hạt giống hàng đầu và đương kim vô địch. Anh giành được danh hiệu này năm thứ hai liên tiếp, sau khi đánh bại Maoxin Gong, Mardy Fish, Gilles Simon và John Isner trên đường đến trận chung kết. Djokovic sau đó đánh bại Ferrer trong trận chung kết. Tại Shanghai Masters, Djokovic vào bán kết nhưng thua Federer. Djokovic chơi giải đấu cuối cùng trong năm tại ATP Finals ở London. Djokovic được xếp vào bảng A cùng với Nadal, Berdych và Roddick. Djokovic thắng trận đấu vòng tròn đầu tiên trước Berdych. Tiếp theo anh thua Nadal. Anh đánh bại Roddick trong trận đấu vòng tròn cuối cùng và tiến vào bán kết, nơi anh thua Federer sau hai set.
Djokovic tiếp tục giành được hai danh hiệu đánh đơn trong chiến thắng chung cuộc Davis Cup của Serbia trước Pháp. Điều này bắt đầu chuỗi trận bất bại kéo dài đến năm 2011. Djokovic kết thúc năm ở vị trí thứ 3, lần thứ 4 liên tiếp anh về đích ở vị trí này. Anh đã được Ủy ban Olympic Serbia trao tặng danh hiệu "Vận động viên Serbia của năm" và "Vận động viên Serbia của năm" bởi DSL Sport.
Serbia tiến vào trận chung kết Davis Cup, sau chiến thắng trước Croatia (4–1) và Cộng hòa Séc (3–2). Serbia đã bị dẫn trước 1–2 để đánh bại Pháp trong trận chung kết hòa 3–2 tại Belgrade để giành chức vô địch Davis Cup đầu tiên của quốc gia. Trong trận chung kết, Djokovic ghi hai điểm đơn cho Serbia, đánh bại Gilles Simon và Gaël Monfils. Anh là trụ cột của đội tuyển Serbia, giành chiến thắng 7–0 ở nội dung đánh đơn để dẫn dắt quốc gia đến chức vô địch, mặc dù vinh dự giành được quả cao su quyết định trong trận chung kết thuộc về người đồng hương Viktor Troicki.

### Năm 2011: Vươn lên số 1 thế giới

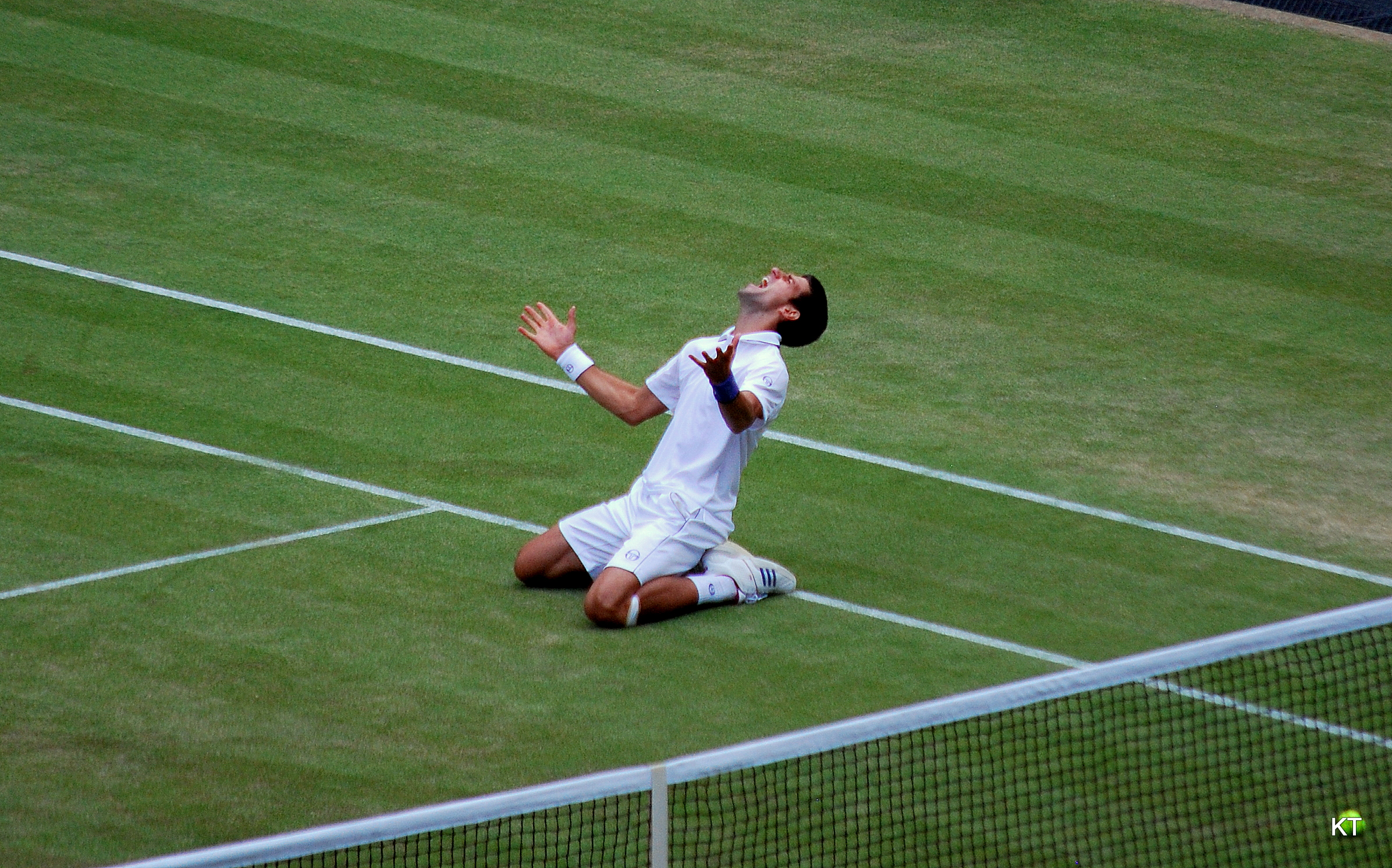
Djokovic sau khi giành chiến thắng trước Tsonga tại bán kết Wimbledon 2011, qua đó lần đầu tiên trong sự nghiệp vươn lên vị trí số 1 thế giới.

Mùa giải tennis 2011, Djokovic vượt qua cái bóng của cặp Federer và Nadal để đứng số 1 thế giới, đây là năm đánh dấu làng banh nỉ nhìn Djokovic bằng cặp mắt kính nể chứ không còn là người tô màu hay thêm gia vị cho những cuộc đối đầu của Federer và Nadal, cũng là mùa giải đánh dấu sự ra đời của một huyền thoại khác đã chen chân vào và lật đổ thế song cực đã hình thành gần 10 năm này của làng banh nỉ.
Khởi đầu là chức vô địch Grand Slam Úc mở rộng và kết thúc là US open. Ngoài 3 chức vô địch Grand Slam (Úc Mở rộng, Wimbledon và Mỹ Mở rộng), Djokovic còn đoạt thêm 7 danh hiệu đơn khác. Thành tích chói sáng ấy đã giúp Djokovic vượt qua siêu sao bóng đá Lionel Messi (Argentina) và "ông vua" mới của làng đua công thức 1 Sebastian Vettel (Đức) để đoạt giải thưởng vận động viên (VĐV) nước ngoài xuất sắc nhất năm 2011 của BBC (BBC Overseas Sports Personality of the Year). Đây là lần thứ 6 trong 11 năm qua, một VĐV quần vợt được các biên tập viên thể thao của các tờ báo, tạp chí Anh và khu vực bình chọn cho giải thưởng này.
Djokovic bắt đầu mùa giải 2011 bằng một phong độ ấn tượng khi đánh bại Roger Federer và Andy Murray để đăng quang ở Úc mở rộng. Sau đó, tay vợt Serbia có hai lần hạ gục "ông vua sân đất nện" Nadal trên đường đoạt danh hiệu ở Indian Wells và Miami (Mỹ), rồi tiếp tục thống trị mặt sân đất nện ở các giải Rome (Ý) và Madrid (Tây Ban Nha).
Cột mốc đáng nhớ nhất của Djokovic là chiến thắng trước Nadal ở chung kết Wimbledon để lần đầu tiên leo lên vị trí số 1 thế giới. Chấn thương vai sau đó không cho Djokovic được thể hiện nhiều ở giải đấu tại Cincinnati (Mỹ), nhưng tay vợt Serbia vẫn hồi phục kịp thời để nâng cao chiếc cúp Mỹ mở rộng sau khi đánh bại Nadal trong trận chung kết.
Sau Mỹ mở rộng 2011, tay vợt Sẹrbia ẵm trọn các giải thưởng dành cho tay vợt xuất sắc nhất của năm từ ATP và ITF.
Năm 2011 là một năm đại thành công của Djokovic, đánh dấu sự khởi đầu kỷ nguyên thống trị của anh với làng quần vợt thế giới kéo dài cho đến những năm sau.

### Năm 2012: Lần thứ 3 vô địch Úc mở rộng, kết thúc năm ở số 1 thế giới
Djokovic bước vào mùa giải mới tại giải Grand Slam đầu tiên trong năm Úc mở rộng. Được xếp là hạt giống số 1 của giải, Djokovic đã liên tiếp đánh bại các đối thủ Paolo Lorenzi, Santiago Giraldo, Nicolas Mahut, Lleyton Hewitt, David Ferrer để tiến vào bán kết gặp Andy Murray. Ở bán kết, Djokovic đã vượt qua Murray sau 4 giờ 50 phút trong 1 trận đấu kéo dài 5 set căng thẳng với các tỉ số 6-3 3-6 6-7 6-1 7-5 để giành quyền vào chung kết gặp Rafael Nadal. Trong trận chung kết, một lần nữa Djokovic đánh bại Nadal lần thứ 3 liên tiếp tại chung kết các giải Grand Slam để dành chức vô địch úc mở rộng thứ 3 và là Grand Slam thứ 5 trong sự nghiệp. Tỉ số các set là 5-7, 6-4, 6-2, 6-7, 7-5 sau 5h53 phút thi đấu. Đây là trận chung kết kéo dài nhất trong lịch sử các kì Grand Slam và là trận đấu dài nhất trong lịch sử Úc Mở rộng
Anh lọt vào chung kết giải Grand Slam trên sân đất nện tại Pháp sau khi vượt qua Starace, Kavčič, Devilder, Seppi, Jo-Wilfried Tsonga, Federer rồi để thua trong trận chung kết kéo dài 2 ngày với Rafael Nadal với tỉ số các set lần lượt là 4-6,3-6,6-2,5-7. Đáng chú ý tình huống quyết định khi Djokovic mắc lỗi giao bóng kép.
Bước vào Wimbledon, được xếp hạng hạt giống số 1, Djokovic lần lượt vượt qua Ferrero, Harrison, Štepánek, Troicki, Florian Mayer trước khi để thua Roger Federer tại bán kết.
Giải Grand Slam cuối cùng trong năm diễn ra tại Mỹ, Djokovic vượt qua các đối thủ Lorenzi, Dutra da Silva, Benneteau, Wawrinka, Juan Martín del Potro, David Ferrer trên đường vào chung kết trước khi để thua Andy Murray sau 5 set đấu (6-7,5-7,6-2,6-3,2-6).
Cũng trong năm này, anh giành được chức vô địch ATP World tour Final sau khi đánh bại Roger Federer ở trận chung kết với tỉ số 2-0 (7-6,7-5).
Anh kết thúc năm 2012 với vị trí số 1 trên bảng xếp hạng ATP, đây là năm thứ hai liên tiếp Djokovic kết thúc năm ở vị trí số 1 thế giới.

### Năm 2013: 3 lần liên tiếp vô địch Úc mở rộng

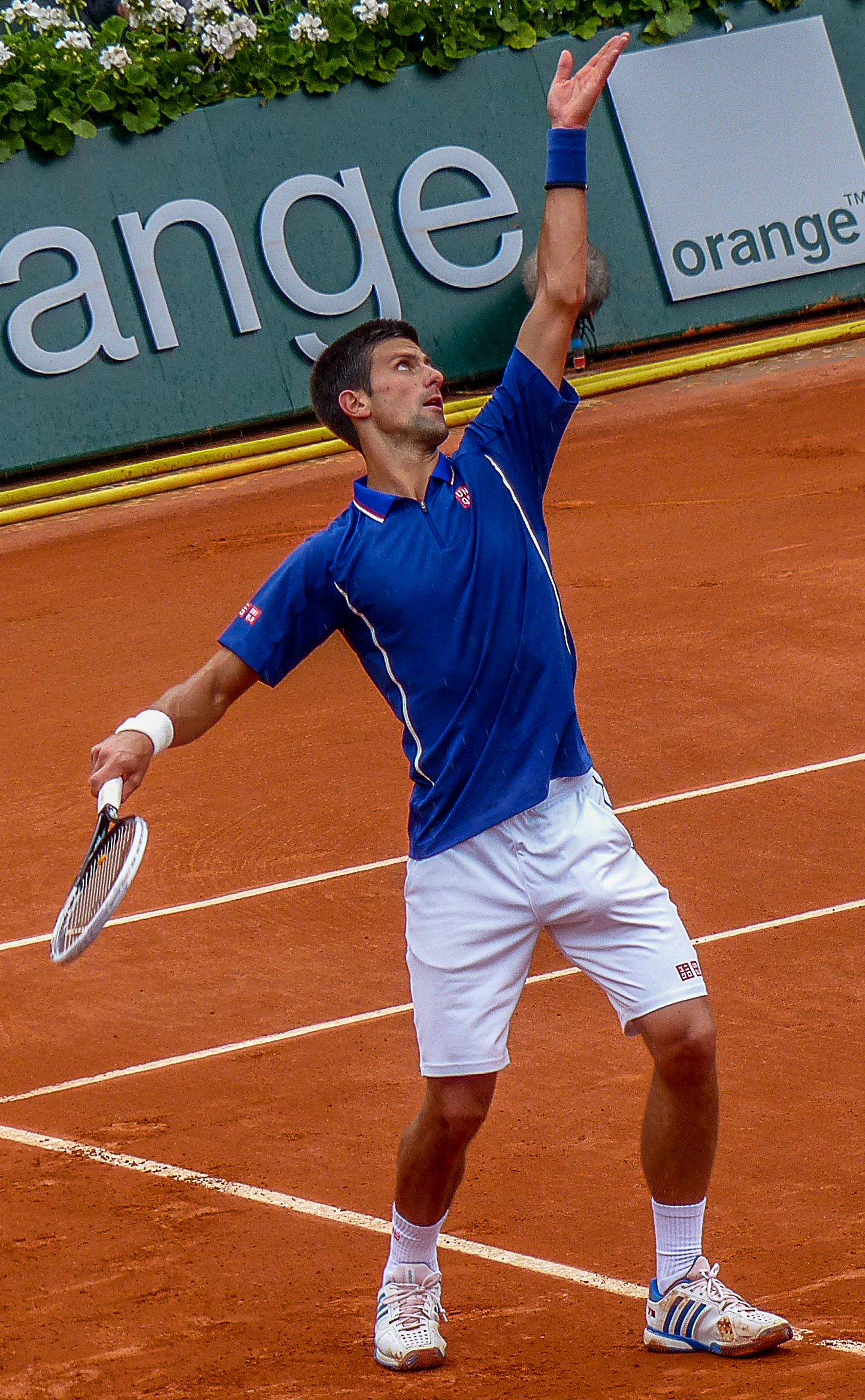
Djokovic thực hiện cú giao bóng trong một trận đấu tại Roland Garros 2013

Ở giải Grand Slam đầu tiên trong năm, Djokovic chiến thắng Andy Murray trong trận chung kết sau 4 set, nâng cao chiếc cúp vô địch lần thứ 3 liên tiếp tại Australian Open. Anh là vận động viên đầu tiên kể từ kỉ nguyên mở rộng liên tiếp giành được 3 danh hiệu Grand Slam châu Á/Đại Dương này, vào các năm 2011, 2012, và 2013. Đây là danh hiệu Grand Slam thứ sáu của anh trong sự nghiệp.Tiếp nối thành công này, anh giành tiếp chức vô địch thư tư liên tiếp tại Dubai. Nhưng với chấn thương và phong độ không tốt, anh đã phải rút lui sớm tại 2 giải Masters 1000 quan trọng, đó là BNP Paribas Open (Indian Wells) và Sony Open Tennis (Miami). Djokovic bước vào mùa giải trên mặt sân đất nện với vị trí là hạt giống số 1, khởi đầu với Monte-Carlo Masters. Dù trước đó anh gặp chấn thương, và thi đấu không chắc chắn trong những trận đấu đầu tiên của mùa giải, nhưng kể từ khi bước vào vòng tứ kết, Djokovic đã chúng tỏ anh xứng đang với ngôi vị số 1 thế giới sau khi lần lượt hạ 2 hiện tượng của giải, Jarkko Nieminen và Fabio Fognini với tỉ số 6-4, 6-3 và 6-2, 6-1. Cuối cùng, anh đã giành được danh hiệu Monte-Carlo Rolex Masters đầu tiên của mình trong sự nghiệp, sau khi đánh bại Rafael Nadal 6-2, 7-6(1). Hiện tại anh chỉ còn thiếu giải Western & Southern Open tại Cincinnati là đủ bộ sưu tập trong hệ thống giải đấu ATP World Tour Masters 1000.
Bước vào Roland Garros với quyết tâm chinh phục chức vô địch, anh lần lượt vượt qua Goffin, Pella, Dimitrov, Kohlschreiber, Tommy Haas để tiến vào bán kết gặp ông vua sân đất nện Rafael Nadal nhưng lại một lần nữa chịu gác vợt sau 5 set đấu vô cùng kịch tính (4-6,6-3,1-6,7-6,7-9).
Quên đi thất bại tại Pháp mở rộng, Djokovic hướng đến giải Grand Slam thứ 3 trong năm tại Wimbledon, anh lần lượt đánh bại các tay vợt Mayer, Reynolds,Chardy, Haas, Tomáš Berdych, Juan Martín del Potro để tiến vào chung kết gặp tay vợt chủ nhà Andy Murray. Djokovic để thua Murray tại trận chung kết sau 3 set (4-6,5-7,4-6).
Bước vào mùa sân cứng diển ra tại Bắc Mỹ, Djokovic thi đấu không thành công tại 2 giải Master 1000 là Cincinnati (thua John Isner tại tứ kết) và Roger Cup (thua Rafael Nadal tại chung kết). Đến giải Grand Slam cuối cùng trong năm là US open, Djokovic vượt qua các đối thủ Berankis, Becker, Sousa, Granollers, Mikhail Youzhny và Stanislas Wawrinka để tiến vào chung kết, trong đó có trận đấu căng thẳng kéo dài 5 set với Wawrinka. Tại chung kết anh gặp đối thủ là tay vợt người Tây Ban Nha Rafael Nadal và một lần nữa nhận thất bại sau 4 set (2-6,6-3,4-6,1-6), qua đó chính thức đánh mất vị trí số 1 vào tay Rafael Nadal. Sau trận thua này, Djokovic đã liên hệ và bổ nhiệm huyền thoại Boris Becker làm huấn luyện viên của mình bắt đầu từ mùa giải 2014.
Đánh mất ngôi số 1 thế giới, Djokovic có sự đáp trả lại khi dành chiến thắng trước Nadal tại chung kết giải ATP 500 China Open. Phong độ tốt trong giai đoạn cuối năm giúp anh thâu tóm thêm 2 giải Master 1000 tại Thượng Hải và Paris cùng chức vô địch ATP World Tour Final sau khi đánh bại Rafael Nadal tại chung kết (6-3,6-4)
Anh kết thúc năm 2013 ở vị trí số 2 thế giới.

### Năm 2014: Vô địch Wimbledon lần thứ 2, trở lại vị trí số 1 thế giới
Djokovic tham dự Úc mở rộng với tư cách là đương kim vô địch nhưng bị loại ở tứ kết bởi Stan Wawrinka người sau đó đã lên ngôi vô địch sau khi đánh bại Nadal sau 4 set, anh tham dự hai giải master 1000 sau đó là Indianwell, Miami Master và đều giành chức vô địch sau khi đánh bại Federer và Nadal, tiếp mùa giải trên sân đất nện, anh bị loại ở bán kết bởi Roger Federer ở Monte Carlo, anh bỏ giải Madrid Master nhưng tham dự Roma Master và đoạt chức vô địch sau khi đánh bại Nadal trong trận chung kết.

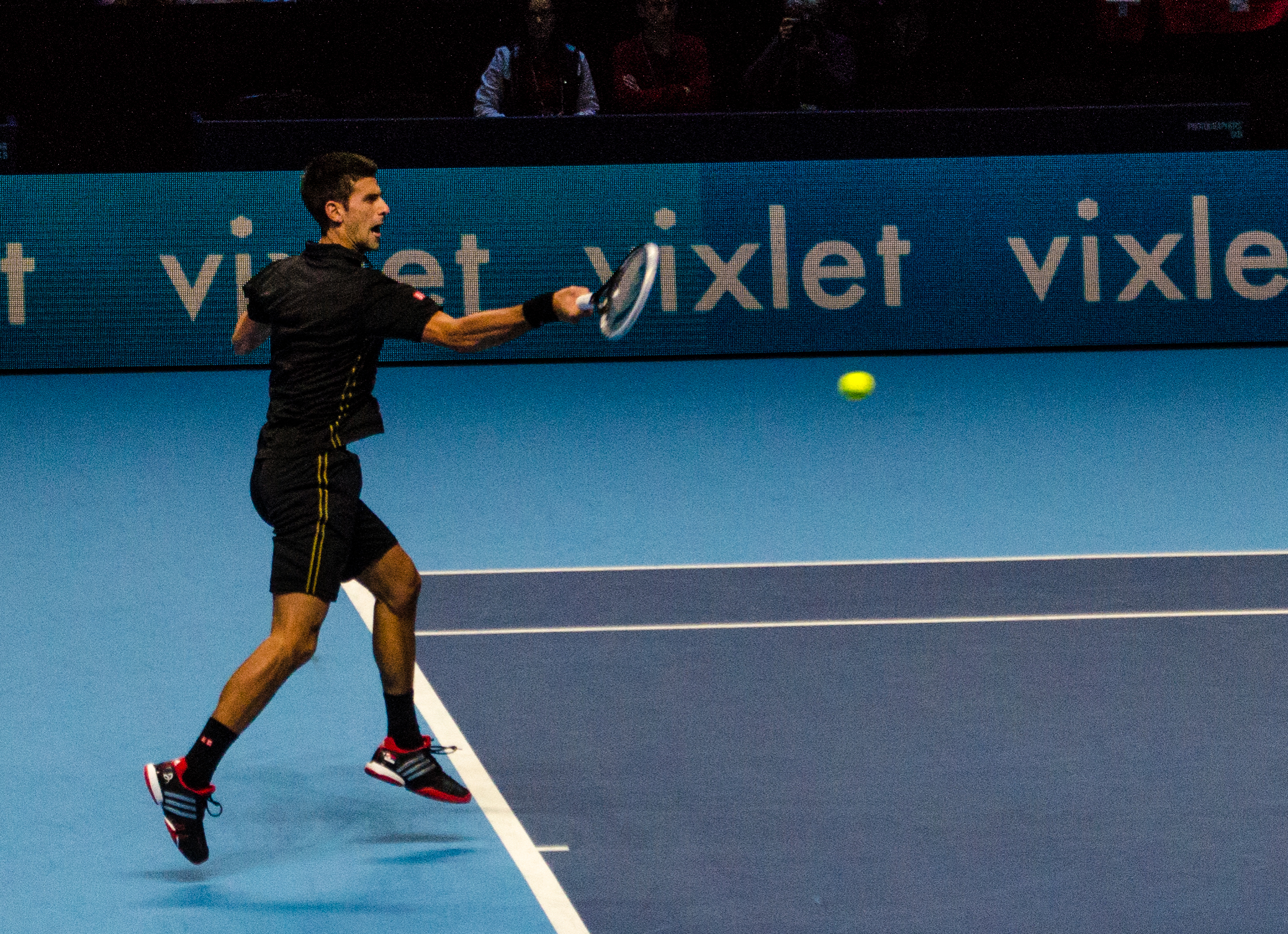
Djokovic thi đấu tại ATP World Tour Finals 2014

Bước vào Roland Garros, Djokovic tràn trề cơ hội lên ngôi vô địch giải Grand Slam trên sân đất nện, anh đã vượt qua Gubis ở bán kết và gặp Nadal ở chung kết, trong trận chung kết mặc dù đã dẫn trước Nadal trong set 1 với tỷ số 6-3 nhưng sau đó đã để thua 3 set còn lại để lỡ hẹn với chức vô địch Grand Slam duy nhất còn thiếu trong sự nghiệp.Sau Roland Garros Djokovic tham dự Wimbledon danh giá trên mặt sân cỏ và đoạt chức vô địch sau khi thắng Federer trong trận chung kết với các tỷ số 6-7, 6-3, 6-3, 5-7, 6-4, trong set 4, có lúc Djokovic dẫn trước Federer 5-2 nhưng bị thua ngược 7-5, tuy nhiên anh kịp bừng tỉnh trở lại đúng lúc để thắng 6-4 trong set 5 quyết định để lên ngôi vô địch. Trận chung kết Wimbledon 2014 được đánh giá là trận chung kết hay nhất và kịch tính nhất chỉ sau Nadal - Federer năm 2008, sau khi đoạt chức vô địch Wimbledon 2014, Djokovic chiếm lại vị trí số 1 của Nadal trên bảng xếp hạng các tay vợt của ATP.
Tiếp theo hai giải Master 1000 tại Bắc Mỹ là Cicinnati tại Mỹ và Montreal tại Canada, Djokovic thi đấu không thành công và bị loại sớm, đến giải Grand Slam cuối cùng là Mỹ mở rộng anh bị loại bất ngờ ở bán kết bởi tay vợt châu Á Nhật Bản là Kei Nishikori, sau đó anh thua Roger Federer trong trận chung kết giải Thượng Hải Master 1000 với các tỷ số 6-4, 6-4. Sau đó anh trở lại và vô địch hai giải là Paris Master thắng Milos Raonic và ATP World Tour Finals giải đấu danh giá dành cho 8 tay vợt xuất sắc nhất năm, trong trận chung kết Djokovic vô địch mà không tốn giọt mồ hôi nào do Federer bỏ cuộc vì chấn thương.
Djokovic kết thúc năm 2014 với vị trí số 1 thế giới trước sự bám đuổi về điểm số rất quyết liệt của Roger Federer. Đây là lần thư 3 anh kết thúc mùa giải với vị trí số 1 thế giới.

### Năm 2015 Thống trị tennis thế giới, kỷ lục về số điểm trên bảng xếp hạng
Djokovic bắt đâu năm 2015 với tư cách là tay vợt số 1 thế giới, anh tham dự giải Qatar nhưng bị loại bởi Karlovic, đến giải ATP Dubai 500 anh thua Roger Federer trong trận chung kết, bắt đầu giải Grand Slam đầu tiên trong năm, Australian open 2015, Djokovic đi đến trận chung kết, trong trận chung kết anh chiến thắng Andy Murray sau 4 set với các tỷ số 7-6, 6-7, 6-4, 6-0 nâng cao chiếc cúp tại Úc lần thứ 5. Sau Úc mở rộng anh tiếp tục vô địch hai giải Master 1000 liên tiếp là Indian well, Miami Master, trong trận chung kết Indianwell anh thắng Federer sau 3 set, còn trong chung kết Miami Master anh thắng Murray cũng trong 3 set nâng tỷ số đối đầu giữa anh và Murray lên con số 19-8.
Tiếp tục mùa giải tennis trên sân đất nện với mở màn là Monte carlo tại Monaco nơi gia đình anh đang sinh sống. Trên con đường tiến đến chức vô địch anh loại Nadal ở bán kết sau 2 set, trong trận chung kết với Berdych, anh đã giành chiến thắng sau 3 set, trở thành tay vợt lần đầu tiên trong lịch sử vô địch 3 giải Master 1000 đầu năm liên tiếp. Djokovic không tham dự Madrid Master nhưng sau đó tham dự và vô địch giải Master 1000 khác tổ chức trên sân đất nện tại Italia là giải Roma Master, trong trận chung kết Roma Master anh giành chiến thắng dễ dàng trước Roger federer sau 2 set với các tỷ số là 6-2, 6-4, sau chức vô địch Roma master anh đã có 24 chức vô địch ATP Master 1000 vượt lên federer người có 23 chức vô địch trở thành tay vợt đứng thứ hai dành nhiều chức vô địch nhất các giải Master 1000 sau Nadal với 27 lần vô địch.

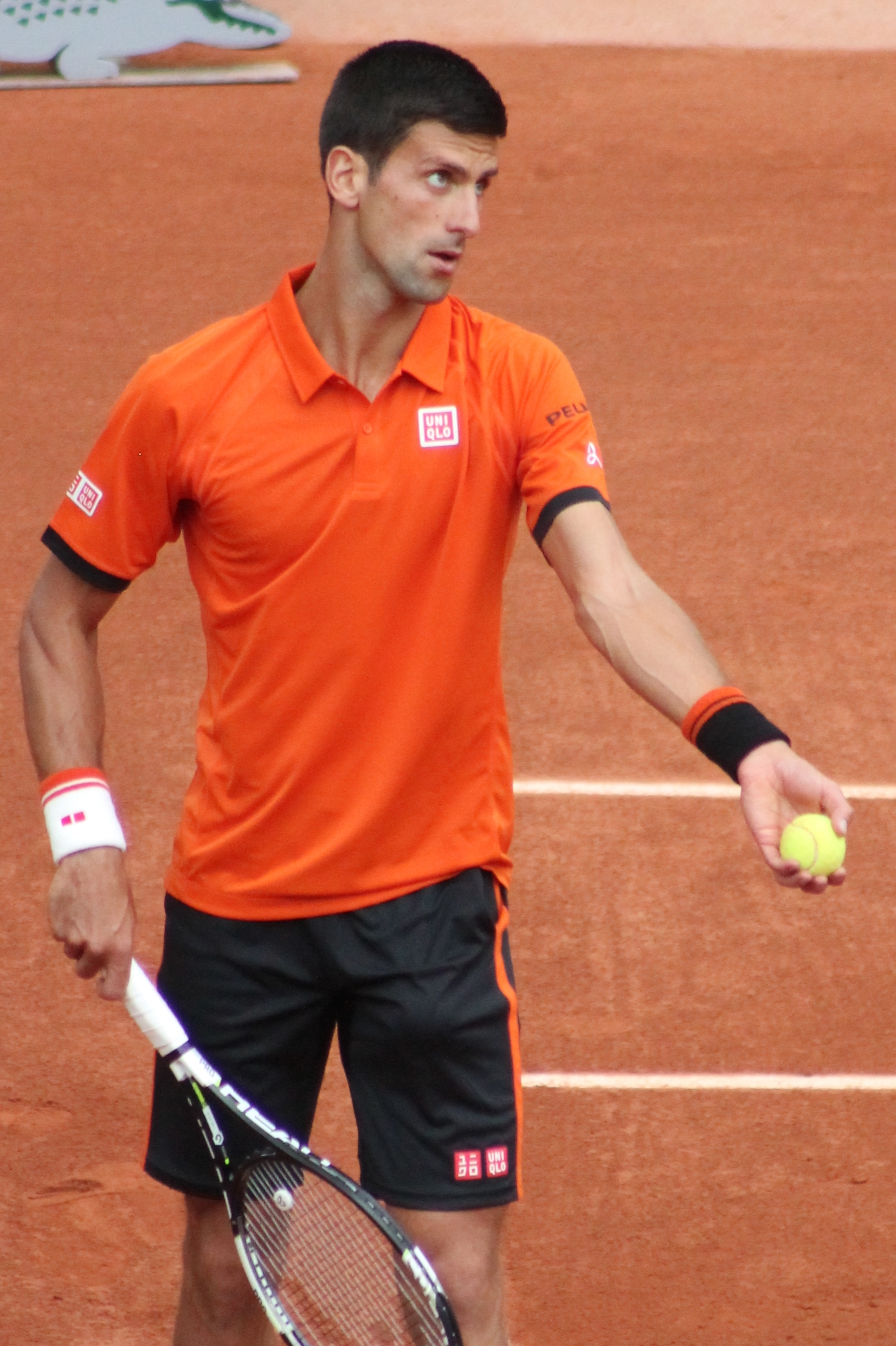
Djokovic tại Roland Garros 2015

Djokovic bước vào Roland Garros với tư cách là tay vợt số 1 thế giới và là hạt giống số 1 của giải, theo kết quả phân nhánh anh ở cùng nhánh đấu với vua sân đất nện Nadal và khả năng cả hai sẽ gặp nhau tại vòng tứ kết của giải, ở vòng 1 anh vượt qua Nieminen sau 3 set, vòng 2 anh vượt qua Gilles Muller cũng sau 03 set mặc dù bị đau và cần đến sự chăm sóc của bác sĩ trong gần 10 phút cuối set 2, vòng 3 anh vượt tay vợt trẻ người Úc là kokkinakis sau 03 set đều với tỷ số 6-4, ở vòng 4 anh vượt qua tay vợt nước chủ nhà là Rasquest để bước vào vòng tứ kết đại chiến cùng Nadal. Trong trận tứ kết Roland Garros 2015, trận đấu chỉ gay cấn và kịch tính trong Set 1 khi Djokovic dẫn trước 4-0 nhưng Nadal san bằng tỷ số 4-4, sau đó Djokovic thắng 7-5, hai set còn lại thế trận nghiêng hoàn toàn về tay vợt số 1 thế giới với các tỷ số lần lượt là 6-3; 6-1 chính thức biến Nadal thành cựu vương tại Pháp Mở rộng, chiến thắng trước Nadal tại tứ kết Roland Garros cũng là lần đầu tiên Djokovic thắng được Nadal tại Pháp mở rộng sau 6 lần trước toàn thua trước đó trong đó có hai lần tại chung kết là năm 2012 và 2014, và anh cũng là tay vợt duy nhất thắng được Nadal trong tất cả các giải Grand Slam đồng thời rút ngắn thành tích đối đầu giữa anh và Nadal là 23 - 21, sau khi vượt quá Nadal anh đụng tiếp tay vợt hạt giống khác và đang chơi rất tốt trên sân đất nện từ đầu năm đến nay là Andy Murray trong trận đấu diễn ra trong 2 ngày, anh dẫn trước 2-0 trong hai set đầu tiên nhưng lại bị gỡ hòa trong hai set tiếp sau, tuy nhiên trong set quyết định, bản lĩnh của tay vợt số 1 đã giúp anh thắng dễ với tỷ số 6-1 để giành quyền vào chơi chung kết gặp Wanwrinka, nhưng lại thua 1-3 trước chính Wanwrinka, một lần nữa anh lỗi hẹn với chức vô địch Roland Garros đầu tiên trong sự nghiệp và cơ hội thâu tóm toàn bộ Grand Slam trong sự nghiệp thi đấu.
Đến Wimbledon, anh thi đấu rất thành công vào đến chung kết, trong đó có chiến thắng 3-2 trong cuộc marathon diễn ra trong 2 ngày thi đấu ở vòng 4 với Kevin Anderson (Nam Phi). Sau khi loại Richard Gasquet (Pháp) ở bán kết, Nole vào chung kết và gặp lại kỳ phùng địch thủ Roger Federer. Trước sức ép to lớn từ khán giả, anh thắng set 1 qua loạt tiebreak, thua set 2 cũng ở loạt tiebreak, thắng 2 sec 3 và 4 nhờ 1 điểm break giành được trong mỗi sec và 1 Championship point ở set cuối, anh lên ngôi sau chiến thắng 7-6, 6-7, 6-4, 6-3 và giành Grand Slam thứ 9 trong sự nghiệp và thứ 3 tại Wimbledon.
Đến mùa giải sân cứng ở Bắc Mỹ, anh đều thua tại hai trận chung kết Master 1000 là Roger cup và Cicinnati trước Murray và Federer, tuy nhiên anh trở lại kịp thời tại giải Grand Slam cuối cùng trong năm là Mỹ mở rộng anh đã đoạt chức vô địch sau khi thắng Federer trong trận chung kết với tỷ số 3-1, tỷ số các set lần lượt là 6-4; 5-7; 6-4; 6-4, đoạt chức vô địch mỹ mở rộng lần thứ hai trong sự nghiệp và là Grand Slam thứ 10, như vậy tính đến tháng 9/2015 anh đã vào chơi cả bốn trận chung kết Grand Slam của năm và đoạt 3 chức vô địch, anh chắc chắn đứng số 1 thế giới khi kết thúc năm 2015.
Nối tiếp thành công anh vô địch hai giải ATP500 và Masters 1000 tại Bắc Kinh và Thượng Hải, cả hai giải anh không để thua set đấu nào. Anh tiếp tục vô địch giải Masters 1000 là Paris Master, như vậy anh đã vô địch 6 giải Master 1000 trong năm, một kỷ lục chưa có tay vợt nào làm được trong quá khứ.
Đến giải ATP World Tour Finals danh giá dành cho 8 tay vợt xuất sắc nhất năm, Djokovic tiếp tục vô địch sau khi đánh bại Roger Federer trong trận chung kết với các tỷ số lần lượt là 6-3, 6-4 và lần thứ 4 liên tiếp vô địch giải đấu này. Như vậy Djokovic đã lập kỷ lục dự 15 trận chung kết liên tiếp trong năm 2015, kỷ lục đến giờ chưa có tay vợt nào san bằng.

### Năm 2016: Giành Grand Slam sự nghiệp, đương kim vô địch cả bốn giải Grand Slam (Nole Slam) và phá kỉ lục điểm số ATP
Anh khởi đầu năm 2016 bằng chiến thắng tại giải quần vợt Qatar Open trước Rafael Nadal trong trận chung kết với tỷ số 6-1, 6-2 qua đó vượt lên trên tỷ số đối đầu giữa hai tay vợt là 24 - 23 nghiêng về Djokovic. Sau đó anh lọt vào trận chung kết của giải Úc mở rộng. Trong trận chung kết anh giành chiến thắng trước tay vợt Vương quốc Anh Andy Murray với tỷ số 3-0(6-1,7-5,7-67-3) để lần thứ sáu vô địch giải này và là Grand Slam thứ 11 trong sự nghiệp
Djokovic tham dự giải quần vợt ATP500 tại Dubai, nhưng phải sớm bỏ cuộc trong trận đấu với Feliciano Lopez do gặp phải vấn đề về mắt. Anh nhanh chóng trở lại tại giải ATP 1000 đầu tiên trong năm Indian Wells, Djokovic tiến một mạch vào bán kết gặp kình địch Rafael Nadal và giành chiến thắng sau 2 set (7-65;6-2), qua đó tiếp tục nâng thành tích đối đầu giữa anh và Nadal lên thành 25-23. Trong trận chung kết, Djokovic dễ dàng giành chiến thắng chóng vánh trước tay vợt của Canada Milos Raonic sau 2 set (6-2,6-0). Chiến thắng này giúp Djokovic lần thứ 3 liên tiếp nâng cao chiếc cup vô địch tại Indian Wells và anh chính thức san bằng kỷ lục giành 27 Masters 1000 của Rafael Nadal.
Tiếp nối thành công tại Indian Well, Djokovic tham dự Miami Masters - giải Masters 1000 thứ hai trong năm. Anh lần lượt vượt qua các tay vợt Edmund, J.Sousa, D.Thiem, Tomas Berdych, D.Goffin trên con đường tiến vào trận chung kết và chiến thắng tay vợt người Nhật Bản Kei Nishikori sau 2 set (6-3,6-3). Với chức vô địch này, anh đã giành được danh hiệu thứ 6 tại Miami, cân bằng với số danh hiệu của huyền thoại Andre Agassi. Và quan trọng hơn cả, với danh hiệu Masters 1000 thứ 28 trong sự nghiệp, Novak Djokovic đã trở thành tay vợt nam giành được nhiều danh hiệu ATP Masters 1000 nhiều nhất trong lịch sử quần vợt thế giới, anh phá bỏ kỷ lục giành 27 danh hiệu mà Rafael Nadal đã thiết lập trước đó.
Bước vào mùa giải diễn ra trên mặt sân đất nện, Djokovic tham dự Monte Carlo Master với nhiệm vụ bảo vệ chức vô địch tại đây. Được đánh giá là hạt giống số 1 nhưng Djokovic bất ngờ để thua ngay tại vòng 2 trước tay vợt không mấy tên tuổi Jiri Vesely sau 3 set (4-6;6-2;4-6). Bị loại sớm khỏi giải đấu cùng với việc Rafael Nadal đăng quang đã khiến Djokovic bị chính Nadal bắt kịp số danh hiệu ATP Masters 1000 với mỗi người 28 danh hiệu.
Djokovic trở lại và tham dự giải quần vợt Mutua Madrid Open diễn ra tại Tây Ban Nha sau ba năm vắng mặt, anh lấy lại phong độ hủy diệt và một mạch vượt qua các đối thủ trên con đường vào chung kết gặp lại người bạn thân Andy Murray. Trong trận chung kết, Djokocvic dễ dàng giành chiến thắng trong set 1 với tỷ số 6-2, để thua lại set 2 với tỷ số 3-6. Trong set thứ 3 quyết định, Djokovic thể hiện được bản lĩnh của mình, đặc biệt trong game cuối cầm giao bóng để kết thúc trận đấu, anh bị Murray dẫn 0-40 nhưng vẫn lật ngược tình thế và giành thắng lợi chung cuộc 6-3. Giành chiến thắng trước Murray, Novak Djokovic lần thứ hai nâng cao chiếc cup vô địch Mutua Madrid Open, qua đó với danh hiệu Masters 1000 thứ 29, anh một lần nữa vượt qua Rafael Nadal để trở thành tay vợt nắm giữ kỷ lục giành nhiều danh hiệu ATP Masters 1000 nhiều nhất trong lịch sử.
Anh tham dự giải Masters 1000 cuối cùng trên mặt sân đất nện diễn ra tại Roma, Italia. Anh tiến vào chung kết sau những trận đấu căng thẳng với Rafael Nadal và Kei Nishikori để gặp tay vợt người Vương quốc Anh Andy Murray. trong trận chung kết, anh để thua sau hai set với tỉ số 3-6, 3-6.
Giải quần vợt Pháp mở rộng là giải Grand Slam duy nhất Djokovic còn thiếu trong sự nghiệp, anh đã 3 lần vào chung kết nhưng đều chịu thất bại. Vì vậy, Djokovic đến Paris tham dự giải quần vợt Pháp mở rộng 2016 với quyết tâm cực lớn. Anh được phân vào nhánh thăm khá thuận lợi, lần lượt dễ dàng vượt qua Lu Yen-hsun, Steve Darcis, A.Bedene ở 3 vòng đấu đầu tiên. Những cơn mưa không ngớt ở Paris làm gián đoạn các trận đấu khiến cho trận đấu ở vòng 4 giữa Djokovic và Roberto Bautista Agut phải kéo dài trong vòng 3 ngày, cuối cùng Djokovic dành chiến thắng trước Agut sau 4 set (3-6,6-4,6-1,7-5). Vượt qua khó khăn ở vòng 4 Djokovic giành chiến thắng trước Tomas Berdych và Dominic Thiem tại tứ kết và bán kết cùng với tỉ số 3-0 để lần thứ 4 tiến vào chung kết giải quần vợt Pháp mở rộng. Bước vào trận chung kết với Murray, Djokovic nhập cuộc không tốt khiến anh để thua set đầu tiên với tỉ số 3-6. Không để cái dớp trở lại, Djokovic bừng tỉnh và thi đấu xuất sắc trong 3 set đấu tiếp theo. Sau 3h03' thi đấu Djokovic vượt qua Murray với tỉ số 3-6,6-1,6-2,6-4 qua đó lần đầu tiên đăng quang ngôi vô địch Giải quần vợt Pháp mở rộng. Chức vô địch này giúp Djokovic trở thành tay vợt thứ 8 trong lịch sử và thứ 5 tính từ Kỷ nguyên mở rộng hoàn tất bộ sưu tập Grand Slam sự nghiệp. Djokovic cũng trở thành tay vợt đầu tiên sau 46 năm (Rod Laver - 1969) vô địch liên tiếp 4 giải Grand Slam khác nhau. Thành tích này của Djokovic được gọi là "Nole Slam".
Sau đó Djokovic thi đấu không thành công tại Wimbledon khi bị loại ở vòng 3 bởi Sam Querrey. Djokovic mở đầu US Open Series tại Rogers Cup và giành ngôi vô địch. Tuy nhiên sau đó anh bị loại tại vòng 1 Olympic Rio bởi Juan Martin del Potro sau 2 loạt tie-break. Đây mới là lần đầu tiên kể từ tháng 1/2009 mà Djokovic bị loại từ trận vòng 1 của một giải đấu. Anh rút lui khỏi giải Cincinnati - Master duy nhất còn thiếu trong sự nghiệp vì chấn thương cổ tay.
Tới US Open với chấn thương cổ tay, Djokovic trải qua Grand Slam kì lạ nhất sự nghiệp với việc lọt vào bán kết năm thứ 10 liên tiếp sau chưa đầy 10 set đấu sau khi các đối thủ Jiri Vesely rút lui ở vòng 2, Mikhail Youzhny bỏ cuộc tại vòng 3 khi tỉ số set 1 đang là 4-2 nghiêng về Djokovic và Jo-Wilfried Tsonga bỏ cuộc khi đang bị Djokovic dẫn trước 2-0 (6-3, 6-2). Tại bán kết, Djokovic đánh bại Gael Monfils trong vòng 4 set và gặp Stan Wawrinka tại trận chung kết. Trong trận chung kết mỹ mở rộng 2016, anh đã thua Wawrinka sau 4 set với tỷ số là 7–6(7–1), 4–6, 5–7, 3–6.

### Năm 2017: Chia tay huấn luyện viên và chấn thương lâu dài gián đoạn
Vào tháng Giêng, Djokovic bảo vệ danh hiệu của mình tại Doha đánh bại số 1 thế giới mới Andy Murray trong ba séc. Tại giải Úc Mở rộng anh đã thất bại ở vòng hai bởi số 117 Denis Istomin của Uzbekistan. Đây là lần đầu tiên kể từ năm 2007 Djokovic đã thất bại ở vòng 2 giải Australian Open  và lần đầu tiên trong sự nghiệp của mình, anh đã thua một tay vợt đứng ngoài top 100 trong giải Grand Slam. Vào tháng Hai và tháng Ba, Djokovic chơi tại giải Mexican Open và Indian Well Masters, nhưng trong cả hai giải đều bị Nick Kyrgios loại ở vòng thứ ba và thứ tư. Vào tháng Tư, Djokovic đã đến tứ kết của Monte-Carlo Masters, thua David Goffin. Sau giải đấu, anh quyết định chia tay với huấn luyện viên thời gian dài của mình là Marián Vajda, chuyên gia thể dục Gebhard Phil-Gritsch và physioterapeut Miljan Amanović, viện dẫn sự cần thiết phải tìm ra một tia lửa chiến thắng. Một màn trình diễn tốt hơn tại Madrid Masters đã giúp Djokovic lọt vào vòng bán kết nhưng anh lại thua Nadal , đến Rome mở rộng Djokovic thi đấu quá chắc chắn để hạ gục được ứng viên nặng ký Dominic Thiem để giành quyền vào chung kết. Đối thủ của tay vợt người Serbia là Alexander Zverev, tay vợt năm nay mới 20, biết đến như một thần đồng mới của làng banh nỉ nam, Đáng tiếc rằng Djokovic lại bất ngờ sa sút ở trận đấu quan trọng nhất của giải, tay vợt người Serbia không còn thể hiện được phong độ tuyệt vời đã thổi bay Thiem. Trong khi đó, Zverev thi đấu rất chắc chắn với những cú đánh thuận tay rất nặng và trái bằng hai tay khá mượt mà, kết quả anh chỉ đạt á quân, Djokovic vẫn chưa có được danh hiệu lớn nào trong năm nay (chỉ có một danh hiệu ATP 500). Để chuẩn bị cho Roland Garros, Djokovic đã thuê Andre Agassi làm huấn luyện viên hướng dẫn anh từ giải Grand Slam sắp tới
Tại giải Pháp mở rộng với tư cách là nhà vô địch, anh đã thua Dominic Thiem ở tứ kết. Anh chuẩn bị cho giải Wimbledon tại Eastbourne International, chơi giải đấu Wimbledon đầu tiên trên sân cỏ kể từ giải vô địch Aegon 2010. Anh đã thắng giải đấu, đánh bại Gaël Monfils trong trận chung kết. Điều này đánh dấu danh hiệu cỏ đầu tiên của mình bên ngoài Wimbledon. Anh vào đến tứ kết tại Wimbledon trước khi thua Tomas Berdych
Vào ngày 26 tháng 7, Djokovic thông báo rằng anh sẽ bỏ lỡ giải US Open 2017 và phần còn lại của mùa giải 2017 để hoàn toàn hồi phục sau chấn thương khuỷu tay

### Năm 2018: Sự trở lại ngoạn mục, Career Golden Masters và 2 danh hiệu Grand Slam
Hồi tháng 1, Djokovic đánh bại Dominic Thiem ở giải triển lãm Kooyong Classic. Tại Australian Open 2018, anh lọt vào vòng 4 và bị Chung Hyeon đánh bại. Vào cuối tháng 1, anh đã trải qua cuộc phẫu thuật khuỷu tay. Vào ngày 3 tháng 3, Djokovic trở lại sân tập, và bất ngờ thi đấu tại Indian Wells chỉ một tuần sau đó, khi thua Taro Daniel ở vòng hai. Sau đó anh thua Benoît Paire ở vòng hai Miami Open.
Tái hợp với huấn luyện viên lâu năm Marián Vajda tại Monte-Carlo Masters, Djokovic giành chiến thắng trước Dušan Lajović và Borna Ćorić, sau đó là trận thua Dominic Thiem. Trong một cuộc họp báo, anh ấy nói, "Sau hai năm, cuối cùng tôi cũng có thể thi đấu mà không bị đau." Sau một lần bị loại sớm ở Barcelona trước Martin Kližan, Sự trở lại dần dần của Djokovic sẽ xuất hiện tại Madrid Masters. Với chiến thắng ở vòng 1 trước Kei Nishikori, Djokovic có chiến thắng đầu tiên trước tay vợt trong top 20 sau 10 tháng; tuy nhiên, anh đã thua Kyle Edmund ở vòng thứ hai. Bước vào Rome Masters với thành tích 6–6 mùa giải, anh vào đến bán kết trước khi thua đối thủ lâu năm Rafael Nadal. Sau đó anh lọt vào tứ kết giải Pháp mở rộng trước khi thua Marco Cecchinato.
Djokovic bắt đầu mùa giải sân cỏ tại Queen's Club, giành chiến thắng đầu tiên trước tay vợt trong top 5 sau gần 18 tháng bằng cách đánh bại Grigor Dimitrov ở vòng hai. Anh vào đến trận chung kết và mặc dù giữ được điểm vô địch nhưng anh vẫn để thua Marin Čilić. Anh ấy cũng chơi đôi với người bạn lâu năm và đối thủ Stan Wawrinka. Djokovic sau đó bước vào Wimbledon với tư cách hạt giống số 12, nơi anh vào bán kết gặp Rafael Nadal. Djokovic đánh bại Nadal trong trận đấu kéo dài 5 set kéo dài 5 giờ 17 phút kéo dài trong hai ngày. Trong trận chung kết, anh giành được danh hiệu Wimbledon thứ tư và danh hiệu lớn thứ 13 chung cuộc khi đánh bại Kevin Anderson trong các set liên tiếp. Với chiến thắng, anh tăng 11 bậc trên bảng xếp hạng và lần đầu tiên trở lại top 10 kể từ tháng 10 năm 2017.
Sau một mùa giải sân cỏ đầy thắng lợi, Djokovic bắt đầu trận đấu trên mặt sân cứng Bắc Mỹ với trận đấu ở vòng ba tại Canadian Open, để thua Stefanos Tsitsipas. Sau đó, anh trở lại thi đấu Cincinnati Masters lần đầu tiên sau ba năm. Trong một sự kiện bị đình chỉ thi đấu do trời mưa, Djokovic đã đánh bại đương kim vô địch Grigor Dimitrov, Milos Raonic và Marin Čilić để lọt vào trận chung kết thứ sáu tại giải đấu và trận chung kết thứ tư với Roger Federer. Mặc dù Federer đang có chuỗi 100 lần giữ giao bóng liên tiếp tại giải đấu, nhưng Djokovic đã bẻ giao bóng ba lần để giành danh hiệu Cincinnati Masters đầu tiên. Với chiến thắng này, Djokovic trở thành tay vợt đầu tiên (và duy nhất tính đến năm 2022) trong lịch sử quần vợt hoàn thành các giải Golden Masters trong sự nghiệp — vô địch tất cả chín giải ATP Masters ít nhất một lần trong sự nghiệp.
Djokovic là hạt giống số 6 tại US Open. Anh ấy đã tiến đến trận bán kết US Open lần thứ 11 sau nhiều lần ra sân, nơi anh ấy đã vượt qua Kei Nishikori. Djokovic sau đó đánh bại Juan Martín del Potro để giành danh hiệu US Open thứ ba và danh hiệu lớn thứ 14 nói chung, ngang bằng với thành tích của Pete Sampras. Với chiến thắng, Djokovic lần đầu trở lại top 3 trên bảng xếp hạng thế giới kể từ Pháp mở rộng 2017.
Tại Shanghai Masters, Djokovic đã đánh bại Kevin Anderson và Alexander Zverev trên đường tới danh hiệu mà không thua set nào cũng như không giao bóng bị hỏng trong suốt trận đấu. Chiến thắng đánh dấu danh hiệu Thượng Hải thứ tư của anh và thứ hạng của anh tăng lên vị trí thứ 2. Ngày 31 tháng 10, Rafael Nadal tuyên bố rút lui khỏi Paris Masters do chấn thương bụng, còn Djokovic giành lại vị trí số 1 thế giới. Ở đó, Djokovic đánh bại Roger Federer trong trận bán kết kéo dài ba set chặt chẽ, nhưng lại thất bại trước tay vợt không được xếp hạt giống Karen Khachanov trong trận chung kết. Tại ATP Finals, Djokovic được đảm bảo vị trí số 1 cuối năm thứ 5 sau khi Rafael Nadal rút lui khỏi sự kiện. Ở vòng tròn một lượt, anh đánh bại Alexander Zverev, Marin Čilić và John Isner mà không bỏ set nào. Ở bán kết, anh đánh bại Kevin Anderson để lọt vào trận chung kết thứ bảy tại giải đấu nhưng bị Zverev làm khó chịu. Tại Giải vô địch Mubadala 2018, anh đã giành chiến thắng trước Karen Khachanov & Kevin Anderson để giành danh hiệu.

### 2019: Giành giải Úc mở rộng lần thứ 7 và Wimbledon thứ 5
Giải đấu đầu tiên trong năm của Djokovic là tại Qatar Open. Anh đã đánh bại Damir Džumhur, Márton Fucsovics và hạt giống thứ năm Nikoloz Basilashvili trước khi bị đánh bại bởi hạt giống số bảy Roberto Bautista Agut trong trận bán kết.
Djokovic bước vào Úc Mở rộng với tư cách hạt giống hàng đầu. Anh đã đánh bại Mitchell Krueger, tay vợt vào chung kết 2008 Jo-Wilfried Tsonga, hạt giống thứ 25 Denis Shapovalov, hạt giống thứ 15 Daniil Medvedev, hạt giống thứ 8 Kei Nishikori, và hạt giống thứ 28 Lucas Pouille để lọt vào chung kết, tại đây anh đánh bại hạt giống thứ 2 Rafael Nadal trong 3 set để giành danh hiệu Grand Slam thứ 15 của mình và lập kỷ lục vô địch Úc mở rộng lần thứ 7. Djokovic sau đó đã chơi tại Indian Wells Masters 2019 và lọt vào vòng thứ ba và bị Philipp Kohlschreiber loại trong 2 set. Sau đó Djokovic đã thất bại trong vòng bốn khi thua cả ba set trước Roberto Bautista Agut tại Miami Open 2019. Djokovic sau đó bắt đầu mùa giải sân đất nện của mình tại giải Monte Carlo Masters 2019, thua ở tứ kết trước Daniil Medvedev sau ba set.
Trong giải Madrid Open, Novak Djokovic đã kỷ niệm 250 tuần ở vị trí số 1 thế giới trong bảng xếp hạng ATP. Anh là một trong năm tay vợt đạt được 250 tuần ở vị trí số 1, sau Roger Federer, Pete Sampras, Ivan Lendl và Jimmy Connors. Sau khi đánh bại tay vợt vô địch ATP thế hệ tiếp theo Stefanos Tsitsipas trong trận chung kết Madrid Open, Djokovic đã nâng cao danh hiệu tại Madrid lần thứ ba và tiến ngang với kỷ lục của Nadal với 33 danh hiệu Masters 1000. Sau những cơn mưa lớn trì hoãn tại giải Ý mở rộng, anh đã nhanh chóng đánh bại Denis Shapovalov và Philipp Kohlschreiber, sau đó là chiến thắng trong cuộc đấu hơn 3 giờ trước đối thủ lâu năm Juan Martín del Potro. Anh kết thúc giải đấu với vị trí á quân & là tay vợt duy nhất thắng được 1 set trước Nadal đang hồi sinh.
Anh thi đấu ở Pháp mở rộng, lọt vào bán kết mà không thua một set nào và lập kỷ lục chiến thắng trước Hubert Hurkacz, Henri Laaksonen, Salvatore Caruso, Jan-Lennard Struff và hạt giống thứ năm Alexander Zverev. Chiến thắng vòng bốn trước Struff khiến anh trở thành người đầu tiên lọt vào 10 tứ kết liên tiếp tại Roland Garros. Trong trận bán kết, anh phải đối mặt với tay vợt lọt vào chung kết năm 2018 Dominic Thiem, và Thiem đã đánh bại Djokovic trong trận đấu kéo dài bốn giờ, bị gián đoạn bởi mưa nhiều lần và kéo dài trong hai ngày. Thất bại này đã chấm dứt chuỗi chiến thắng 26 trận của anh trong các giải đấu lớn và đưa cuộc tìm kiếm Nole Slam thứ hai của anh đến hồi kết thúc.
Anh giành chiến thắng trong trận Chung kết Wimbledon 2019 kinh điển trước Roger Federer trong một trận đấu đáng nhớ kéo dài tới 4 giờ 57 phút, biến nó trở thành trận chung kết Wimbledon dài nhất trong lịch sử, để giành được danh hiệu Grand Slam thứ 16. Djokovic đã cứu được hai championship point ở set thứ 5 và sau đó giành chiến thắng và trận đấu cũng đánh dấu lần đầu tiên một tiebreak ở set 5 được thực hiện ở Wimbledon sau tỷ số 12-12.
Djokovic sau đó thi đấu tại giải Cincinati Master 2019 với tư cách là đương kim vô địch và lọt vào bán kết trước khi anh để thua tay vợt sau đó bước lên ngôi vô địch là Daniil Medvedev sau ba set. Tại Mỹ Mở rộng 2019, Djokovic đã không thể bảo vệ thành công danh hiệu khi dừng bước trước Stan Wawrinka ở vòng bốn, sau khi bị dẫn trước hai set và phải bỏ cuộc chấn thương. Vào tháng 10 năm 2019, Djokovic đã đánh bại John Millman trong 2 set để vô địch tại giải Nhật Bản mở rộng. Tại Shanghai Masters, Djokovic lọt vào vòng tứ kết, nhưng thua Stefanos Tsitsipas sau ba set. Vào tháng 11 năm 2019, Djokovic lọt vào trận chung kết Paris Masters sau khi đánh bại Grigor Dimitrov sau 2 set ở bán kết. Trong trận chung kết, Djokovic đã giành được chức vô địch Paris Masters thứ năm của mình sau chiến thắng 6-3, 6-4 trước ngôi sao trẻ người Canada, Denis Shapovalov. Djokovic sau đó được xếp vào Bảng Bjorn Borg tại giải quần vợt cuối năm ATP Finals 2019 nhưng đã bị loại ngay từ vòng bảng với chỉ một chiến thắng trước Matteo Berrettini, sau đó là trận thua trước Dominic Thiem và thất bại sau 2 set trước Federer (trận thua đầu tiên của anh trước Federer kể từ năm 2015).

### 2020: Giành chức vô địch Úc mở rộng lần thứ 8
Khởi đầu năm 2020, Djokovic cùng đội tuyển Serbia tham dự ATP Cup tại Úc, khi Serbia gặp Tây Ban Nha tại trận chung kết do Dusan Lajovic thua Roberto Bautista Agut 5-7, 1-6 ở trận đơn đầu tiên, Djokovic buộc phải thắng Nadal để nuôi hy vọng vô địch cho tuyển Serbia. Tay vợt số hai thế giới không những hạ kình địch Tây Ban Nha trong trận đơn thứ hai với tỷ số 6-2, 7-6, mà còn cùng Viktor Troicki thắng luôn trận đôi quyết định để giúp Serbia đăng quang ở kỳ ATP Cup đầu tiên trong lịch sử.
Tiếp đó, anh tham dự Úc mở rộng và bảo vệ thành công chức vô địch sau khi thắng tay vợt người Áo Dominic Thiem với tỷ số 6-4, 4-6, 2-6, 6-3, 6-4, đây là lần thứ tám anh đăng quang tại Australian Open, đồng thời giành 17 danh hiệu Grand Slam, trở lại vị trí số 1 thế giới vào ngày 3 tháng 2 năm 2020. Djokovic giành chức vô địch Dubai Tennis Championships lần thứ năm sau khi đánh bại Stefanos Tsitsipas trong trận chung kết.
Vào tháng 6, Djokovic có kết quả xét nghiệm dương tính với COVID-19 trong Adria Tour, một giải đấu từ thiện do Djokovic tổ chức tại Balkan. Djokovic đã bị chỉ trích vì tổ chức giải đấu mà không thực hiện những biện pháp giãn cách xã hội và phòng ngừa đối phó với COVID-19, mặc dù được tổ chức theo các biện pháp do chính phủ ban hành. Trận đấu cuối cùng của giải đấu đã bị hủy sau khi một số tay vợt, vợ và huấn luyện viên của họ có kết quả xét nghiệm dương tính với virus. Djokovic đã lên tiếng xin lỗi, thừa nhận anh và các nhà tổ chức "đã sai" khi tiến hành giải đấu và họ tin rằng giải đấu đáp ứng tất cả các quy định về sức khỏe.
Djokovic làm nên lịch sử sau khi đánh bại Milos Raonic trong trận chung kết để giành danh hiệu Cincinnati Masters thứ hai. Anh đã giành được danh hiệu Masters 1000 thứ 35 của mình, cân bằng kỷ lục của Rafael Nadal về hầu hết các danh hiệu ATP Masters 1000 và hoàn thành Golden Masters thứ hai trong sự nghiệp. Với việc đạt được thành tích này, Djokovic đã trở thành người đầu tiên trong lịch sử quần vợt hoàn thành nhiều Masters nhất.
Ở vòng 4 US Open, Djokovic đã bị loại sau khi vô tình đánh vào họng một trọng tài trong trận đấu với Pablo Carreño Busta. Hiệp hội quần vợt Hoa Kỳ cũng nói rằng rằng Djokovic sẽ bị trừ tất cả các điểm xếp hạng mà anh ấy kiếm được tại giải đấu và sẽ bị phạt số tiền thưởng mà anh giành được.
Djokovic giành danh hiệu ATP Tour Masters 1000 kỷ lục lần thứ 36 và là lần thứ năm tại Rome sau khi đánh bại Diego Schwartzman trong trận chung kết

### 2021: Giành chức vô địch Úc mở rộng lần thứ 9, vô địch Roland Garros, vô địch Wimbledon và giành 20 Grand Slam
Bắt đầu mùa giải 2021 của mình bằng cách chơi cho Serbia với tư cách là nhà đương kim vô địch ATP Cup, nhưng đội tuyển Serbia đã bị loại ở vòng bảng mặc dù Djokovic thắng cả hai trận đánh đơn của mình. Sau đó, anh tiếp tục giành được danh hiệu Grand Slam thứ 18 và danh hiệu thứ 9 kéo dài kỷ lục tại Australian Open, với 3 set thẳng trước Daniil Medvedev trong trận chung kết, sau khi dành chức vô địch Djokovic dành thời gian nghỉ ngơi và để phòng tránh dịch Covid d 19 Nole không tham dự Miami Mở rộng tại Mỹ, mà ở lại Châu Âu bên gia đình và tập tuyện cho mùa đất nện, sau đó  Djokovic đã chơi tại Monte Carlo Masters, nơi anh để thua trận đấu vòng ba trước Dan Evans trong 03 set liên tiếp. Djokovic sau đó chơi tại giải Serbia mở rộng lần đầu tiên kể từ năm 2011 trước khi giải đấu bị đình chỉ vào năm 2012, đánh bại Kwon Soon-woo và đồng hương Miomir Kecmanović trước khi thua trận bán kết trước Aslan Karatsev trong ba set. Tại Ý mở rộng, Djokovic đánh bại Stefanos Tsitsipas và Lorenzo Sonego trên đường vào chung kết, nơi anh thua đối thủ lâu năm Rafael Nadal trong ba set.
Ngoài ra vào ngày 1 tháng 3, Djokovic cân bằng kỷ lục Kỷ nguyên Mở của Federer là 310 tuần ở vị trí số 1 thế giới, tiếp đến tuần sau, anh ấy đã vượt qua mốc đó và đã mở rộng kỷ lục theo ý mình, đến nay trước trận chung kết Pháp mở rộng ngày 13-6-2021 tay vợt Serbia đang tiếp tục hàng tuần phá kỷ lục của chính mình ở hạng mục giữ ngôi số 1 thế giới nhiều tuần nhất, với 324 tuần.
Tại giải Pháp mở rộng, Djokovic tiến vào trận chung kết sau khi đánh bại Nadal ở bán kết trong bốn set. Nó đánh dấu trận thua thứ hai của Nadal trước Djokovic (và trận thua thứ ba chung cuộc của Nadal tại giải này) tại sự kiện này, cùng với đó là trận thua duy nhất mà Nadal phải chịu trong trận bán kết tại sự kiện này. Djokovic đánh bại tay vợt người Hy Lạp Stefanos Tsitsipas trong trận chung kết sau 5 set với tỉ số 6-7, 2-6, 6-3, 6-2, 6-4 và giành được danh hiệu Grand Slam thứ 19.
Đến Wimbledon 2021, Djokovic vẫn tỏ ra là người ứng cử viên cho chức vô địch của giải đấu được mệnh danh là giải đấu lâu đời nhất lịch sử làng banh nỉ. Tay vợt số 1 thế giới người Serbia dễ dàng vượt qua tất cả các đối thủ để hiên ngang vào trận chung kết gặp đối thủ người Ý là Matteo Berrettini, mặc dù bị để thua 6-7 trong set 1, nhưng tay vợt được mệnh danh là Nole vẫn cho cả thế giới anh vẫn còn thi đấu và chiến thắng lại tay vợt người Ý với các tỉ số 6-7, 6-4, 6-4, 6-3 để lên ngôi vô địch trong những tiếng reo hò của người hâm mộ. Với 20 Grand Slam, Novak Djokovic đã san bằng với Rafael Nadal và Roger Federer về số danh hiệu Grand Slam, đồng thời anh còn đi vào lịch sử khi trở thành người thứ 5 trong lịch sử vô địch Roland Garros sau đó lại vô địch Wimbledon sau những huyền thoại như Rod Laver, Bjorn Borg, Rafael Nadal và Roger Federer.

### 2022: Hạn chế đi lại, danh hiệu Wimbledon, kỷ lục Masters thứ 38 & kỷ lục vô địch cuối năm lần thứ 6

#### Tranh cãi Úc mở rộng
Djokovic dự định bắt đầu mùa giải 2022 bằng việc tham dự ATP Cup ở Sydney nhưng đã rút lui. Để thi đấu tại Australian Open, nơi anh ba lần là đương kim vô địch, Chính phủ Victoria yêu cầu tất cả các tay vợt phải tiêm vắc-xin ngừa COVID-19 hoặc được miễn trừ y tế. Djokovic là một trong "số ít" các tay vợt và nhân viên được Tennis Australia và Bộ Y tế bang Victoria cấp giấy miễn trừ y tế. Sau đó được tiết lộ rằng Djokovic có kết quả xét nghiệm dương tính với COVID-19 vào ngày 16 tháng 12 năm 2021, điều này được dùng làm cơ sở để anh được miễn trừ.
Djokovic đã được cấp thị thực vào Úc vào ngày 18 tháng 11 năm 2021. Anh ta đến Melbourne vào ngày 5 tháng 1 nhưng bị Lực lượng Biên phòng Úc giam giữ sau khi họ xác định rằng anh ta không đáp ứng các yêu cầu nhập cảnh đối với một du khách chưa được tiêm chủng. Djokovic tiết lộ rằng một thành viên trong nhóm hỗ trợ của anh ấy đã đánh dấu vào ô trong đơn đăng ký của anh ấy và nói rằng anh ấy đã không đi du lịch nước ngoài hai tuần trước khi lên đường đến Úc; tuy nhiên, lúc đó anh ấy đã đến Tây Ban Nha. Thị thực của anh ta đã bị hủy và anh ta bị giữ trong một khách sạn giam giữ người nhập cư trong vài ngày để chờ xét xử tại tòa.
Vào ngày 10 tháng 1, Tòa án Gia đình và Liên bang Úc đã ra lệnh trả tự do cho anh ấy và tuyên án phí, phán quyết rằng quy trình hủy thị thực do các quan chức biên giới Úc thực hiện là sai sót trên cơ sở họ không cho Djokovic đủ thời gian để giải quyết. liên hệ với luật sư và cơ quan quản lý quần vợt của anh ấy trước cuộc phỏng vấn chính thức. Chính phủ Úc thừa nhận rằng việc hủy bỏ là "không hợp lý trong hoàn cảnh".
Vào ngày 14 tháng 1 năm 2022, Alex Hawke, Bộ trưởng Bộ Di trú, Quốc tịch, Dịch vụ Di cư và Đa văn hóa của Úc, đã thực thi quyền cấp bộ của mình theo mục 133C(3) và 116(1)(e)(i) của Đạo luật Di cư 1958 để hủy bỏ quyền sở hữu của Djokovic. thị thực, trích dẫn "các cơ sở về sức khỏe và trật tự tốt, trên cơ sở rằng việc làm như vậy là vì lợi ích công cộng". Djokovic đã nộp đơn xin xem xét tư pháp, nhưng ba thẩm phán của Tòa án Liên bang Úc đã nhất trí bác bỏ đơn đăng ký của anh vào ngày 16 tháng 1, ngăn cản anh tham dự Giải Úc mở rộng 2022. Djokovic cho biết anh "vô cùng thất vọng" với quyết định này nhưng chấp nhận phán quyết và bay từ Australia đến Dubai ngay trong đêm đó. Bởi vì anh ta đã bị cách chức bằng quyền lực cấp bộ theo Đạo luật Di cư, nên hiện tại anh ta bị cấm quay lại Úc trong ba năm, mặc dù mỗi đơn xin thị thực đều được xem xét dựa trên giá trị của nó. Kể từ tháng 11 năm 2022, lệnh cấm thị thực này đã bị Bộ trưởng Di trú mới đắc cử Andrew Giles bãi bỏ.
Vào tháng 2, Djokovic đã trả lời phỏng vấn BBC về việc anh bị trục xuất khỏi Úc, nói rằng anh sẵn sàng từ bỏ kỷ lục sự nghiệp bằng cách tuân thủ các nguyên tắc tự do lựa chọn và không tiêm vắc xin ngừa Covid-19. Vào tháng 5, anh thừa nhận rằng cuộc chiến tại tòa án và việc bị trục xuất khỏi Úc đã "gây tổn thất nặng nề" cho anh. Anh ấy nói: "Áp lực và mọi thứ mà tôi cảm thấy trong vài tháng đầu năm, cũng như áp lực trong cuộc sống và sự nghiệp của tôi, đó thực sự là một điều gì đó ở một cấp độ hoàn toàn khác".

#### Sau Úc
Djokovic tham dự Giải vô địch Dubai vào tháng 2, nơi không cần tiêm chủng để tham gia. Anh ấy đã thất bại ở tứ kết trước người vào chung kết Jiří Veselý, dẫn đến việc anh ấy phải nhường vị trí số 1 thế giới cho Daniil Medvedev. Điều này đánh dấu lần đầu tiên một người đàn ông ngoài Big Four được xếp hạng đơn số 1 thế giới kể từ Andy Roddick vào tháng 2 năm 2004. Djokovic rút lui khỏi cả Indian Wells Masters và Miami Open do Hoa Kỳ cấm du khách nước ngoài chưa được tiêm chủng. Dù không thể thi đấu nhưng Djokovic đã giành lại ngôi số 1 thế giới sau thất bại ở vòng 3 của Medvedev tại Indian Wells.
Sau khi không thể thi đấu vào tháng 3, Djokovic bắt đầu mùa giải sân đất nện tại Monte-Carlo Masters vào tháng 4. Được xếp hạt giống đầu tiên, anh tạm biệt ở vòng đầu tiên và thua người vào chung kết Davidovich Fokina ở vòng thứ hai, trận thua trận mở màn đầu tiên kể từ Barcelona Open 2018. Cuối tháng đó, anh vào chung kết Serbia Open và thua Andrey Rublev sau ba set. Tại Madrid Open vào tháng 5, Djokovic vào đến bán kết và bị nhà vô địch Carlos Alcaraz, 19 tuổi, đánh bại trong ba set. Tại giải Ý mở rộng một tuần sau, anh lọt vào trận chung kết thứ 12 trong sự nghiệp tại giải Masters này. Ở bán kết, anh đánh bại Casper Ruud để có trận thắng thứ 1.000 trong sự nghiệp, trở thành người thứ năm trong Kỷ nguyên Mở đạt được cột mốc này. Trong trận chung kết, anh đánh bại Stefanos Tsitsipas trong các set liên tiếp để giành chức vô địch Ý mở rộng lần thứ sáu và danh hiệu Masters thứ 38 kéo dài kỷ lục.
Djokovic bước vào Pháp mở rộng hồi tháng 5 với tư cách đương kim vô địch. Sau khi đánh bại Yoshihito Nishioka, Alex Molčan, Aljaž Bedene và Diego Schwartzman trong các set liên tiếp, anh đối mặt với Rafael Nadal ở tứ kết trong lần gặp nhau thứ 59 kéo dài kỷ lục của họ. Anh thua trong bốn set, kết thúc cuộc bảo vệ danh hiệu Pháp mở rộng của mình. Thất bại ở tứ kết, anh lần thứ hai nhường ngôi số 1 cho Daniil Medvedev vào năm 2022.
Với chiến thắng ở vòng đầu tiên tại Wimbledon Championships trước Kwon Soon-woo, Djokovic trở thành tay vợt đầu tiên trong lịch sử (nam hoặc nữ) thắng 80 trận ở cả 4 giải Grand Slam. Với chiến thắng ở bán kết trước Cameron Norrie, Djokovic lọt vào chung kết Grand Slam thứ 32, kỷ lục, hơn Roger Federer một điểm. Djokovic tiếp tục đánh bại Nick Kyrgios trong trận chung kết sau 4 set để giành chiếc cúp Wimbledon thứ tư liên tiếp và thứ bảy chung cuộc. Với chiến thắng này, anh đã giành được tổng cộng 21 danh hiệu lớn, phá vỡ 20 danh hiệu chính của anh với Federer và giúp anh kém Nadal một danh hiệu Grand Slam.
Do tình trạng của Djokovic chưa được tiêm chủng phòng ngừa COVID-19, anh không thể thi đấu ở US Open vì chính phủ Hoa Kỳ không cho phép những công dân không phải Hoa Kỳ chưa được tiêm chủng vào nước này. Kết quả là anh rút lui khỏi giải đấu vào ngày 25 tháng 8. Tại Astana Open vào tháng 10, anh đánh bại Medvedev ở bán kết và Stefanos Tsitsipas trong trận chung kết để giành danh hiệu đánh đơn thứ 90. Djokovic cũng lần thứ 15 lọt vào ATP Finals.
Djokovic sau đó thi đấu tại Paris Masters, nơi anh lọt vào tứ kết Masters thứ 90, đánh bại Karen Khachanov, người vào thời điểm đó là tay vợt duy nhất đã đánh bại anh trong trận chung kết của giải Masters này. Sau đó, anh đánh bại Lorenzo Musetti trong các set liên tiếp để lọt vào bán kết Masters lần thứ 74 và lần thứ tám tại giải đấu này. Ở bán kết, Djokovic đánh bại Stefanos Tsitsipas để vào chung kết thứ ba liên tiếp trong mùa giải và thứ tám chung cuộc tại giải Masters này. Đây cũng là trận chung kết ATP Masters thứ 56 kỷ lục của Djokovic và là trận thắng sân cứng thứ 650 trong sự nghiệp của anh, khiến anh trở thành tay vợt nam thứ ba trong Kỷ nguyên Mở rộng ghi được 650 trận thắng trở lên trong sự nghiệp trên bất kỳ mặt sân nào. Anh thua trong trận chung kết trước Holger Rune, 19 tuổi, người đã đánh bại 5 tay vợt trong top 10 trên đường tới danh hiệu. Đây là lần đầu tiên Djokovic thua ở 31 trận chung kết Masters khi thắng set đầu tiên.
Được xếp hạt giống thứ bảy tại ATP Finals, Djokovic đã giành chiến thắng trong trận đấu vòng tròn đầu tiên trước hạt giống số hai Stefanos Tsitsipas để ghi chiến thắng thứ 60 trong sự nghiệp trước một tay vợt trong Top 3, giúp anh trở thành tay vợt đầu tiên đạt được cột mốc này kể từ khi bảng xếp hạng ATP bắt đầu vào năm 1973. cũng là chiến thắng thứ chín liên tiếp của anh trước Tsitsipas. Djokovic sau đó đánh bại hạt giống số sáu Andrey Rublev và hạt giống thứ tư Daniil Medvedev để vào bán kết, nơi anh đánh bại Taylor Fritz để vào chung kết thứ tám tại sự kiện này và giành vị trí thứ 15 trong top 5 cuối năm trên bảng xếp hạng. Anh đã đánh bại Casper Ruud để giành danh hiệu ATP Finals thứ sáu bằng kỷ lục. Anh cũng là tay vợt đầu tiên vô địch ATP Finals trong ba thập kỷ khác nhau—những năm 2000, 2010 và 2020. Djokovic ở tuổi 35 cũng trở thành nhà vô địch lớn tuổi nhất trong lịch sử 53 năm ATP Finals.

### 2023: Giành Grand Slam thứ 24 lịch sử, gấp ba lần Career Slam, kỷ lục kéo dài các giải đấu chuyên nghiệp & số tuần ở vị trí số 1 thế giới.
Djokovic bắt đầu mùa giải bằng việc giành danh hiệu thứ 92 trong sự nghiệp tại Adelaide International 2023, nơi anh đánh bại Sebastian Korda trong ba set ở trận chung kết sau khi giành được một điểm vô địch. Sau đó anh thi đấu một trận giao hữu với Nick Kyrgios vào tuần sau bất chấp những lo ngại về chấn thương gân khoeo. Tại Úc mở rộng, Djokovic chỉ thua một set trên đường tới trận chung kết, nơi anh đánh bại Stefanos Tsitsipas trong các set liên tiếp để giành danh hiệu Úc mở rộng thứ 10 kéo dài kỷ lục của mình trong khi đánh bại Nadal về kỷ lục 22 danh hiệu đơn nam lớn và giành lại vị trí số 1 thế giới từ tay Carlos Alcaraz. Vào ngày 27 tháng 2 năm 2023, Djokovic đã phá kỷ lục 377 tuần của Steffi Graf mà cô đã lập 25 năm trước với tư cách là số 1 thế giới trong quần vợt nữ, do đó anh trở thành tay vợt có nhiều tuần ở vị trí số 1 nhất ở cả nội dung quần vợt nam và nữ.
Hồi tháng 3, Djokovic rút lui khỏi Indian Wells Masters và Miami Open sau khi bị từ chối cấp thị thực vào Mỹ do chưa được tiêm phòng. Giám đốc giải Indian Wells Tommy Haas và giám đốc giải Miami Open James Blake đều vận động các tổ chức chính phủ để được miễn trừ, nhưng không thành công. Thống đốc Florida Ron DeSantis đã trực tiếp kêu gọi Tổng thống Mỹ Joe Biden cấp thị thực cho Djokovic tham dự Miami Open, nhưng yêu cầu của ông bị từ chối. Sau khi bỏ lỡ Indian Wells và Miami, Djokovic bắt đầu mùa giải sân đất nện tại Monte-Carlo Masters, nơi anh bị Lorenzo Musetti đánh bại ở vòng 16.
Tại Banja Luka Open với tư cách là hạt giống hàng đầu, Djokovic đã thua người đồng hương và nhà vô địch cuối cùng Dušan Lajović ở tứ kết. Anh rút lui khỏi Madrid Open vào tuần sau do lo ngại về chấn thương khuỷu tay. Tại Giải Ý mở rộng, Djokovic bị Holger Rune đánh bại ở tứ kết, người sẽ vào chung kết. Ở bán kết Pháp mở rộng, Djokovic đánh bại tay vợt số 1 thế giới Carlos Alcaraz trong 4 set để lọt vào trận chung kết lớn thứ 34 kéo dài kỷ lục. Hơn nữa, anh còn trở thành tay vợt duy nhất chơi ít nhất bảy trận chung kết ở mỗi giải Grand Slam. Djokovic tiếp tục đánh bại Casper Ruud trong trận chung kết, phá kỷ lục danh hiệu lớn thứ 23 và trở thành tay vợt đầu tiên trong lịch sử quần vợt đạt được ba giải Grand Slam trong sự nghiệp. Với chức vô địch, Djokovic giành lại vị trí số 1 thế giới từ tay Alcaraz.
Djokovic sau đó thi đấu tại Giải vô địch Wimbledon 2023, nơi anh đang nỗ lực giành danh hiệu thứ 5 liên tiếp tại đó, kỷ lục lập danh hiệu thứ 8 và danh hiệu Grand Slam thứ 24 của anh. Anh vào đến bán kết với các chiến thắng liên tiếp trước Pedro Cachin, Jordan Thompson và Stan Wawrinka, đồng thời bốn chiến thắng trong set trước Hubert Hurkacz và Andrey Rublev. Trong trận bán kết, anh đối mặt với Jannik Sinner trong trận tái đấu tứ kết của họ vào năm trước, và Djokovic đã giành chiến thắng trong các set liên tiếp để lọt vào trận chung kết Wimbledon thứ 5 liên tiếp và thứ 9 chung cuộc, cũng như trận chung kết lớn thứ 35 kéo dài kỷ lục của anh, nơi anh phải đối mặt. Carlos Alcaraz. Sau đó, anh thua Alcaraz trong trận chung kết sau 5 set, chấm dứt chuỗi 34 trận thắng tại Wimbledon kể từ năm 2018 và chuỗi trận bất bại ở cả trận chung kết Wimbledon và sân Trung tâm kể từ trận chung kết Wimbledon 2013 thất bại trước Andy Murray.
Anh tiếp tục giành được danh hiệu Cincinnati Masters thứ ba và danh hiệu Masters thứ 39 kéo dài kỷ lục. Anh ấy đã đánh bại Carlos Alcaraz trong trận tái đấu ở trận chung kết Wimbledon của họ. Đây là trận chung kết ATP Tour có ba set dài nhất và là trận đấu dài nhất trong lịch sử giải đấu, với 3 giờ 49 phút, và ngay lập tức được khen ngợi là một trong những trận đấu hay nhất mọi thời đại. Anh thắng trận sau một set và break trong set thứ hai, cùng với việc giành được điểm vô địch trong tiebreak set thứ hai. Djokovic gọi đây là một trong những trận đấu khó khăn nhất của anh và nói "Thành thật mà nói, nó giống như một trận chung kết Grand Slam, thậm chí còn hơn thế nữa". Anh so sánh cường độ và sự gay cấn của trận đấu với trận đấu với Rafael Nadal ở chung kết Úc mở rộng 2012.
Djokovic sau đó thi đấu tại US Open 2023, nơi anh đang nỗ lực giành danh hiệu Grand Slam thứ 24 kéo dài kỷ lục. Anh vào chung kết với các chiến thắng liên tiếp trước Alexandre Müller, Bernabé Zapata Miralles, Borna Gojo, Taylor Fritz, và Ben Shelton, và chiến thắng 5 set trước người đồng hương Laslo Djere sau khi bị dẫn trước 2 set. Với việc lọt vào bán kết đơn nam lần thứ 47, Djokovic đã vượt qua kỷ lục Kỷ nguyên Mở rộng của Roger Federer. Khi vào đến trận chung kết, Djokovic đã ba lần sánh ngang với kỷ lục lọt vào tất cả các trận chung kết lớn trong một mùa giải của Federer. Trong trận chung kết, anh đối mặt với Daniil Medvedev trong trận tái đấu ở trận chung kết US Open 2021, chiến thắng thuộc về Medvedev trong các set thẳng. Djokovic đánh bại Medvedev trong trận chung kết, 6–3, 7–6(7–5), 6–3 để giành danh hiệu US Open thứ tư và danh hiệu Grand Slam đơn nam thứ 24 kéo dài kỷ lục nói chung, đồng thời cân bằng kỷ lục mọi thời đại của Margaret Court số danh hiệu đĩa đơn lớn theo giới tính. Set thứ hai là trận chiến căng thẳng kéo dài 104 phút mà Djokovic giành chiến thắng trong loạt tiebreak. Djokovic cũng trở thành nhà vô địch đơn nam Giải quần vợt Mỹ Mở rộng lớn tuổi nhất trong Kỷ nguyên Mở rộng, ở 36 tuổi 111 ngày, và trở thành tay vợt đầu tiên bốn lần vô địch ba Grand Slam trong một mùa giải. Với lần tham dự cuối cùng và chiến thắng chung cuộc vào thời điểm đó, anh đã giành được 1/3 tổng số Grand Slam mà anh tham gia, và đã vào chung kết một nửa số Grand Slam mà anh đã thi đấu.
Tại Paris Masters, Djokovic đánh bại Tomas Martin Etcheverry ở vòng đầu tiên trong trận đấu thứ 1289 trong sự nghiệp, vượt qua Rafael Nadal để giành vị trí thứ tư trong Kỷ nguyên Mở. Anh tiếp tục giành được danh hiệu Paris Masters thứ bảy kéo dài kỷ lục và Masters thứ 40 nói chung, đánh bại Tallon Griekspoor, Holger Rune, Andrey Rublev và Grigor Dimitrov trong trận chung kết.
Tại ATP Final, Djokovic đã dành chiến thắng trong trận chung kết khi thắng với tỉ số 6-3 và 6-3 trước Sinner tay vợt đến từ Italia, để lần thứ 7 đăng quang giải này, vượt qua Roger Federer với 6 lần trước đây.

### 2024: Tay vợt số 1 ATP lớn tuổi nhất, phẫu thuật đầu gối, huy chương vàng Olympic & Super Slam sự nghiệp

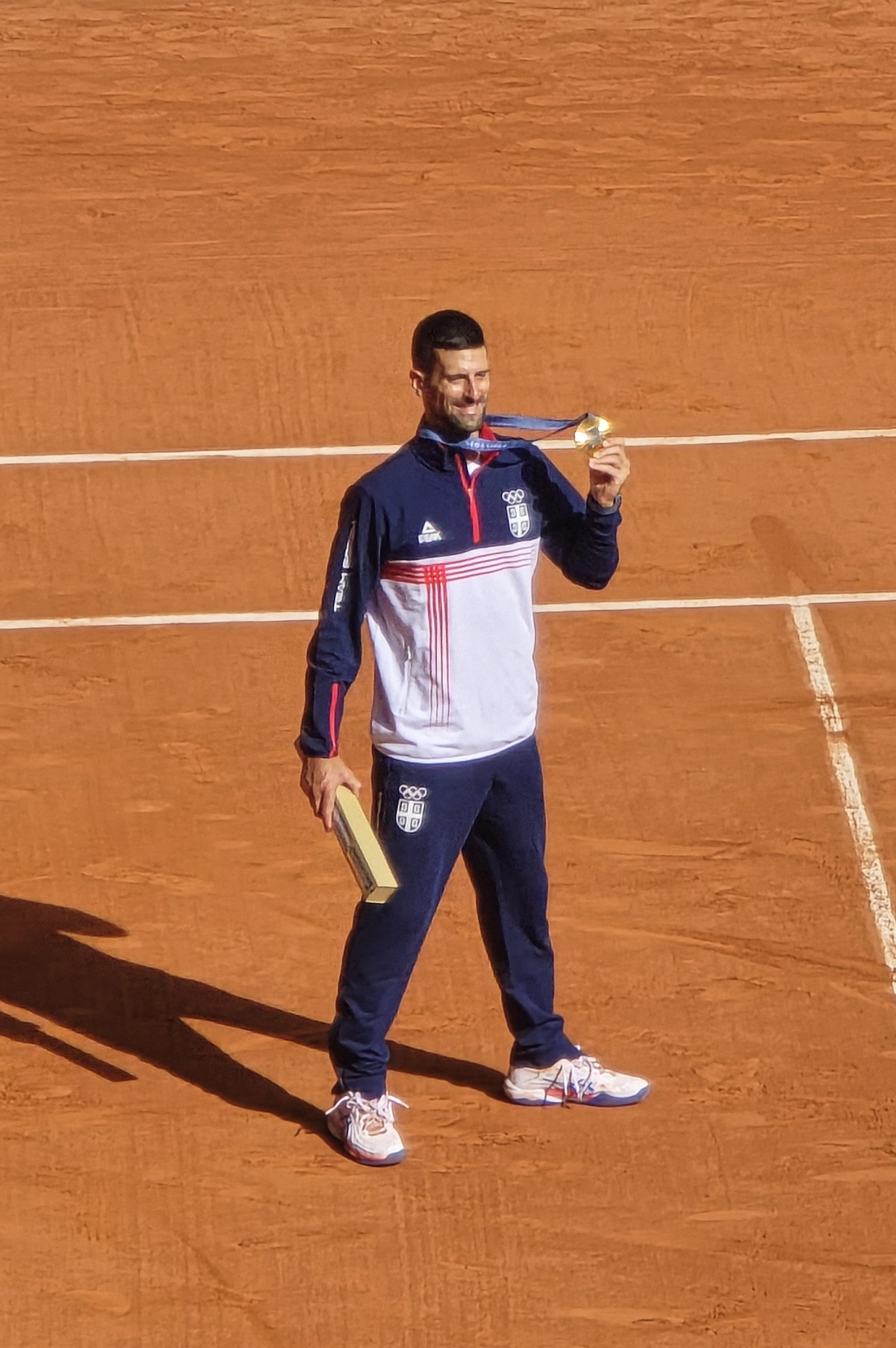
Djokovic chụp ảnh với tấm huy chương vàng sau trận chung kết đơn nam tại Thế vận hội Mùa hè 2024

Trong nỗ lực giành danh hiệu lớn thứ 25 tại Australian Open, Djokovic đã vào bán kết gặp tay vợt số 4 thế giới Jannik Sinner. Ở đó, anh thua trong bốn set, chịu trận thua đầu tiên tại Australian Open kể từ năm 2018, trận thua đầu tiên ở bán kết Australian Open và trận thua thứ ba trước Sinner trong khoảng thời gian ba tháng, chấm dứt chuỗi 33 trận thắng liên tiếp của anh. Anh gọi trận thua của mình là "một trong những trận Grand Slam tệ nhất tôi từng chơi". Với việc lọt vào tứ kết đánh đơn lớn thứ 58, Djokovic đã cân bằng kỷ lục mọi thời đại của Roger Federer. Dù thua nhưng anh vẫn giữ được vị trí số 1 thế giới.
Vào tháng 3, Djokovic trở lại Indian Wells Masters , lần đầu tiên kể từ năm 2019, nhưng đã bị loại ở vòng 3 bởi tay vợt thua cuộc may mắn và là tay vợt số 123 thế giới Luca Nardi , trong ba set. Nardi trở thành tay vợt có thứ hạng thấp nhất đánh bại Djokovic trong bất kỳ giải đấu Masters 1000 hoặc sự kiện Grand Slam nào trong sự nghiệp của mình.  Tại Monte-Carlo Masters 2024 , Djokovic đã tiến vào bán kết, nhưng đã bị Casper Ruud đánh bại trong ba set. Sau chiến thắng trước Corentin Moutet tại Giải quần vợt Ý mở rộng , Djokovic đã bị một chai nước bằng nhôm ném trúng đầu khi đang ký tặng.  Sau đó, anh đã thua Alejandro Tabilo trong các set đấu trực tiếp ở vòng 3. Tại Giải quần vợt Geneva Open 2024 , nơi anh là một suất đặc cách muộn, anh đã đạt được chiến thắng thứ 1100 trong sự nghiệp vào đúng sinh nhật lần thứ 37 của mình sau khi đánh bại Yannick Hanfmann ở vòng 2. Anh trở thành người chơi thứ ba trong Kỷ nguyên Mở đạt được cột mốc này sau Jimmy Connors và Roger Federer . Với thành tích thắng-thua 1.100–218, ở mức 83,5%, anh ấy đã ghi nhận tỷ lệ phần trăm chiến thắng tốt nhất đối với một người đàn ông trong Kỷ nguyên Mở.
Ở vòng 3 tại Giải quần vợt Pháp mở rộng , anh đã đánh bại Lorenzo Musetti trong năm set trong lần về đích muộn nhất từ trước đến nay tại Giải quần vợt Pháp mở rộng, kết thúc lúc 3:07 sáng sau 4 giờ 29 phút.  Bằng chiến thắng trong trận đấu vòng 4 với Francisco Cerúndolo , Djokovic đã vượt qua Federer về số trận thắng Grand Slam nhiều nhất (370 so với 369 của Federer) và số trận tứ kết Grand Slam nhiều nhất (59 so với 58 của Federer). Với thời lượng 4 giờ 39 phút, đây là trận đấu dài nhất trong sự nghiệp của Djokovic tại Giải quần vợt Pháp mở rộng, đánh bại kỷ lục trước đó của anh tại bán kết Giải quần vợt Pháp mở rộng 2013 với hai phút.  Tuy nhiên, Djokovic đã bị chấn thương đầu gối phải trong set thứ hai của trận đấu, điều này buộc anh phải rút lui trước vòng tứ kết do anh bị rách sụn chêm trong ở đầu gối phải. Do đó, anh đã mất vị trí số 1 thế giới vào tay Sinner.
Djokovic đã chơi tại Giải vô địch Wimbledon 2024 và một lần nữa lọt vào trận chung kết, đây là trận chung kết Grand Slam thứ 37 của Djokovic. Anh ấy đã cố gắng giành danh hiệu thứ tám để cân bằng kỷ lục. Tuy nhiên, anh ấy đã thua Alcaraz một lần nữa trong trận tái đấu của trận chung kết năm trước, lần này thua trong các set trực tiếp.
Djokovic tham dự Thế vận hội Paris 2024 , đánh bại Matthew Ebden , Rafael Nadal , Dominik Koepfer , Stefanos Tsitsipas và Lorenzo Musetti để lần đầu tiên giành huy chương vàng Olympic.  Sau đó, Djokovic đánh bại Carlos Alcaraz trong các set đấu trực tiếp để giành huy chương vàng Olympic , trong trận đấu kéo dài hai giờ năm mươi phút không có pha bẻ giao bóng nào.  Với chiến thắng này, anh đã trở thành nhà vô địch Olympic lớn tuổi nhất ở nội dung đơn nam cũng như là tay vợt duy nhất hoàn thành chuỗi danh hiệu lớn trong sự nghiệp , khi đã đạt được cả Siêu giải Grand Slam và Giải Grand Slam Grand Slam trong sự nghiệp như một phần của thành tích này.
Tại US Open, sau chiến thắng ở vòng 2, Novak Djokovic đã đạt được chiến thắng thứ 90 tại giải đấu này trong suốt sự nghiệp của mình, trở thành tay vợt duy nhất có 90 trận thắng trở lên trong sự nghiệp tại mỗi một trong bốn sự kiện Grand Slam.  Ở vòng tiếp theo, anh để thua Alexei Popyrin trong bốn set để kết thúc mùa giải mà không có danh hiệu lớn nào chỉ lần thứ hai kể từ năm 2011 và là lần đầu tiên kể từ năm 2017.

## Thành tích

### Grand Slam - Vô địch 24, Á quân 13
| Kết quả | Năm  | Giải đấu             | Mặt sân | Đối thủ               | Tỉ số                                    |
| ------- | ---- | -------------------- | ------- | --------------------- | ---------------------------------------- |
| Á quân  | 2007 | US Open              | Cứng    | Roger Federer         | 6–7(4–7), 6–7(2–7), 4–6                  |
| Vô địch | 2008 | Australian Open (1)  | Cứng    | Jo-Wilfried Tsonga    | 4–6, 6–4, 6–3, 7–6(7–2)                  |
| Á quân  | 2010 | US Open              | Cứng    | Rafael Nadal          | 4–6, 7–5, 4–6, 2–6                       |
| Vô địch | 2011 | Australian Open (2)  | Cứng    | Andy Murray           | 6–4, 6–2, 6–3                            |
| Vô địch | 2011 | Wimbledon            | Cỏ      | Rafael Nadal          | 6–4, 6–1, 1–6, 6–3                       |
| Vô địch | 2011 | US Open              | Cứng    | Rafael Nadal          | 6–2, 6–4, 6–7(3–7), 6–1                  |
| Vô địch | 2012 | Australian Open (3)  | Cứng    | Rafael Nadal          | 5–7, 6–4, 6–2, 6–7(5–7), 7–5             |
| Á quân  | 2012 | French Open          | Đất nện | Rafael Nadal          | 4–6, 3–6, 6–2, 5–7                       |
| Á quân  | 2012 | US Open              | Cứng    | Andy Murray           | 6–7(10–12), 5–7, 6–2, 6–3, 2–6           |
| Vô địch | 2013 | Australian Open (4)  | Cứng    | Andy Murray           | 6–7(2–7), 7–6(7–3), 6–3, 6–2             |
| Á quân  | 2013 | Wimbledon            | Cỏ      | Andy Murray           | 4–6, 5–7, 4–6                            |
| Á quân  | 2013 | US Open              | Cứng    | Rafael Nadal          | 2–6, 6–3, 4–6, 1–6                       |
| Á quân  | 2014 | French Open          | Đất nện | Rafael Nadal          | 6–3, 5–7, 2–6, 4–6                       |
| Vô địch | 2014 | Wimbledon (2)        | Cỏ      | Roger Federer         | 6–7(7–9), 6–4, 7–6(7–4), 5–7, 6–4        |
| Vô địch | 2015 | Australian Open (5)  | Cứng    | Andy Murray           | 7–6(7–5), 6–7(4–7), 6–3, 6–0             |
| Á quân  | 2015 | French Open          | Đất nện | Stan Wawrinka         | 6–4, 4–6, 3–6, 4–6                       |
| Vô địch | 2015 | Wimbledon (3)        | Cỏ      | Roger Federer         | 7–6(7–1), 6–7(10–12), 6–4, 6–3           |
| Vô địch | 2015 | US Open (2)          | Cứng    | Roger Federer         | 6–4, 5–7, 6–4, 6–4                       |
| Vô địch | 2016 | Australian Open (6)  | Cứng    | Andy Murray           | 6–1, 7–5, 7–6(7–3)                       |
| Vô địch | 2016 | French Open          | Đất nện | Andy Murray           | 3–6, 6–1, 6–2, 6–4                       |
| Á quân  | 2016 | US Open              | Cứng    | Stan Wawrinka         | 7–6(7–1), 4–6, 5–7, 3–6                  |
| Vô địch | 2018 | Wimbledon (4)        | Cỏ      | Kevin Anderson        | 6–2, 6–2, 7–6(7–3)                       |
| Vô địch | 2018 | US Open (3)          | Cứng    | Juan Martín del Potro | 6–3, 7–6(7–4), 6–3                       |
| Vô địch | 2019 | Australian Open (7)  | Cứng    | Rafael Nadal          | 6–3, 6–2, 6–3                            |
| Vô địch | 2019 | Wimbledon (5)        | Cỏ      | Roger Federer         | 7–6(7–5), 1–6, 7–6(7–4), 4–6, 13–12(7–3) |
| Vô địch | 2020 | Australian Open (8)  | Cứng    | Dominic Thiem         | 6–4, 4–6, 2–6, 6–3, 6–4                  |
| Á quân  | 2020 | French Open          | Đất nện | Rafael Nadal          | 0–6, 2–6, 5–7                            |
| Vô địch | 2021 | Australian Open (9)  | Cứng    | Daniil Medvedev       | 7-5, 6-2, 6-2                            |
| Vô địch | 2021 | French Open (2)      | Đất nện | Stefanos Tsitsipas    | 6-7 (6-8) , 2-6, 6-3, 6–2, 6-4           |
| Vô địch | 2021 | Wimbledon (6)        | Cỏ      | Matteo Berrettini     | 6-7 (4-7), 6-4, 6-4, 6-3                 |
| Thua    | 2021 | US Open              | Cứng    | Daniil Medvedev       | 4–6, 4–6, 4–6                            |
| Vô địch | 2022 | Wimbledon (7)        | Cỏ      | Nick Kygrios          | 4-6, 6-3, 6-4, 7-6(7–3)                  |
| Vô địch | 2023 | Australian Open (10) | Cứng    | Stefanos Tsitsipas    | 6-3, 7-6, 7-6                            |
| Vô địch | 2023 | French Open (3)      | Đất nện | Casper Ruud           | 7-6(7-1), 6-3,7-5                        |
| Á quân  | 2023 | Wimbledon            | Cỏ      | Carlos Alcaraz        | 6–1, 6–7(6–8), 1–6, 6–3, 4–6             |
| Vô địch | 2023 | US Open (4)          | Cứng    | Daniil Medvedev       | 6–3, 7–6(7–5), 6–3                       |
| Á quân  | 2024 | Wimbledon            | Cỏ      | Carlos Alcaraz        | 2–6, 2–6, 6–7(4–7)                       |

### ATP World Tour Finals - Vô địch 7, Á quân 2
| Kết quả | Năm  | Giải đấu                          | Mặt sân  | Đối thủ           | Tỉ số           |
| ------- | ---- | --------------------------------- | -------- | ----------------- | --------------- |
| Vô địch | 2008 | Tennis Masters Cup, Thượng Hải    | Cứng (i) | Nikolay Davydenko | 6–1, 7–5        |
| Vô địch | 2012 | ATP World Tour Finals, London (2) | Cứng (i) | Roger Federer     | 7–6(8–6), 7–5   |
| Vô địch | 2013 | ATP World Tour Finals, London (3) | Cứng (i) | Rafael Nadal      | 6–3, 6–4        |
| Vô địch | 2014 | ATP World Tour Finals, London (4) | Cứng (i) | Roger Federer     | Federer bỏ cuộc |
| Vô địch | 2015 | ATP World Tour Finals, London (5) | Cứng (i) | Roger Federer     | 6–3, 6–4        |
| Á quân  | 2016 | ATP World Tour Finals, London     | Cứng (i) | Andy Murray       | 3–6, 4–6        |
| Á quân  | 2018 | ATP Finals, London                | Cứng (i) | Alexander Zverev  | 4–6, 3–6        |
| Vô địch | 2022 | ATP Finals (6)                    | Cứng (i) | Casper Ruud       | 7–5, 6–3        |
| Vô địch | 2023 | ATP Finals (6)                    | Cứng (i) | Jannik Sinner     | 6-3, 6–3        |

### ATP Masters Series / ATP World Tour Masters 1000 - Vô địch 40, Á quân 20
| Kết quả | Năm  | Giải đấu                 | Mặt sân  | Đối thủ               | Tỉ số                        |
| ------- | ---- | ------------------------ | -------- | --------------------- | ---------------------------- |
| Á quân  | 2007 | Indian Wells Masters     | Cứng     | Rafael Nadal          | 2–6, 5–7                     |
| Vô địch | 2007 | Miami Open               | Cứng     | Guillermo Cañas       | 6–3, 6–2, 6–4                |
| Vô địch | 2007 | Canadian Open            | Cứng     | Roger Federer         | 7–6(7–2), 2–6, 7–6(7–2)      |
| Vô địch | 2008 | Indian Wells Masters     | Cứng     | Mardy Fish            | 6–2, 5–7, 6–3                |
| Vô địch | 2008 | Italian Open             | Đất nện  | Stan Wawrinka         | 4–6, 6–3, 6–3                |
| Á quân  | 2008 | Cincinnati Masters       | Cứng     | Andy Murray           | 6–7(4–7), 6–7(5–7)           |
| Á quân  | 2009 | Miami Open               | Cứng     | Andy Murray           | 2–6, 5–7                     |
| Á quân  | 2009 | Monte-Carlo Masters      | Đất nện  | Rafael Nadal          | 3–6, 6–2, 1–6                |
| Á quân  | 2009 | Italian Open             | Đất nện  | Rafael Nadal          | 6–7(2–7), 2–6                |
| Á quân  | 2009 | Cincinnati Masters       | Cứng     | Roger Federer         | 1–6, 5–7                     |
| Vô địch | 2009 | Paris Masters            | Cứng (i) | Gaël Monfils          | 6–2, 5–7, 7–6(7–3)           |
| Vô địch | 2011 | Indian Wells Masters (2) | Cứng     | Rafael Nadal          | 4–6, 6–3, 6–2                |
| Vô địch | 2011 | Miami Open (2)           | Cứng     | Rafael Nadal          | 4–6, 6–3, 7–6(7–4)           |
| Vô địch | 2011 | Madrid Open              | Đất nện  | Rafael Nadal          | 7–5, 6–4                     |
| Vô địch | 2011 | Italian Open (2)         | Đất nện  | Rafael Nadal          | 6–4, 6–4                     |
| Vô địch | 2011 | Canadian Open (2)        | Cứng     | Mardy Fish            | 6–2, 3–6, 6–4                |
| Á quân  | 2011 | Cincinnati Masters       | Cứng     | Andy Murray           | 4–6, 0–3 (Djokovic bỏ cuộc). |
| Vô địch | 2012 | Miami Open (3)           | Cứng     | Andy Murray           | 6–1, 7–6(7–4)                |
| Á quân  | 2012 | Monte-Carlo Masters      | Đất nện  | Rafael Nadal          | 3–6, 1–6                     |
| Á quân  | 2012 | Italian Open             | Đất nện  | Rafael Nadal          | 5–7, 3–6                     |
| Vô địch | 2012 | Canadian Open (3)        | Cứng     | Richard Gasquet       | 6–3, 6–2                     |
| Á quân  | 2012 | Cincinnati Masters       | Cứng     | Roger Federer         | 0–6, 6–7(7–9)                |
| Vô địch | 2012 | Thượng Hải Masters       | Cứng     | Andy Murray           | 5–7, 7–6(13–11), 6–3         |
| Vô địch | 2013 | Monte-Carlo Masters      | Đất nện  | Rafael Nadal          | 6–2, 7–6(7–1)                |
| Vô địch | 2013 | Thượng Hải Masters (2)   | Cứng     | Juan Martín del Potro | 6–1, 3–6, 7–6(7–3)           |
| Vô địch | 2013 | Paris Masters (2)        | Cứng (i) | David Ferrer          | 7–5, 7–5                     |
| Vô địch | 2014 | Indian Wells Masters (3) | Cứng     | Roger Federer         | 3–6, 6–3, 7–6(7–3)           |
| Vô địch | 2014 | Miami Open (4)           | Cứng     | Rafael Nadal          | 6–3, 6–3                     |
| Vô địch | 2014 | Italian Open (3)         | Đất nện  | Rafael Nadal          | 4–6, 6–3, 6–3                |
| Vô địch | 2014 | Paris Masters (3)        | Cứng (i) | Milos Raonic          | 6–2, 6–3                     |
| Vô địch | 2015 | Indian Wells Masters (4) | Cứng     | Roger Federer         | 6–3, 6–7(5–7), 6–2           |
| Vô địch | 2015 | Miami Open (5)           | Cứng     | Andy Murray           | 7–6(7–3), 4–6, 6–0           |
| Vô địch | 2015 | Monte-Carlo Masters (2)  | Đất nện  | Tomáš Berdych         | 7–5, 4–6, 6–3                |
| Vô địch | 2015 | Italian Open (4)         | Đất nện  | Roger Federer         | 6–4, 6–3                     |
| Á quân  | 2015 | Canadian Open            | Cứng     | Andy Murray           | 4–6, 6–4, 3–6                |
| Á quân  | 2015 | Cincinnati Masters       | Cứng     | Roger Federer         | 6–7(1–7), 3–6                |
| Vô địch | 2015 | Thượng Hải Masters (3)   | Cứng     | Jo-Wilfried Tsonga    | 6–2, 6–4                     |
| Vô địch | 2015 | Paris Masters (4)        | Cứng (i) | Andy Murray           | 6–2, 6–4                     |
| Vô địch | 2016 | Indian Wells Masters (5) | Cứng     | Milos Raonic          | 6–2, 6–0                     |
| Vô địch | 2016 | Miami Open (6)           | Cứng     | Kei Nishikori         | 6–3, 6–3                     |
| Vô địch | 2016 | Madrid Open (2)          | Đất nện  | Andy Murray           | 6–2, 3–6, 6–3                |
| Á quân  | 2016 | Italian Open             | Đất nện  | Andy Murray           | 3–6, 3–6                     |
| Vô địch | 2016 | Canadian Open (4)        | Cứng     | Kei Nishikori         | 6–3, 7–5                     |
| Á quân  | 2017 | Italian Open             | Đất nện  | Alexander Zverev      | 4–6, 3–6                     |
| Vô địch | 2018 | Cincinnati Masters       | Cứng     | Roger Federer         | 6–4, 6–4                     |
| Vô địch | 2018 | Thượng Hải Masters (4)   | Cứng     | Borna Ćorić           | 6–3, 6–4                     |
| Á quân  | 2018 | Paris Masters            | Cứng (i) | Karen Khachanov       | 5–7, 4–6                     |
| Vô địch | 2019 | Madrid Open (3)          | Đất nện  | Stefanos Tsitsipas    | 6–3, 6–4                     |
| Á quân  | 2019 | Italian Open             | Đất nện  | Rafael Nadal          | 0–6, 6–4, 1–6                |
| Vô địch | 2019 | Paris Masters (5)        | Cứng (i) | Denis Shapovalov      | 6–3, 6–4                     |
| Vô địch | 2020 | Cincinnati Masters (2)   | Cứng     | Milos Raonic          | 1–6, 6–3, 6–4                |
| Vô địch | 2020 | Italian Open (5)         | Đất nện  | Diego Schwartzman     | 7–5, 6–3                     |
| Vô địch | 2021 | Paris Masters (6)        | Cứng (i) | Daniil Medvedev       | 4–6, 6–3, 6–3                |
| Vô địch | 2022 | Italian Open (6)         | Đất nện  | Stefanos Tsitsipas    | 6–0, 7–6(7–5)                |
| Á quân  | 2022 | Paris Masters            | Cứng (i) | Holger Rune           | 6–3, 3–6, 5–7                |
| Vô địch | 2023 | Cincinnati Masters (3)   | Cứng     | Carlos Alcaraz        | 5–7, 7–6(9–7), 7–6(7–4)      |
| Vô địch | 2023 | Paris Masters (7)        | Cứng (i) | Grigor Dimitrov       | 6–4, 6–3                     |
| Á quân  | 2024 | Shanghai Masters         | Cứng     | Jannik Sinner         | 6–7(4–7), 3–6                |
| Á quân  | 2025 | Miami Open               | Cứng     | Jakub Menšík          | 6–7(4–7), 6–7(4–7)           |

### Đơn: 4 (1 huy chương vàng, 1 huy chương đồng, 2 hạng tư)
| Kết quả | Năm  | Giải đấu         | Mặt sân | Đối thủ               | Tỷ số              |
| ------- | ---- | ---------------- | ------- | --------------------- | ------------------ |
| Đồng    | 2008 | Beijing Olympics | Cứng    | James Blake           | 6–3, 7–6(7–4)      |
| Hạng tư | 2012 | London Olympics  | Cỏ      | Juan Martín del Potro | 5–7, 4–6           |
| Hạng tư | 2021 | Tokyo Olympics   | Cưng    | Pablo Carreño Busta   | 4–6, 7–6(8–6), 3–6 |
| Vàng    | 2024 | Paris Olympics   | Đất nện | Carlos Alcaraz        | 7–6(7–3), 7–6(7–2) |

### Đôi nam nữ: 1 (1 hạng tư)
| Kết quả | Năm  | Giải đấu       | Mặt sân | Đồng đội        | Đối thủ                   | Tỷ số   |
| ------- | ---- | -------------- | ------- | --------------- | ------------------------- | ------- |
| Hạng tư | 2021 | Tokyo Olympics | Cứng    | Nina Stojanović | Ashleigh Barty John Peers | Bỏ cuộc |

## Chung kết ATP

### Đơn: 143 (100 danh hiệu, 43 á quân)
| Giải đấu                 |
| ------------------------ |
| Grand Slam (24–13)       |
| Olympic Games (1–0)      |
| ATP Finals (7–2)         |
| ATP Masters 1000 (40–20) |
| ATP 500 Series (15–3)    |
| ATP 250 Series (13–5)    |

| Mặt sân         |
| --------------- |
| Cứng (71–22)    |
| Đất nện (21–14) |
| Cỏ (8–6)        |

| Kiểu sân           |
| ------------------ |
| Ngoài trời (81–36) |
| Trong nhà (19–6)   |

| Kết quả | Thắng-Thua | Ngày             | Giải đấu                                       | Cấp độ       | Mặt sân  | Đối thủ               | Tỷ số                                    |
| ------- | ---------- | ---------------- | ---------------------------------------------- | ------------ | -------- | --------------------- | ---------------------------------------- |
| Vô địch | 1–0        | Th7 năm 2006     | Dutch Open, Hà Lan                             | 250 series   | Đất nện  | Nicolás Massú         | 7–6(7–5), 6–4                            |
| Á quân  | 1–1        | Th7 năm 2006     | Croatia Open, Croatia                          | 250 series   | Đất nện  | Stan Wawrinka         | 6–6(3–1) chấn thương                     |
| Vô địch | 2–1        | Th10 năm 2006    | Moselle Open, Pháp                             | 250 series   | Cứng (i) | Jürgen Melzer         | 4–6, 6–3, 6–2                            |
| Vô địch | 3–1        | Th1 năm 2007     | Australian Hard Court Championships, Australia | 250 series   | Cứng     | Chris Guccione        | 6–3, 6–7(6–8), 6–4                       |
| Á quân  | 3–2        | Th3 năm 2007     | Indian Wells Masters, Mỹ                       | Masters      | Cứng     | Rafael Nadal          | 2–6, 5–7                                 |
| Vô địch | 4–2        | Th4 năm 2007     | Miami Open, Mỹ                                 | Masters      | Cứng     | Guillermo Cañas       | 6–3, 6–2, 6–4                            |
| Á quân  | 5–2        | Th4 năm 2007     | Portugal Open, Bồ Đào Nha                      | 250 series   | Đất nện  | Richard Gasquet       | 7–6(9–7), 0–6, 6–1                       |
| Vô địch | 6–2        | Th8 năm 2007     | Canadian Open, Canada                          | Masters      | Cứng     | Roger Federer         | 7–6(7–2), 2–6, 7–6(7–2)                  |
| Á quân  | 6–3        | Th9 năm 2007     | US Open, Mỹ                                    | Grand Slam   | Cứng     | Roger Federer         | 6–7(4–7), 6–7(2–7), 4–6                  |
| Vô địch | 7–3        | Th10 năm 2007    | Vienna Open, Áo                                | 500 series   | Cứng (i) | Stan Wawrinka         | 6–4, 6–0                                 |
| Vô địch | 8–3        | Th1 năm 2008     | Australian Open, Australia                     | Grand Slam   | Cứng     | Jo-Wilfried Tsonga    | 4–6, 6–4, 6–3, 7–6(7–2)                  |
| Vô địch | 9–3        | Th3 năm 2008     | Indian Wells Masters, Mỹ                       | Masters      | Cứng     | Mardy Fish            | 6–2, 5–7, 6–3                            |
| Vô địch | 10–3       | tháng 5 năm 2008 | Italian Open, Ý                                | Masters      | Đất nện  | Stan Wawrinka         | 4–6, 6–3, 6–3                            |
| Á quân  | 10–4       | Th6 năm 2008     | Queen's Club Championships, Vương quốc Anh     | 250 series   | Cỏ       | Rafael Nadal          | 6–7(6–8), 5–7                            |
| Á quân  | 10–5       | Th8 năm 2008     | Cincinnati Masters, Mỹ                         | Masters      | Cứng     | Andy Murray           | 6–7(4–7), 6–7(5–7)                       |
| Á quân  | 10–6       | Th9 năm 2008     | Thailand Open, Thái Lan                        | 250 series   | Cứng (i) | Jo-Wilfried Tsonga    | 6–7(4–7), 4–6                            |
| Vô địch | 11–6       | Th11 năm 2008    | ATP Finals, Trung Quốc                         | Tour Finals  | Cứng (i) | Nikolay Davydenko     | 6–1, 7–5                                 |
| Vô địch | 12–6       | Th2 năm 2009     | Dubai Championships, UAE                       | 500 series   | Cứng     | David Ferrer          | 7–5, 6–3                                 |
| Á quân  | 12–7       | Th4 năm 2009     | Miami Open, Mỹ                                 | Masters      | Cứng     | Andy Murray           | 2–6, 5–7                                 |
| Á quân  | 12–8       | Th4 năm 2009     | Monte-Carlo Masters, Pháp                      | Masters      | Đất nện  | Rafael Nadal          | 3–6, 6–2, 1–6                            |
| Á quân  | 12–9       | tháng 5 năm 2009 | Italian Open, Ý                                | Masters      | Đất nện  | Rafael Nadal          | 6–7(2–7), 2–6                            |
| Vô địch | 13–9       | tháng 5 năm 2009 | Serbia Open, Serbia                            | 250 Series   | Đất nện  | Łukasz Kubot          | 6–3, 7–6(7–0)                            |
| Á quân  | 13–10      | Th6 năm 2009     | Halle Open, Đức                                | 250 Series   | Cỏ       | Tommy Haas            | 3–6, 7–6(7–4), 1–6                       |
| Á quân  | 13–11      | Th8 năm 2009     | Cincinnati Masters, Mỹ                         | Masters      | Cứng     | Roger Federer         | 1–6, 5–7                                 |
| Vô địch | 14–11      | Th10 năm 2009    | China Open, Trung Quốc                         | 500 series   | Cứng     | Marin Čilić           | 6–2, 7–6(7–4)                            |
| Vô địch | 15–11      | Th11 năm 2009    | Swiss Indoors, Thụy Sĩ                         | 500 series   | Cứng (i) | Roger Federer         | 6–4, 4–6, 6–2                            |
| Vô địch | 16–11      | Th11 năm 2009    | Paris Masters, Pháp                            | Masters      | Cứng (i) | Gaël Monfils          | 6–2, 5–7, 7–6(7–3)                       |
| Vô địch | 17–11      | Th2 năm 2010     | Dubai Championships, UAE (2)                   | 500 series   | Cứng     | Mikhail Youzhny       | 7–5, 5–7, 6–3                            |
| Á quân  | 17–12      | Th9 năm 2010     | US Open, Mỹ                                    | Grand Slam   | Cứng     | Rafael Nadal          | 4–6, 7–5, 4–6, 2–6                       |
| Vô địch | 18–12      | Th10 năm 2010    | China Open, Trung Quốc (2)                     | 500 series   | Cứng     | David Ferrer          | 6–2, 6–4                                 |
| Á quân  | 18–13      | Th11 năm 2010    | Swiss Indoors, Thụy Sĩ                         | 500 series   | Cứng (i) | Roger Federer         | 4–6, 6–3, 1–6                            |
| Vô địch | 19–13      | Th1 năm 2011     | Australian Open, Australia (2)                 | Grand Slam   | Cứng     | Andy Murray           | 6–4, 6–2, 6–3                            |
| Vô địch | 20–13      | Th2 năm 2011     | Dubai Championships, UAE (3)                   | 500 series   | Cứng     | Roger Federer         | 6–3, 6–3                                 |
| Vô địch | 21–13      | Th3 năm 2011     | Indian Wells Open, Mỹ (2)                      | Masters      | Cứng     | Rafael Nadal          | 4–6, 6–3, 6–2                            |
| Vô địch | 22–13      | Th4 năm 2011     | Miami Open, Mỹ (2)                             | Masters      | Cứng     | Rafael Nadal          | 4–6, 6–3, 7–6(7–4)                       |
| Vô địch | 23–13      | tháng 5 năm 2011 | Serbia Open, Serbia (2)                        | 250 Series   | Đất nện  | Feliciano López       | 7–6(7–4), 6–2                            |
| Vô địch | 24–13      | tháng 5 năm 2011 | Madrid Open, Tây Ban Nha                       | Masters      | Đất nện  | Rafael Nadal          | 7–5, 6–4                                 |
| Vô địch | 25–13      | tháng 5 năm 2011 | Italian Open, Ý (2)                            | Masters      | Đất nện  | Rafael Nadal          | 6–4, 6–4                                 |
| Vô địch | 26–13      | Th7 năm 2011     | Wimbledon, Vương quốc Anh                      | Grand Slam   | Cỏ       | Rafael Nadal          | 6–4, 6–1, 1–6, 6–3                       |
| Vô địch | 27–13      | Th8 năm 2011     | Canadian Open, Canada (2)                      | Masters      | Cứng     | Mardy Fish            | 6–2, 3–6, 6–4                            |
| Á quân  | 27–14      | Th8 năm 2011     | Cincinnati Masters, Mỹ                         | Masters      | Cứng     | Andy Murray           | 4–6, 0–3 chấn thương                     |
| Vô địch | 28–14      | Th9 năm 2011     | US Open, Mỹ                                    | Grand Slam   | Cứng     | Rafael Nadal          | 6–2, 6–4, 6–7(3–7), 6–1                  |
| Vô địch | 29–14      | Th1 năm 2012     | Australian Open, Australia (3)                 | Grand Slam   | Cứng     | Rafael Nadal          | 5–7, 6–4, 6–2, 6–7(5–7), 7–5             |
| Vô địch | 30–14      | Th4 năm 2012     | Miami Open, Mỹ (3)                             | Masters      | Cứng     | Andy Murray           | 6–1, 7–6(7–4)                            |
| Á quân  | 30–15      | Th4 năm 2012     | Monte-Carlo Masters, Pháp                      | Masters      | Đất nện  | Rafael Nadal          | 3–6, 1–6                                 |
| Á quân  | 30–16      | tháng 5 năm 2012 | Italian Open, Ý                                | Masters      | Đất nện  | Rafael Nadal          | 5–7, 3–6                                 |
| Á quân  | 30–17      | Th6 năm 2012     | French Open, Pháp                              | Grand Slam   | Đất nện  | Rafael Nadal          | 4–6, 3–6, 6–2, 5–7                       |
| Vô địch | 31–17      | Th8 năm 2012     | Canadian Open, Canada (3)                      | Masters      | Cứng     | Richard Gasquet       | 6–3, 6–2                                 |
| Á quân  | 31–18      | Th8 năm 2012     | Cincinnati Masters, Mỹ                         | Masters      | Cứng     | Roger Federer         | 0–6, 6–7(7–9)                            |
| Á quân  | 31–19      | Th9 năm 2012     | US Open, Mỹ                                    | Grand Slam   | Cứng     | Andy Murray           | 6–7(10–12), 5–7, 6–2, 6–3, 2–6           |
| Vô địch | 32–19      | Th10 năm 2012    | China Open, trung Quốc (3)                     | 500 series   | Cứng     | Jo-Wilfried Tsonga    | 7–6(7–4), 6–2                            |
| Vô địch | 33–19      | Th10 năm 2012    | Shanghai Masters, Trung Quốc                   | Masters      | Cứng     | Andy Murray           | 5–7, 7–6(13–11), 6–3                     |
| Vô địch | 34–19      | Th11 năm 2012    | ATP Finals, UK (2)                             | Tour Finals  | Cứng (i) | Roger Federer         | 7–6(8–6), 7–5                            |
| Vô địch | 35–19      | Th1 năm 2013     | Australian Open, Australia (4)                 | Grand Slam   | Cứng     | Andy Murray           | 6–7(2–7), 7–6(7–3), 6–3, 6–2             |
| Vô địch | 36–19      | Th3 năm 2013     | Dubai Championships, UAE (4)                   | 500 series   | Cứng     | Tomáš Berdych         | 7–5, 6–3                                 |
| Vô địch | 37–19      | Th4 năm 2013     | Monte-Carlo Masters, Pháp                      | Masters      | Đất nện  | Rafael Nadal          | 6–2, 7–6(7–1)                            |
| Á quân  | 37–20      | Th7 năm 2013     | Wimbledon, Vương quốc Anh                      | Grand Slam   | Cỏ       | Andy Murray           | 4–6, 5–7, 4–6                            |
| Á quân  | 37–21      | Th9 năm 2013     | US Open, Mỹ                                    | Grand Slam   | Cứng     | Rafael Nadal          | 2–6, 6–3, 4–6, 1–6                       |
| Vô địch | 38–21      | Th10 năm 2013    | China Open, Trung Quốc (4)                     | 500 series   | Cứng     | Rafael Nadal          | 6–3, 6–4                                 |
| Vô địch | 39–21      | Th10 năm 2013    | Shanghai Masters, trung Quốc (2)               | Masters      | Cứng     | Juan Martín del Potro | 6–1, 3–6, 7–6(7–3)                       |
| Vô địch | 40–21      | Th11 năm 2013    | Paris Masters, Pháp (2)                        | Masters      | Cứng (i) | David Ferrer          | 7–5, 7–5                                 |
| Vô địch | 41–21      | Th11 năm 2013    | ATP Finals, Vương quốc Anh (3)                 | Tour Finals  | Cứng (i) | Rafael Nadal          | 6–3, 6–4                                 |
| Vô địch | 42–21      | Th3 năm 2014     | Indian Wells Masters, Mỹ (3)                   | Masters      | Cứng     | Roger Federer         | 3–6, 6–3, 7–6(7–3)                       |
| Vô địch | 43–21      | Th3 năm 2014     | Miami Open, Mỹ (4)                             | Masters      | Cứng     | Rafael Nadal          | 6–3, 6–3                                 |
| Vô địch | 44–21      | tháng 5 năm 2014 | Italian Open, Ý (3)                            | Masters      | Đất nện  | Rafael Nadal          | 4–6, 6–3, 6–3                            |
| Á quân  | 44–22      | Th6 năm 2014     | French Open, Pháp                              | Grand Slam   | Đất nện  | Rafael Nadal          | 6–3, 5–7, 2–6, 4–6                       |
| Vô địch | 45–22      | Th7 năm 2014     | Wimbledon, Vương quốc Anh (2)                  | Grand Slam   | Cỏ       | Roger Federer         | 6–7(7–9), 6–4, 7–6(7–4), 5–7, 6–4        |
| Vô địch | 46–22      | Th10 năm 2014    | China Open, Trung Quốc (5)                     | 500 series   | Cứng     | Tomáš Berdych         | 6–0, 6–2                                 |
| Vô địch | 47–22      | Th11 năm 2014    | Paris Masters, Pháp (3)                        | Masters      | Cứng (i) | Milos Raonic          | 6–2, 6–3                                 |
| Vô địch | 48–22      | Th11 năm 2014    | ATP Finals, Vương quốc Anh (4)                 | Tour Finals  | Cứng (i) | Roger Federer         | Bỏ cuộc                                  |
| Vô địch | 49–22      | Th2 năm 2015     | Australian Open, Australia (5)                 | Grand Slam   | Cứng     | Andy Murray           | 7–6(7–5), 6–7(4–7), 6–3, 6–0             |
| Á quân  | 49–23      | Th2 năm 2015     | Dubai Championships, UAE                       | 500 series   | Cứng     | Roger Federer         | 3–6, 5–7                                 |
| Vô địch | 50–23      | Th3 năm 2015     | Indian Wells Masters, Mỹ (4)                   | Masters      | Cứng     | Roger Federer         | 6–3, 6–7(5–7), 6–2                       |
| Vô địch | 51–23      | Th4 năm 2015     | Miami Open, Mỹ (5)                             | Masters      | Cứng     | Andy Murray           | 7–6(7–3), 4–6, 6–0                       |
| Vô địch | 52–23      | Th4 năm 2015     | Monte-Carlo Masters, Pháp (2)                  | Masters      | Đất nện  | Tomáš Berdych         | 7–5, 4–6, 6–3                            |
| Vô địch | 53–23      | tháng 5 năm 2015 | Italian Open, Ý (4)                            | Masters      | Đất nện  | Roger Federer         | 6–4, 6–3                                 |
| Á quân  | 53–24      | Th6 năm 2015     | French Open, Pháp                              | Grand Slam   | Đất nện  | Stan Wawrinka         | 6–4, 4–6, 3–6, 4–6                       |
| Vô địch | 54–24      | Th7 năm 2015     | Wimbledon, Vương quốc Anh (3)                  | Grand Slam   | Cỏ       | Roger Federer         | 7–6(7–1), 6–7(10–12), 6–4, 6–3           |
| Á quân  | 54–25      | Th8 năm 2015     | Canadian Open, Canada                          | Masters      | Cứng     | Andy Murray           | 4–6, 6–4, 3–6                            |
| Á quân  | 54–26      | Th8 năm 2015     | Cincinnati Masters, Mỹ                         | Masters      | Cứng     | Roger Federer         | 6–7(1–7), 3–6                            |
| Vô địch | 55–26      | Th9 năm 2015     | US Open, Mỹ (2)                                | Grand Slam   | Cứng     | Roger Federer         | 6–4, 5–7, 6–4, 6–4                       |
| Vô địch | 56–26      | Th10 năm 2015    | China Open, Trung Quốc (6)                     | 500 series   | Cứng     | Rafael Nadal          | 6–2, 6–2                                 |
| Vô địch | 57–26      | Th10 năm 2015    | Shanghai Masters, China (3)                    | Masters      | Cứng     | Jo-Wilfried Tsonga    | 6–2, 6–4                                 |
| Vô địch | 58–26      | Th11 năm 2015    | Paris Masters, France (4)                      | Masters      | Cứng (i) | Andy Murray           | 6–2, 6–4                                 |
| Vô địch | 59–26      | Th11 năm 2015    | ATP Finals, Vương quốc Anh (5)                 | Tour Finals  | Cứng (i) | Roger Federer         | 6–3, 6–4                                 |
| Vô địch | 60–26      | Th1 năm 2016     | Qatar Open, Qatar                              | 250 Series   | Cứng     | Rafael Nadal          | 6–1, 6–2                                 |
| Vô địch | 61–26      | Th1 năm 2016     | Australian Open, Australia (6)                 | Grand Slam   | Cứng     | Andy Murray           | 6–1, 7–5, 7–6(7–3)                       |
| Vô địch | 62–26      | Th3 năm 2016     | Indian Wells Masters, Mỹ (5)                   | Masters      | Cứng     | Milos Raonic          | 6–2, 6–0                                 |
| Vô địch | 63–26      | Th4 năm 2016     | Miami Open, Mỹ (6)                             | Masters      | Cứng     | Kei Nishikori         | 6–3, 6–3                                 |
| Vô địch | 64–26      | tháng 5 năm 2016 | Madrid Open, Tây Ban Nha (2)                   | Masters      | Đất nện  | Andy Murray           | 6–2, 3–6, 6–3                            |
| Á quân  | 64–27      | tháng 5 năm 2016 | Italian Open, Ý                                | Masters      | Đất nện  | Andy Murray           | 3–6, 3–6                                 |
| Vô địch | 65–27      | Th6 năm 2016     | French Open, Pháp                              | Grand Slam   | Đất nện  | Andy Murray           | 3–6, 6–1, 6–2, 6–4                       |
| Vô địch | 66–27      | Th7 năm 2016     | Canadian Open, Canada (4)                      | Masters      | Cứng     | Kei Nishikori         | 6–3, 7–5                                 |
| Á quân  | 66–28      | Th8 năm 2016     | US Open, Mỹ                                    | Grand Slam   | Cứng     | Stan Wawrinka         | 7–6(7–1), 4–6, 5–7, 3–6                  |
| Á quân  | 66–29      | Th11 năm 2016    | ATP Finals, Vương quốc Anh                     | Tour Finals  | Cứng (i) | Andy Murray           | 3–6, 4–6                                 |
| Thắng   | 67–29      | Th1 năm 2017     | Qatar Open, Qatar (2)                          | 250 Series   | Cứng     | Andy Murray           | 6–3, 5–7, 6–4                            |
| Á quân  | 67–30      | tháng 5 năm 2017 | Italian Open, Ý                                | Masters      | Đất nện  | Alexander Zverev      | 4–6, 3–6                                 |
| Vô địch | 68–30      | Th7 năm 2017     | Eastbourne International, Vương quốc Anh       | 250 Series   | Cỏ       | Gaël Monfils          | 6–3, 6–4                                 |
| Á quân  | 68–31      | Th6 năm 2018     | Queen's Club Championships, Vương quốc Anh     | 500 series   | Cỏ       | Marin Čilić           | 7–5, 6–7(4–7), 3–6                       |
| Vô địch | 69–31      | Th7 năm 2018     | Wimbledon, Vương quốc Anh (4)                  | Grand Slam   | Cỏ       | Kevin Anderson        | 6–2, 6–2, 7–6(7–3)                       |
| Vô địch | 70–31      | Th8 năm 2018     | Cincinnati Masters, Mỹ                         | Masters      | Cứng     | Roger Federer         | 6–4, 6–4                                 |
| Vô địch | 71–31      | Th9 năm 2018     | US Open, Mỹ (3)                                | Grand Slam   | Cứng     | Juan Martín del Potro | 6–3, 7–6(7–4), 6–3                       |
| Vô địch | 72–31      | Th10 năm 2018    | Shanghai Masters, Trung Quốc (4)               | Masters      | Cứng     | Borna Ćorić           | 6–3, 6–4                                 |
| Á quân  | 72–32      | Th11 năm 2018    | Paris Masters, Pháp                            | Masters      | Cứng (i) | Karen Khachanov       | 5–7, 4–6                                 |
| Á quân  | 72–33      | Th11 năm 2018    | ATP Finals, Vương quốc Anh                     | Tour Finals  | Cứng (i) | Alexander Zverev      | 4–6, 3–6                                 |
| Vô địch | 73–33      | Th1 năm 2019     | Australian Open, Australia (7)                 | Grand Slam   | Cứng     | Rafael Nadal          | 6–3, 6–2, 6–3                            |
| Vô địch | 74–33      | tháng 5 năm 2019 | Madrid Open, Tây Ban Nha (3)                   | Masters      | Đất nện  | Stefanos Tsitsipas    | 6–3, 6–4                                 |
| Á quân  | 74–34      | tháng 5 năm 2019 | Italian Open, Ý                                | Masters      | Đất nện  | Rafael Nadal          | 0–6, 6–4, 1–6                            |
| Vô địch | 75–34      | Th7 năm 2019     | Wimbledon, Vương quốc Anh (5)                  | Grand Slam   | Cỏ       | Roger Federer         | 7–6(7–5), 1–6, 7–6(7–4), 4–6, 13–12(7–3) |
| Vô địch | 76–34      | Th10 năm 2019    | Japan Open, Nhật Bản                           | 500 series   | Cứng     | John Millman          | 6–3, 6–2                                 |
| Vô địch | 77–34      | Th11 năm 2019    | Paris Masters, Pháp (5)                        | Masters      | Cứng (i) | Denis Shapovalov      | 6–3, 6–4                                 |
| Vô địch | 78–34      | Th1 năm 2020     | Australian Open, Australia (8)                 | Grand Slam   | Cứng     | Dominic Thiem         | 6–4, 4–6, 2–6, 6–3, 6–4                  |
| Vô địch | 79–34      | Th2 năm 2020     | Dubai Championships, UAE (5)                   | 500 Series   | Cứng     | Stefanos Tsitsipas    | 6–3, 6–4                                 |
| Vô địch | 80–34      | Th8 năm 2020     | Cincinnati Masters, Mỹ (2)                     | Masters      | Cứng     | Milos Raonic          | 1–6, 6–3, 6–4                            |
| Vô địch | 81–34      | Th9 năm 2020     | Italian Open, Ý (5)                            | Masters      | Đất nện  | Diego Schwartzman     | 7–5, 6–3                                 |
| Á quân  | 81–35      | Th10 năm 2020    | French Open, Pháp                              | Grand Slam   | Đất nện  | Rafael Nadal          | 0–6, 2–6, 5–7                            |
| Vô địch | 82–35      | Th2 năm 2021     | Australian Open, Australia (9)                 | Grand Slam   | Cứng     | Daniil Medvedev       | 7–5, 6–2, 6–2                            |
| Á quân  | 82–36      | tháng 5 năm 2021 | Italian Open, Ý                                | Masters      | Đất nện  | Rafael Nadal          | 5–7, 6–1, 3–6                            |
| Vô địch | 83–36      | tháng 5 năm 2021 | Belgrade Open 2, Serbia                        | 250 Series   | Đất nện  | Alex Molčan           | 6–4, 6–3                                 |
| Vô địch | 84–36      | Th6 năm 2021     | French Open, Pháp (2)                          | Grand Slam   | Đất nện  | Stefanos Tsitsipas    | 6–7(6–8), 2–6, 6–3, 6–2, 6–4             |
| Vô địch | 85–36      | Th7 năm 2021     | Wimbledon, Vương quốc Anh (6)                  | Grand Slam   | Cỏ       | Matteo Berrettini     | 6–7(4–7), 6–4, 6–4, 6–3                  |
| Á quân  | 85–37      | Th9 năm 2021     | US Open, Mỹ                                    | Grand Slam   | Cứng     | Daniil Medvedev       | 4–6, 4–6, 4–6                            |
| Vô địch | 86–37      | Th11 năm 2021    | Paris Masters, Pháp (6)                        | Masters      | Cứng (i) | Daniil Medvedev       | 4–6, 6–3, 6–3                            |
| Á quân  | 86–38      | Th4 năm 2022     | Serbia Open, Serbia                            | 250 Series   | Đất nện  | Andrey Rublev         | 2–6, 7–6(7–4), 0–6                       |
| Vô địch | 87–38      | tháng 5 năm 2022 | Italian Open, Ý (6)                            | Masters      | Đất nện  | Stefanos Tsitsipas    | 6–0, 7–6(7–5)                            |
| Vô địch | 88–38      | Th7 năm 2022     | Wimbledon, Vương quốc Anh (7)                  | Grand Slam   | Cỏ       | Nick Kyrgios          | 4–6, 6–3, 6–4, 7–6(7–3)                  |
| Vô địch | 89–38      | Th10 năm 2022    | Tel Aviv Open, Israel                          | 250 Series   | Cứng (i) | Marin Čilić           | 6–3, 6–4                                 |
| Vô địch | 90–38      | Th10 năm 2022    | Astana Open, Kazakhstan                        | 500 Series   | Cứng (i) | Stefanos Tsitsipas    | 6–3, 6–4                                 |
| Á quân  | 90–39      | Th11 năm 2022    | Paris Masters, Pháp                            | Masters      | Cứng (i) | Holger Rune           | 6–3, 3–6, 5–7                            |
| Vô địch | 91–39      | Th11 năm 2022    | ATP Finals, Ý (6)                              | Tour Finals  | Cứng (i) | Casper Ruud           | 7–5, 6–3                                 |
| Vô địch | 92–39      | Th1 năm 2023     | Adelaide International 1, Australia            | 250 Series   | Cứng     | Sebastian Korda       | 6–7(8–10), 7–6(7–3), 6–4                 |
| Vô địch | 93–39      | Th1 năm 2023     | Australian Open, Australia (10)                | Grand Slam   | Cứng     | Stefanos Tsitsipas    | 6–3, 7–6(7–4), 7–6(7–5)                  |
| Vô địch | 94–39      | Th6 năm 2023     | French Open, Pháp (3)                          | Grand Slam   | Đất nện  | Casper Ruud           | 7–6(7–1), 6–3, 7–5                       |
| Á quân  | 94–40      | Th7 năm 2023     | Wimbledon, Vương quốc Anh                      | Grand Slam   | Cỏ       | Carlos Alcaraz        | 6–1, 6–7(6–8), 1–6, 6–3, 4–6             |
| Vô địch | 95–40      | Th8 năm 2023     | Cincinnati Masters, Mỹ (3)                     | Masters      | Cứng     | Carlos Alcaraz        | 5–7, 7–6(9–7), 7–6(7–4)                  |
| Vô địch | 96–40      | Th9 năm 2023     | US Open, Mỹ (4)                                | Grand Slam   | Cứng     | Daniil Medvedev       | 6–3, 7–6(7–5), 6–3                       |
| Vô địch | 97–40      | Th11 năm 2023    | Paris Masters, Pháp (7)                        | Masters 1000 | Cứng (i) | Grigor Dimitrov       | 6–4, 6–3                                 |
| Vô địch | 98–40      | Th11 năm 2023    | ATP Finals, Ý (7)                              | Tour Finals  | Cứng (i) | Jannik Sinner         | 6–3, 6–3                                 |
| Á quân  | 98–41      | Th7 năm 2024     | Wimbledon, Vương quốc Anh                      | Grand Slam   | Cỏ       | Carlos Alcaraz        | 2–6, 2–6, 6–7(4–7)                       |
| Vô địch | 99–41      | Th8 năm 2024     | Olympic Games, Pháp                            | Olympics     | Đất nện  | Carlos Alcaraz        | 7–6(7–3), 7–6(7–2)                       |
| Á quân  | 99–42      | Th10 năm 2024    | Shanghai Masters, Trung Quốc                   | Masters 1000 | Cứng     | Jannik Sinner         | 6–7(4–7), 3–6                            |
| Á quân  | 99–43      | Th3 năm 2025     | Miami Open, US                                 | Masters 1000 | Cứng     | Jakub Menšík          | 6–7(4–7), 6–7(4–7)                       |
| Vô địch | 100–43     | tháng 5 năm 2025 | Geneva Open, Thụy Sĩ                           | 250 Series   | Đất nện  | Hubert Hurkacz        | 5–7, 7–6(7–2), 7–6(7–2)                  |

### Đôi: 3 (1 danh hiệu, 2 á quân)
| Giải đấu               |
| ---------------------- |
| Grand Slam (0–0)       |
| ATP Finals (0–0)       |
| ATP Masters 1000 (0–0) |
| ATP 500 Series (0–0)   |
| ATP 250 Series (1–2)   |

| Mặt sân       |
| ------------- |
| Cứng (0–1)    |
| Đất nện (0–0) |
| Cỏ (1–1)      |
| Thảm (0–0)    |

| Kiểu sân         |
| ---------------- |
| Ngoài trời (1–2) |
| Trong nhà (0–0)  |

| Kết quả | Thắng-Thua | Ngày         | Giải đấu                                   | Cấp độ     | Mặt sân | Đồng đội             | Đối thủ                        | Tỷ số                 |
| ------- | ---------- | ------------ | ------------------------------------------ | ---------- | ------- | -------------------- | ------------------------------ | --------------------- |
| Á quân  | 0–1        | Th1 năm 2007 | Adelaide International, Australia          | 250 Series | Cứng    | Radek Štěpánek       | Wesley Moodie Todd Perry       | 4–6, 6–3, [13–15]     |
| Vô địch | 1–1        | Th6 năm 2010 | Queen's Club Championships, Vương quốc Anh | 250 Series | Cỏ      | Jonathan Erlich      | Karol Beck David Škoch         | 6–7(6–8), 6–2, [10–3] |
| Á quân  | 1–2        | Th6 năm 2021 | Mallorca Open, Tây Ban Nha                 | 250 Series | Cỏ      | Carlos Gómez-Herrera | Simone Bolelli Máximo González | Bỏ cuộc               |

### Thu nhập từ thi đấu
| Năm                   | Grand Slams | Vô địch ATP | Tổng cộng | Thu nhập ($)                                                   | Xếp hạng tiền thưởng                                     |
| --------------------- | ----------- | ----------- | --------- | -------------------------------------------------------------- | -------------------------------------------------------- |
| 2003                  | 0           | 0           | 0         | 2.704 Lưu trữ ngày 28 tháng 5 năm 2013 tại Wayback Machine     | 937 Lưu trữ ngày 28 tháng 5 năm 2013 tại Wayback Machine |
| 2004                  | 0           | 0           | 0         | 40.790 Lưu trữ ngày 31 tháng 8 năm 2013 tại Wayback Machine    | 292 Lưu trữ ngày 31 tháng 8 năm 2013 tại Wayback Machine |
| 2005                  | 0           | 0           | 0         | 202.416 Lưu trữ ngày 31 tháng 8 năm 2013 tại Wayback Machine   | 114 Lưu trữ ngày 31 tháng 8 năm 2013 tại Wayback Machine |
| 2006                  | 0           | 2           | 2         | 644.940 Lưu trữ ngày 31 tháng 8 năm 2013 tại Wayback Machine   | 28 Lưu trữ ngày 31 tháng 8 năm 2013 tại Wayback Machine  |
| 2007                  | 0           | 5           | 5         | 3.927.700 Lưu trữ ngày 4 tháng 7 năm 2003 tại Wayback Machine  | 3 Lưu trữ ngày 4 tháng 7 năm 2003 tại Wayback Machine    |
| 2008                  | 1           | 3           | 4         | 5.689.078                                                      | 2 Lưu trữ ngày 4 tháng 7 năm 2003 tại Wayback Machine    |
| 2009                  | 0           | 5           | 5         | 5,476,472 Lưu trữ ngày 4 tháng 7 năm 2003 tại Wayback Machine  | 3                                                        |
| 2010                  | 0           | 2           | 2         | 4.278.856 Lưu trữ ngày 4 tháng 7 năm 2003 tại Wayback Machine  | 3                                                        |
| 2011                  | 3           | 7           | 10        | 12.595.803 Lưu trữ ngày 4 tháng 7 năm 2003 tại Wayback Machine | 1                                                        |
| 2012                  | 1           | 5           | 6         | 12.803.739                                                     | 1                                                        |
| 2013                  | 1           | 6           | 7         | 12.447.947                                                     | 2                                                        |
| 2014                  | 1           | 6           | 7         | 14.269.463                                                     | 1                                                        |
| 2015                  | 3           | 8           | 11        | 21.646.145                                                     | 1                                                        |
| 2016 (đến 06/06/2016) | 2           | 4           | 6         | 8.367.350                                                      | 1                                                        |
| đến 15/10/2018        | 2           | 2           | 4         | 10.633.533                                                     | 1                                                        |
| Career                | 14          | 55          | 69        | 121.471.450                                                    | 1                                                        |

## Kỷ lục

#### Mùa giải 2011
10 là số danh hiệu mà Djokovic giành được trong mùa, trong đó có 3 danh hiệu Grand Slam (Úc Mở rộng, Wimbledon và Hoa Kỳ Mở rộng) và cả năm ngôi vô địch ở các giải Masters 1000 (Indian Wells, Key Biscayne, Madrid Masters, Roma Masters và Cúp Rogers).
70 là số trận thắng trong mùa của Djokovic, trong đó, anh từng tạo ra chuỗi 43 trận thắng liên tiếp từ đầu mùa cho đến bán kết Roland Garros (nơi anh bị chặn đứng bởi Federer); Djokovic cũng chỉ thua có 6 trận trong mùa (trong đó có 2 trận thua tại ATP World Tour Finals vào cuối năm - một giải đấu mà anh tham gia "lấy lệ" và nhanh chóng buông vợt khá chóng vánh trước David Ferrer và Janko Tipsarević). Thành tích này của Djokovic được xác nhận chỉ thua thành tích của John McEnroe trong mùa giải 1984 với 82 trận thắng và 3 trận thua.
1 và 16.145 là thứ hạng và điểm số của Djokovic trên bảng điểm xếp hạng của ATP - đây là số điểm kỷ lục đối với một tay vợt từ khi ATP thay đổi hệ số tính điểm vào năm 2009; xếp ngay sau Djokovic lần lượt là Nadal và Federer với những con số tương ứng lần lượt là 2 và 9.595; 3 và 8.170.
14,418,664$ là số tiền thưởng mà Djokovic giành được trong mùa; đây là số tiền thưởng kỷ lục mà một tay vợt thắng được trong mùa giải; kỷ lục của Djokovic đã vượt qua số tiền thưởng 10,1 triệu USD của Nadal (mùa giải 2010) và Federer (mùa giải 2007).
6 là số trận toàn thắng trước Nadal ở chung kết các giải đấu trong mùa, Djokovic đã khiến cho Nadal nếm trải thứ cảm giác khó khăn mà anh từng buộc Federer phải chịu đựng trong ngần ấy năm.

#### Mùa giải 2013
- Với chức vô địch Úc mở rộng, Djokovic trở thành tay vợt đầu tiên từ kỷ nguyên Mở vô địch 3 lần liên tiếp tại đây. Với 4 chức vô địch tổng cộng, anh cũng san bằng kỷ lục trước đó của Agassi và Federer.

#### Mùa giải 2015
- Djokovic trở thành tay vợt đầu tiên và duy nhất vô địch liên tiếp 3 giải Master 1000 đầu năm là Indian Well, Miami và Monte Carlo, sau 2 chức vô địch Roma Master, Thượng Hải Master và Paris Master anh đã có 26 chức vô địch giải Master vượt qua Federer (24 master 1000), chỉ còn kém Nadal với 27 lần.
- Djokovic là người đầu tiên trong làng quần vợt chuyên nghiệp vượt qua cột mốc 21 triệu USD tiền thưởng chỉ trong một mùa giải, kỷ lục tiền thưởng trong 1 mùa giải trước đây thuộc về Rafael Nadal, với 14,5 triệu USD vào năm 2013. Tuy nhiên, ở phong độ hiện tại, Djokovic thực sự là vua trên mọi mặt sân và anh đã dễ dàng phá vỡ kỷ lục của Nadal.
- Anh là tay vợt duy nhất đến năm 2015 vô địch 6 giải Master 1000 trong cùng một năm, kỷ lục trước đây chỉ là 5 giải của chính anh năm 2011 và Nadal năm 2013.Anh cũng lập kỷ lục khác là tay vợt duy nhất vô địch Paris Master 1000 ba lần liên tiếp.
- Năm 2015, sau khi vô địch ATP world Tour Final, anh đã lập kỷ lục dự 15 trận chung kết, vô địch 11 giải, đồng thời anh lập kỷ lục vô địch ATP Final 4 năm liên tiếp, anh đã vô địch giải này 5 lần và hiện anh chỉ còn kém kỷ lục 6 lần vô địch của Federer trong quá khứ.

#### Mùa giải 2016
- Với chức vô địch tại Australian Open, Djokovic chính thức cân bằng số chức vô địch 6 lần của huyền thoại Roy Emerson, còn tính riêng trong kỷ nguyên mở rộng anh là tay vợt thành công nhất tại giải đấu này.
- Với chức vô địch giải Master 1000 là Indianwell anh chính thức san bằng kỷ lục của Rafael Nadal với 27 chức vô địch Master 1000
- Sau chức vô địch Miami Masters 2016, Djokovic trở thành tay vợt sở hữu nhiều danh hiệu ATP Masters 1000 nhiều nhất trong lịch sử quần vợt thế giới với 28 danh hiệu, cũng với chức vô địch này anh thiết lập nên kỷ lục tay vợt duy nhất trong lịch sử vô địch hai Masters 1000 đầu năm trong ba năm liên tiếp.
- Sau khi giành quyền vào tứ kết của giải quần vợt Pháp mở rộng, Djokovic trở thành tay vợt đầu tiên trong lịch sử quần vợt thế giới giành được 100 triệu USD tiền thưởng từ thi đấu.
- Với chức vô địch Pháp mở rộng 2016, anh là tay vợt thứ hai sau 46 năm giành chức vô địch cả bốn giải Grand Slam khác nhau liên tiếp (Wimbledon 2015, Mỹ mở rộng 2015, Úc mở rộng 2016 và Pháp mở rộng 2016).

### Mùa giải 2017
- Đây là mùa giải đáng thất vọng với Djokovic với việc xuống phong độ và gặp chấn thương khuỷu tay, kết quả anh bị văng ra khỏi Top 10 ATP.

### Mùa giải 2018
- Thua 6/12 trận đấu ở nửa đầu mùa giải 2018, Novak Djokovic đã từng tụt xuống vị trí số 22 trên bảng xếp hạng ATP - thứ hạng thấp nhất của cựu tay vợt số 1 thế giới người Serbia kể từ tháng 10/2016. Thế nhưng chỉ sau Wimbledon - giải đấu đánh dấu danh hiệu Grand Slam thứ 13 của anh, Djokovic đã nhanh chóng lấy lại vị thế của mình, với thứ hạng hiện tại số 2 ATP (15/10/2018).
- Với cú đúp danh hiệu Grand Slam (ở Wimbledon, US Open) và hoàn tất cú đúp Golden Masters ở Cincinnati và Rolex Shanghai Masters, Novak Djokovic đang tràn đầy tự tin chinh phục ngôi vị số 1 thế giới khi mùa giải 2018 khép lại (tính đến 15/10/2018).

### Mùa giải 2019
Đầu năm 2019, Djokovic tham dự Úc mở rộng và lọt vào trận chung kết. Trong trận chung kết anh đã đánh bại Nadal với tỉ số 3-0 để trở thành người vô địch nhiều nhất tại Australia Open, vượt qua 2 tay vợt huyền thoai là Roy 
Emerson và Roger Federer.
Năm 2019 cũng chứng kiến một trong những trận chung kết đáng nhớ nhất trong lịch sử Wimbledon kéo dài 4 giờ 57 phút giữa Djokovic và Ferderer. Đây là trận đấu 5 séc đầu tiên đánh tie break khi có séc cuối hòa với tỷ số 12 - 12. Trong loạt tie break định mệnh, Djokovic đã giành thắng lợi. Trong game thứ 16 trong séc 5 khi đang bị dẫn 8-7, anh đã cứu được 2 điểm kết thúc trận đấu khi Federer dẫn trước 40-15 và có quyền giao bóng.

### Mùa giải 2020
Djokovic khởi đầu năm 2020 bằng chức vô địch Australian Open sau khi vượt qua Dominic Thiem sau 5 set đấu với tỉ số 6-4, 4-6, 2-6, 6-3, 6-4. Tại Roland Garros cùng năm, Nole đã để thua Rafael Nadal với tỉ số 0-6, 2-6, 5-7 trong trận chung kết. Dưới tác động của dịch Covid 19, Wimbledon 2020 buộc phải hủy bỏ. Đây là lần đầu tiên kể từ thế chiến hai giải Grand Slam lâu đời nhất hành tinh phải hoãn lại, điều đó khiến tham vọng bảo vệ chức vô địch Wimbledon của Djokovic phải lùi lại 1 năm. Đến tháng 9 Djokovic tham dự Us Open với tư cách hạt giống số một của giải, đây là một giải đấu đáng quên với cá nân anh. Trong trận đấu tại vòng bốn Us Open với Pablo Carreno Busta Djokovic đã vô tình đánh bóng trúng vào cổ họng trọng tài, sau khi tham vấn, ban tổ chức đã quyết định loại anh khỏi giải đấu.

### Mùa giải 2021
Djokovic có lần thứ 9 lên ngôi tại Australian Open sau khi vượt qua tay vợt người Nga Daniil Medvedev trong trận chung kết với tỉ số 7-5, 6-2, 6-2. Tại Roland Garros 2021 Djokovic loại Rafael Nadal ở bán kết sau khi ngược dòng dành chiến thắng 3-6, 6-3, 7-6, 6-2. Djokovic cũng là tay vợt đầu tiên hai lần đánh bại Rafael Nadal trên mặt sân đất nện tại Roland Garros. Trong trận chung kết, Djokovic tiếp tục có một chiến thắng ngược dòng trước Stefanos Tsitsipas với tỉ số 6-7, 2-6, 6-3, 6-2, 6-4 để có lần thứ hai vô địch Pháp mở rộng. Chỉ sau đó một tháng, Djokovic giành được Grand Slam thứ ba trong năm khi vượt qua Matteo Berrettini trong trận chung kết Wimbledon dù đã để thua trong set 1, tỉ số các set lần lượt là 6-7, 6-4, 6-4, 6-3. Chức vô địch tại Wimbledon cũng đánh dấu lần thứ ba vô địch liên tiếp của Djokovic tại giải đấu, đồng thời giúp Nole trở thành tay vợt thứ tư trong kỉ nguyên mở đạt được thành tích này sau Bjorn Borg , Pete Sampras và Roger Federer. Ngoài ra chức vô địch Wimbledon cũng là giành hiệu Grand Slam thứ 20 trong sự nghiệp của Djokovic, giúp anh cân bằng kỉ lục của Nadal và Federer.
Mùa giải 2023
Djokovic đã có cho mình chức vô địch thứ 10 tại Australia Open để san bằng danh hiệu Grand Slam thứ 22 của Nadal. Tiếp đến tại Roland Garros, Nole đã giành chức vô địch để giành Grand Slam thứ 23 vượt lên dẫn trước so với kỳ phùng địch thủ Nadal. Và khi mùa giải khép lại thì Novak lại bỏ túi thêm danh hiệu cao quý bằng chiến thắng tại chung kết US open để có được Grand Slam thứ 24 trong sự nghiệp cân bằng cả tay vợt nam và nữ. Chưa hết tại ATP final, Djokovic đã loại bỏ Sinner để lên ngôi vô địch mặc dù đã thua Sinner ở vòng bảng vài ngày trước đó. Novak có được 428 tuần giữ ngôi số 1 thế giới vượt qua khá xa so với tay vợt Roger Federer với chỉ có 310 tuần số 1 ; và cuối cùng Djokovic đã có năm thứ 8 trở thành tay vợt số 1 thế giới

## Kình địch
Djokovic là tay vợt duy nhất trong nhóm Big Four có tỉ lệ đối đầu chiến thắng các đối thủ còn lại, anh lần lượt dẫn trước Federer (27-23), Nadal (30-29) và Murray (25-11). Ban đầu anh hoàn toàn lép vế trong đối đầu với Federer và Nadal, anh toàn thua cặp đôi này tại bán kết hay chung kết đến nỗi anh đã thốt lên rằng: "Tôi sinh nhầm thời". Bước ngoặt của Djokovic vào mùa giải 2011, mùa giải mà anh bắt đầu thực hiện chế độ dinh dưỡng không Gluten để nâng cao thể lực thì anh bắt đầu giành chiến thắng, thu hẹp khoảng cách và vượt lên trên cả Nadal và Federer, cũng trong năm này anh phá vỡ thế thống trị thế giới của họ và vuơn lên đứng số 1 thế giới trong đó có 7 chiến thắng liên tiếp trong 7 trận chung kết trước Nadal.

### VớiRoger Federer
Novak Djokovic và Roger Federer đã đối đầu nhau 50 lần, và Djokovic hiện đang dẫn trước về số trận thắng với tỉ số 27-23. Djokovic dẫn 20-18 trên sân cứng, 3-1 trên sân cỏ trong khi hai tay vợt cùng có 4 lần giành thắng lợi trên sân đất nện. Djokovic là tay vợt duy nhất ngoài Nadal giành chiến thắng liên tiếp trước Federer tại các giải Grand Slam. Federer đã kết thúc chuỗi thắng 41 trận liên tiếp của Djokovic trong mùa giải 2011 tại bán kết Pháp mở rộng 2011. Djokovic đã đấu Federer trong trận chung kết Major đầu tiên của anh tại US Open 2007 và thua sau ba set.
Djokovic là tay vợt có nhiều chiến thắng nhất trước Federer. Hai người đã có ba lần chạm trán tại Úc mở rộng vào các năm 2007, 2008 và 2011, mà Federer đã thắng trong sau 3 set trong trận đấu năm 2007 và Djokovic thắng sau 3 set trong hai trận còn lại. Hai người đã có 5 lần liên tiếp đối đầu với nhau tại US Open (từ 2007 đến 2011) với chiến thắng cho Federer trong ba lần gặp đầu tiên, trong khi hai cuộc đối đầu sau đó của họ (vào năm 2010 và 2011) là những trận đấu năm set trong đó Djokovic đều cứu hai match point trước khi giành chiến thắng. Vào ngày 6 tháng 7 năm 2012, Djokovic đã thua Federer trong trận bán kết Wimbledon. Vào ngày 12 tháng 11 năm 2012, Djokovic đã giành chức vô địch ATP World Tour Finals 2012 bằng cách đánh bại Federer sau 2 set trong trận chung kết. Hai người gặp lại nhau trong trận chung kết Giải vô địch Wimbledon 2014 với Djokovic giành chiến thắng sau một trận đấu năm set và lấy lại thứ hạng số 1 từ Nadal. Federer đã rút khỏi trận chung kết ATP World Tour 2014 và Djokovic bảo vệ thành công danh hiệu của mình. Trong trận chung kết Wimbledon 2015, hai người lại tiếp tục gặp nhau và Djokovic tiếp tục giành chiến thắng sau bốn set. Hai người gặp lại nhau trong một trận chung kết Grand Slam khác vào năm 2015, lần này là tại US Open 2015, nơi Djokovic lại đánh bại Federer sau bốn set để giành danh hiệu US Open thứ hai và Grand Slam thứ mười trong sự nghiệp
Hai người lại gặp nhau trong trận bán kết Úc mở rộng 2016, trận đấu mà Djokovic chơi một thứ quần vợt gần như hoàn hảo trong hai set đầu tiên để cuối cùng giành chiến thắng sau bốn set.
Tại chung kết Wimbledon 2019, Djokovic đã vượt qua Federer sau năm set trong một trận đấu kéo dài gần 5 giờ đồng hồ.

### VớiRafael Nadal

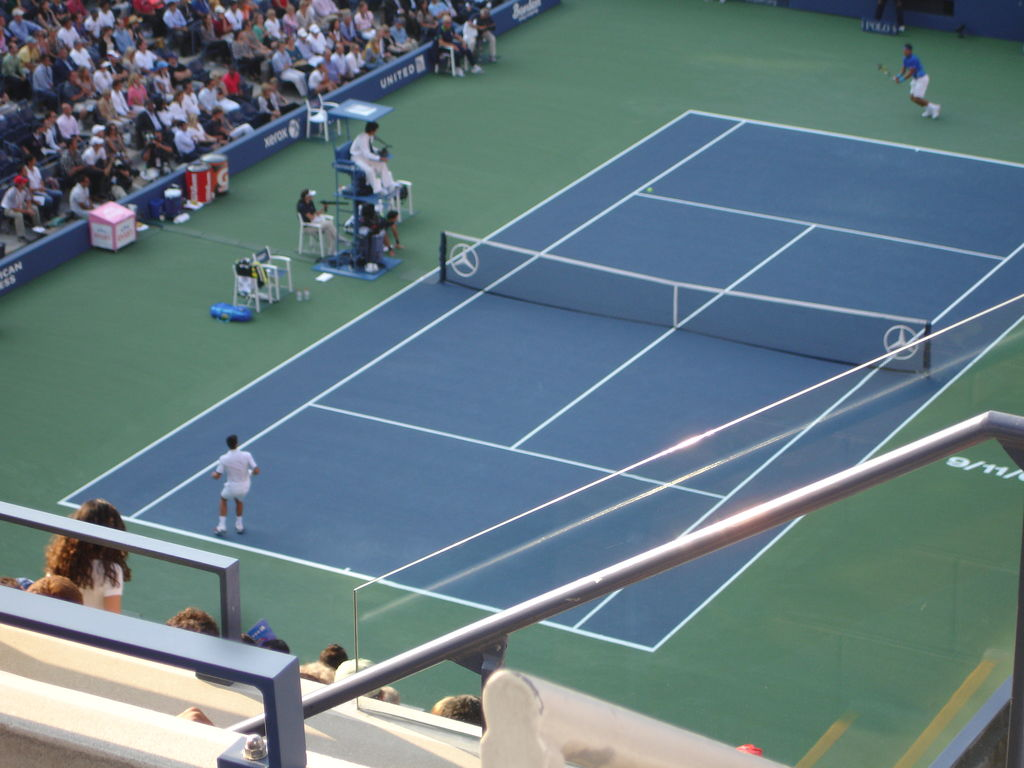
Trận chung kết Mỹ mở rộng 2011 giữa Djokovic và Nadal

Nadal và Djokovic đã gặp nhau 58 lần. Đây là hai tay vợt đối đầu với nhau nhiều nhất trong lịch sử kỷ nguyên mở với tỷ số rất cân bằng 28-30 nghiêng về Djokovic một chút. Cả hai hòa 2-2 trên sân cỏ và  Nadal 19-8 trên sân đất nện. Djokovic dẫn 20-7 trên sân cứng.
Djokovic là tay vợt duy nhất thắng Nadal với trên 20 lần và cũng là người duy nhất đánh bại Nadal 7 lần liên tiếp và 2 lần liên tiếp trên mặt sân đất nện. Hai tay vợt này từng giữ kỷ lục trận đấu 3 set dài nhất tại Mutua Madrid Open 2009 (kỷ lục này bị Federer và Del Potro phá tại Olympic London 2012).
Trong trận chung kết Wimbledon 2011, Djokovic đã đánh bại Nadal trong 4 set với tỷ số 6-4, 6-1, 1-6, 6-3. Sau đó anh còn đánh bại Nadal ở trận chung kết Mỹ Mở rộng 2011.
Năm 2012, Djokovic tiếp tục đánh bại Nadal trong trận chung kết Úc Mở rộng để lên ngôi lần thứ 3 tại đây. Đây là trận chung kết Grand Slam dài nhất kể từ kỷ nguyên Open (5giờ 53 phút). Sau đó Nadal giành được 2 danh hiệu Master 1000 đó là Monte Carlo và Rome sau khi đánh bại Djokovic ở hai trận chung kết và ở Pháp Mở rộng để giành danh hiệu thứ 7 tại đây, đồng thời chấm dứt chuỗi 3 trận chung kết Grand Slam toàn thua trước Djokovic.
Trong năm 2013, Djokovic đánh bại Nadal sau hai set để chấm dứt chuỗi 8 chức vô địch liên tiếp tại Monte Carlo. Nhưng Nadal đã trả món nợ tại bán kết giải Pháp Mở rộng với tỷ số 3-2, trong đó cuộc đấu trí căng thẳng ở set đấu thứ 5 với tỷ số 9-7 nghiêng về Nadal. Nadal tiếp tục giành chiến thắng trên mặt sân cứng trước Djokovic ở trận bán kết tại Motreal và chung kết US Open. Sau khi đánh bại Djokovic trong trận chung kết Pháp mở rộng 2014, thì Nadal đã để thua 7 trận liên tiếp trước Djokovic, trong đó có trận tứ kết Pháp mở rộng năm 2015 với tỉ số 3-0 (5-7, 3-6,1-6), kết thúc chuỗi 39 trận thắng liên tiếp của Nadal tại Pháp mở rộng. Nadal dễ dàng đánh bại Djokovic với tỉ số 6-4, 6-3 tại Madrid Open để có được chiến thắng đầu tiên từ Pháp Mở rộng 2014.Tuy nhiên anh lại thua Novak Djokovic ở bán kết Wimblendon 2018 sau 5 set 4-6,6-3,6-7,6-3,8-10. Đầu năm 2019, với việc đánh bại Nadal với tỉ số 3-0 tại chung kết Úc mở rộng thì Djokovic đã nới rộng thêm thành tích đối đầu là 28-25 và anh đã khiến cho Nadal trải qua chung kết Grand Slam tồi tệ nhất trong đời. Nhưng vào tháng 6 năm 2022, Djokovic nhận thất bại trước Nadal tại Giải vô địch Pháp mở rộng

### VớiAndy Murray
Djokovic có tỷ lệ đối đầu áp đảo đối với Murray, cụ thể đến hết năm 2015 cả hai tay vợt này gặp nhau tổng cộng 31 lần với 22 lần chiến thắng cho Djokovic, kể từ Wimbledon 2013 đến hết 2015, Murray chỉ một lần chiến thắng trong số 11 lần hai tay vợt đối đầu nhau, lối đánh của hay tay vợt khá tương đồng nhưng Djokovic bản lĩnh hơn trong những thời điểm quyết định nên hoàn toàn chiếm ưu thế .Theo lời cha của Djokovic, Murray đã phí phạm tài năng khi không giữ được bình tĩnh và cái đầu lạnh cần thiết trong những trận cầu quan trọng.

### VớiCarlos Alcaraz

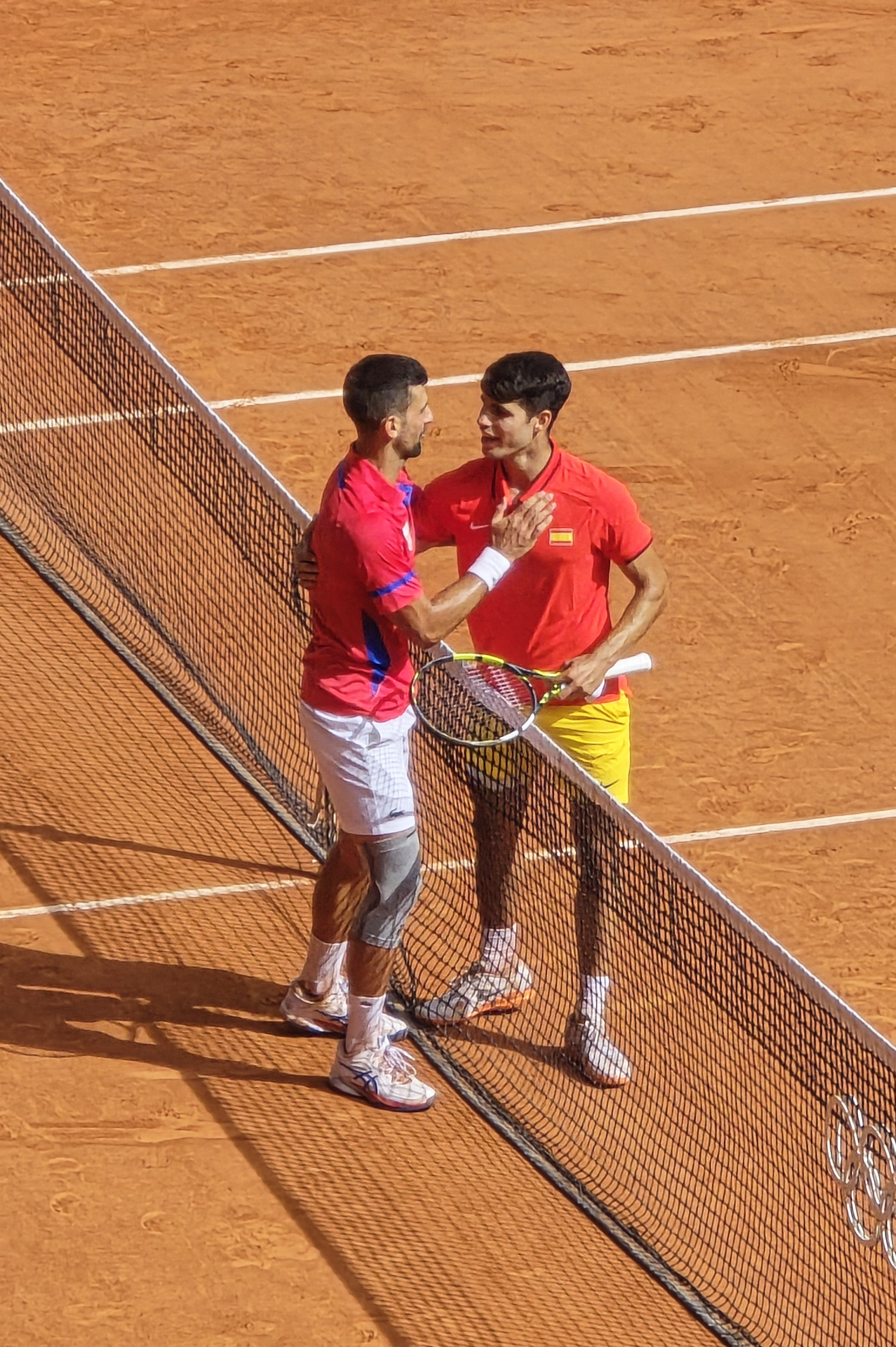
Djokovic và Carlos Alcaraz sau trận chung kết đơn nam tại Thế vận hội Mùa hè 2024.

Djokovic và Carlos Alcaraz đã gặp nhau bốn lần, chia điểm với tỷ số 2–2, cả hai đều giành chiến thắng một lần ở một giải Grand Slam và một lần ở giải Masters. Sự kình địch của họ được coi là sự kình địch giữa các thế hệ đáng kể, vì Alcaraz trẻ hơn Djokovic 16 tuổi được coi là người kế thừa Bộ ba lớn, trong khi Djokovic đang bảo vệ người gác đền cũ.
Cuộc gặp đầu tiên của họ là tại bán kết Madrid Masters 2022, trong đó Alcaraz đã chiếm ưu thế trong một trận đấu hoành tráng được ca ngợi là trận đấu ATP của năm, kết thúc ở 3 giờ 35 phút. Cuộc gặp tiếp theo của họ sẽ diễn ra cho đến bán kết Pháp mở rộng 2023, trong đó Djokovic thắng trong bốn set, trận đấu khép lại ngay từ đầu cho đến khi Alcaraz chùn bước do chuột rút do áp lực và cường độ thi đấu. Họ gặp lại nhau ngay sau đó trong trận chung kết Giải vô địch Wimbledon 2023, trong đó Alcaraz sẽ đánh bại Djokovic trong 5 set, khiến anh thất bại thứ hai trong trận chung kết Wimbledon và chấm dứt chuỗi 45 trận thắng tại sân Trung tâm. Sau 5 set, đây là trận chung kết Wimbledon dài thứ ba, với 4 giờ 42 phút. Họ sẽ sớm gặp lại nhau trong một trận đấu hoành tráng tại trận chung kết Cincinnati Masters 2023, với việc Djokovic chiếm ưu thế trong ba set tranh chấp chặt chẽ. Trận đấu này là trận chung kết ATP có 3 set dài nhất và dài nhất trong lịch sử giải đấu, với 3 giờ 49 phút, và ngay lập tức được khen ngợi là một trong những trận đấu hay nhất từ trước đến nay. Djokovic thắng dù bị set thua và break ở set thứ hai, đồng thời giành được điểm vô địch trong tiebreak set thứ hai. Trong trận chung kết Wimbledon 2024 , Alcaraz đã đánh bại Djokovic trong trận tái đấu của trận chung kết năm trước, lần này là trong các set trắng để một lần nữa từ chối Djokovic danh hiệu Wimbledon thứ tám và cân bằng kỷ lục của anh. Ngay sau đó, cặp đôi này đã mang sự kình địch của họ đến Thế vận hội và tranh tài trong trận tranh huy chương vàng, nơi Djokovic chiếm ưu thế trong các set liên tiếp để hoàn thành một cuộc càn quét các danh hiệu lớn trong sự nghiệp, đã đạt được cả Super Slam trong sự nghiệp và Golden Slam sự nghiệp như một phần của thành tích này.

## Di sản
Djokovic được nhiều nhà quan sát, các tay vợt và huấn luyện viên đánh giá là tay vợt nam vĩ đại nhất mọi thời đại, chủ yếu vì thành tích và danh hiệu của anh trên tất cả các giải đấu cấp cao nhất của giải chuyên nghiệp nam cũng như bảng xếp hạng đơn nam. Djokovic đã lập kỷ lục 71 danh hiệu lớn, trong đó có kỷ lục mọi thời đại với 24 danh hiệu Grand Slam đồng thời giành được nhiều tuần nhất ở vị trí số 1, đánh bại top 5 và top 10 tay vợt nhiều nhất, vô địch tất cả các giải Grand Slam và Masters với thành tích Chức vô địch cuối năm ít nhất hai lần (điều mà tay vợt khác chưa từng làm được dù chỉ một lần) và có thành tích đối đầu toàn thắng trước đối thủ lớn nhất của mình trong một trong những kỷ nguyên quần vợt mạnh nhất. Djokovic được ghi nhận là người đã đánh bại nhiều tay vợt có thứ hạng cao hơn trên đường tới danh hiệu Grand Slam hơn bất kỳ ai trong Big Three. Cựu số 1 thế giới Daniil Medvedev đã gọi Djokovic là "tay vợt vĩ đại nhất trong lịch sử" sau khi giành danh hiệu lớn đầu tiên tại US Open 2021 trước Djokovic. Pat Cash nhấn mạnh Djokovic là một trong hai tay vợt đánh bại Rafael Nadal ở giải Pháp mở rộng, giải đấu mà anh coi là "thử thách lớn nhất trong quần vợt". Richard Krajicek và The Roar, trang web quan điểm thể thao, cho rằng Djokovic nên được coi là tay vợt vĩ đại nhất mọi thời đại vì anh là người duy nhất trong số những đối thủ lớn nhất của anh đã giành được 4 Grand Slam liên tiếp. Patrick Mouratoglou nói, "Novak là cầu thủ hoàn thiện nhất mọi thời đại. Điều đó cho phép anh ấy tìm ra giải pháp cho hầu hết các vấn đề trên sân và vấn đề này, trên mọi bề mặt. Nó giải thích tại sao anh ấy hiện đang ở vị trí tốt nhất để trở thành GOAT ". Vào cuối mùa giải 2011, khi Djokovic có ba mùa giải Grand Slam đột phá, Nadal, người đã thua 0–6 trước Djokovic, tất cả đều ở trận chung kết, nói rằng "Đây có lẽ là cấp độ quần vợt cao nhất mà tôi từng thấy."  Nadal cũng nhắc lại quan điểm của mình về đẳng cấp của Djokovic sau khi bị đánh bại dễ dàng ở trận chung kết Qatar Open 2016, nói rằng "Tôi đã đấu với một tay vợt đã làm mọi thứ một cách hoàn hảo. Tôi không biết ai từng chơi quần vợt như thế này. Kể từ khi tôi biết môn thể thao này, tôi chưa bao giờ thấy ai chơi ở cấp độ này."
Mặc dù tránh xa những cuộc trò chuyện hay nhất từ trước đến nay, huấn luyện viên quần vợt Nick Bollettieri vẫn liên tục ca ngợi Djokovic là "tay vợt hoàn thiện nhất từ trước đến nay", và "tay vợt hoàn hảo nhất mọi thời đại":
''Khi bạn nhìn vào những tay vợt trong lịch sử quần vợt, tôi không tin rằng có ai có thể sánh bằng mọi thứ trên sân mà Djokovic làm. Tôi không nghĩ bạn có thể tìm thấy điểm yếu trong trò chơi của anh ấy. Di chuyển, cá tính, trả giao bóng, giao bóng, chạm bóng xuất sắc, không ngần ngại khi vào lưới, giao bóng tuyệt vời. Nhìn chung, hầu hết mọi người chơi đều có lúc sa sút; với tôi, anh ấy không có. Anh ấy có lẽ là cầu thủ phối hợp tốt nhất mà tôi từng thấy trong hơn 60 năm qua.''
Pete Sampras, người vào thời điểm giải nghệ vào năm 2003 được một số người coi là tay vợt nam vĩ đại nhất mọi thời đại, đã tuyên bố dứt khoát sau khi Djokovic giành được kỷ lục số 1 vào cuối năm thứ bảy vào năm 2021:
''Bảy năm đối với anh ấy, tôi chắc chắn rằng anh ấy coi đó như một phần thưởng cho tất cả các giải đấu chuyên nghiệp mà anh ấy đã giành được, nhưng tôi nghĩ anh ấy sẽ đánh giá cao nó hơn khi lớn lên. Anh ấy đã làm điều đó vào thời điểm mà anh ấy thống trị hai trong số những cầu thủ vĩ đại, Roger và Rafa, và anh ấy đã xử lý rất tốt thế hệ cầu thủ tiếp theo – tất cả cùng một lúc. Tôi nghĩ những gì Novak đã làm trong 10 năm qua, vô địch các giải đấu chuyên nghiệp, ổn định, đứng số một trong 7 năm, đối với tôi đó là dấu hiệu rõ ràng rằng anh ấy là người vĩ đại nhất mọi thời đại.''
Các chuyên gia quần vợt đã xếp nhiều trận đấu của Djokovic vào danh sách những trận đấu hay nhất từ trước đến nay, chẳng hạn như trận chung kết Úc mở rộng 2012, trong đó anh đánh bại Rafael Nadal trong 5 set dài và mệt mỏi. Các trận đấu khác bao gồm vòng 4 Giải quần vợt Úc Mở rộng 2013 với Stan Wawrinka kéo dài 5 set, trận bán kết Wimbledon 2018 với Nadal, trong đó anh đánh bại Nadal trong 5 set tàn bạo diễn ra trong 2 ngày, và trận chung kết 3 set Cincinnati Masters 2023 với Carlos Alcaraz.
Một số nhà phân tích cho rằng kình địch Djokovic-Nadal được xếp hạng là kình địch tốt nhất trong lịch sử quần vợt vì chất lượng các trận đấu mà họ tạo ra.

## Lối đánh
Djokovic là một tay vợt tấn công cơ bản năng nổ. Những cú đột phá của anh từ cả hai cánh đều nhất quán, sâu sắc và xuyên thấu. Cú trái tay của anh được nhiều người coi là cú trái tay bằng hai tay vĩ đại nhất mọi thời đại, do tính hiệu quả của nó đối với cả hai bên sân và độ chính xác của nó. Cú đánh tốt nhất của anh là trái tay dọc biên, với tốc độ và độ chính xác cao. Anh đặc biệt xuất sắc trong việc trả giao bóng và thường xuyên được xếp hạng trong số những người dẫn đầu giải đấu về điểm trả giao bóng, trận trả giao bóng và điểm break giành được. Cú thuận tay của anh được coi là bị đánh giá thấp, nhưng lại là một trong những cú thuận tay tốt nhất do tính linh hoạt của nó. Sau những khó khăn lớn về mặt kỹ thuật trong mùa giải 2009 (trùng với thời điểm anh chuyển sang dòng vợt Head), cú giao bóng của anh lại trở thành một trong những vũ khí chính của anh, giúp anh giành được nhiều điểm miễn phí; Cú giao bóng đầu tiên của anh ấy thường được đánh thẳng, trong khi anh thích cắt và đá cú giao bóng thứ hai rộng hơn. Anh cũng đã dẫn đầu ATP Tour trong thống kê "Xếp hạng dưới áp lực" trong sự nghiệp của họ, một phần là nhờ khả năng chiến thắng trong các set quyết định.
Djokovic được mô tả là một trong những vận động viên khỏe mạnh và hoàn thiện nhất trong lịch sử thể thao, với sự nhanh nhẹn, khả năng bao quát sân và tính cơ động cao, cho phép anh đánh bại những người chiến thắng từ những vị trí dường như không thể phòng thủ. Vì điều này, cùng với tính linh hoạt và chiều dài, anh hiếm khi bị đánh bại bởi những điểm ace. Todd Martin, người huấn luyện Djokovic từ năm 2009 đến năm 2010, lưu ý rằng:
''Năng lực thể thao của anh đến từ một thế giới khác. Cú trả giao bóng của anh tốt hơn nhiều so với bất kỳ cú trả giao bóng nào khác từ trước đến nay và ý tôi là tốt hơn nhiều. Không ai lấy lại được nhiều bóng và vô hiệu hóa được nhiều cú giao bóng tốt đến vậy.''
Việc trả giao bóng của Djokovic là một vũ khí lớn đối với anh, nhờ đó anh có thể vừa tấn công vừa phòng thủ. Anh thực hiện rất hiệu quả cả cú trả bóng thuận tay và trái tay, thường thực hiện cú trả bóng sâu với tốc độ, vô hiệu hóa lợi thế mà người giao bóng thường có ở một điểm. Andre Agassi mô tả việc trả giao bóng của Djokovic là "tiêu chuẩn đặt ra cho cú trả giao bóng". Đôi khi, Djokovic sử dụng một cú đánh trái tay được ngụy trang kỹ lưỡng và đánh trái tay cắt lát. Djokovic được đánh giá cao
Djokovic nhận xét về phong cách chơi hiện đại, bao gồm cả phong cách của anh, trong một cuộc phỏng vấn với Jim Courier sau chiến thắng ở trận bán kết trước Andy Murray ở giải Úc mở rộng 2012:
''Tôi có một đặc ân và vinh dự lớn được gặp riêng ông Laver ngày hôm nay, và ông ấy là một trong những cầu thủ lớn nhất và vĩ đại nhất từng chơi trò chơi này, cảm ơn vì đã ở lại muộn thế này, thưa ông, cảm ơn ông ... mặc dù điều đó sẽ xảy ra thực sự sẽ tốt hơn nếu chúng tôi chơi một vài lần giao bóng và vô lê, nhưng chúng tôi không biết chơi ... chúng tôi chủ yếu ở quanh đây [chỉ vào khu vực gần đường cuối sân], chúng tôi đang chạy, bạn biết đấy, xung quanh đường cuối sân.''
Khi đánh giá về mùa giải 2011 của Djokovic, Jimmy Connors nói rằng Djokovic gây khó khăn cho đối thủ khi chơi "hơi cổ hủ, cầm bóng sớm hơn, bắt bóng khi đang trên cao, (và) đánh bóng phẳng." Connors nói thêm rằng rất nhiều cú xoáy lên mà đối thủ của Djokovic hướng tới anh ấy đều đi thẳng vào khu vực của anh ấy, do đó khả năng chuyển phòng thủ thành tấn công của anh ấy rất tốt.
Bước vào vòng đấu chuyên nghiệp, Djokovic sử dụng Head Liquidmetal Radical, nhưng đổi nhà tài trợ thành Wilson vào năm 2005. Anh không tìm được cây vợt Wilson ưng ý nên Wilson đồng ý làm cho anh một cây vợt tùy chỉnh để phù hợp với cây trước đó của anh với Head. Sau mùa giải 2008, Djokovic tái ký hợp đồng với Head và ra mắt công việc sơn mới Head YouTek Speed Pro tại Giải Úc mở rộng 2009. Sau đó, anh chuyển sang sơn Head YouTek IG Speed (18x20) vào năm 2011, và vào năm 2013, anh lại cập nhật sơn Head Graphene Speed Pro, bao gồm một chiến dịch quảng cáo rộng rãi. Djokovic sử dụng kết hợp giữa Head Natural Gut (cỡ 16) trong đường đánh chính và Luxilon Big Banger ALU Power Rough (cỡ 16L) trong đường chuyền. Anh ấy cũng sử dụng Head Synthetic Leather Grip làm tay cầm thay thế. Năm 2012, Djokovic xuất hiện trong một quảng cáo truyền hình cùng với Maria Sharapova quảng cáo việc sử dụng vợt Head cho nhiều kỹ thuật như chơi gôn và bowling mười chốt.

## Hoạt động ngoài lề

### Từ thiện
Năm 2007, Djokovic thành lập Quỹ Novak Djokovic. Sứ mệnh của tổ chức là giúp trẻ em từ các cộng đồng có hoàn cảnh khó khăn lớn lên và phát triển trong môi trường an toàn và khuyến khích. Quỹ này đã hợp tác với Ngân hàng Thế giới vào tháng 8 năm 2015 để thúc đẩy giáo dục mầm non ở Serbia. Quỹ của ông đã xây dựng 50 trường học tính đến tháng 4 năm 2022 và đang xây dựng ngôi trường thứ 51, hỗ trợ hơn 20.800 trẻ em và hơn một nghìn gia đình.
Djokovic tham gia các trận đấu từ thiện để gây quỹ xây dựng lại Tháp Avala, cũng như hỗ trợ các nạn nhân của trận động đất Haiti năm 2010 và lũ lụt Queensland 2010–11. Bắt đầu từ năm 2007, anh đã thiết lập truyền thống tổ chức và giao lưu với hàng trăm trẻ em người Serbia ở Kosovo trong các trận đấu ở Davis Cup được tổ chức tại Serbia. Djokovic được chọn là Nhà nhân đạo Arthur Ashe của năm 2012 vì những đóng góp của anh thông qua quỹ, vai trò đại sứ quốc gia UNICEF và các dự án từ thiện khác. Vào tháng 8 năm 2015, anh được bổ nhiệm làm Đại sứ thiện chí của UNICEF.
Trong trận lũ lụt ở Balkan năm 2014, Djokovic đã thu hút sự hỗ trợ tài chính và truyền thông trên toàn thế giới cho các nạn nhân ở Bosnia và Herzegovina, Croatia và Serbia. Sau khi vô địch Rome Masters 2014, Djokovic đã quyên góp số tiền thưởng của mình cho các nạn nhân lũ lụt ở Serbia, trong khi quỹ của anh quyên góp được thêm 600.000 USD. Sau chiến thắng tại Úc mở rộng 2016, Djokovic đã quyên góp 20.000 USD cho chương trình giáo dục mầm non của Melbourne City Mission để giúp đỡ trẻ em có hoàn cảnh khó khăn. Sau khi đại dịch COVID-19 lan sang Serbia vào tháng 3 năm 2020, anh và vợ tuyên bố sẽ quyên góp 1 triệu euro để mua máy thở và thiết bị y tế để hỗ trợ các bệnh viện và các cơ sở y tế khác. Anh cũng quyên góp cho Bergamo, Ý‚ một trong những tỉnh bị ảnh hưởng nặng nề nhất ở Ý, cũng như Novi Pazar, Serbia và North Mitrovica, Serbia.

### Tài trợ và liên doanh kinh doanh
Djokovic ủng hộ công ty viễn thông Serbia Telekom Srbija và nhãn hiệu thực phẩm bổ sung FitLine của Đức.
Khi chuyển sang thi đấu chuyên nghiệp vào năm 2003, Djokovic bắt đầu mặc quần áo của Adidas. Cuối năm 2009, Djokovic ký hợp đồng 10 năm với công ty quần áo Ý Sergio Tacchini sau khi Adidas từ chối gia hạn hợp đồng quần áo của anh (thay vào đó chọn ký hợp đồng với Andy Murray). Tacchini không sản xuất giày nên Djokovic tiếp tục chọn Adidas làm lựa chọn giày của mình. Hợp đồng tài trợ của anh với Tacchini có tính khuyến khích cao, và sự thành công và thống trị không cân xứng của Djokovic trong năm 2011 đã khiến công ty tụt hậu trong việc thanh toán tiền thưởng, dẫn đến việc chấm dứt hợp đồng tài trợ.
Từ năm 2011, Djokovic bắt đầu mang giày Adidas Barricade 6.0 màu Đỏ và Xanh tùy chỉnh, ám chỉ màu quốc kỳ Serbia. Đến tháng 4 năm 2012, thương vụ Tacchini lúc đầu thất bại và sau đó tan vỡ. Vào thời điểm đó, anh ấy đã định hợp tác với Nike, Inc., nhưng thay vào đó, vào ngày 23 tháng 5 năm 2012, Uniqlo đã bổ nhiệm Djokovic làm đại sứ thương hiệu toàn cầu của mình. Khoản tài trợ kéo dài 5 năm, được cho là trị giá 8 triệu euro mỗi năm, bắt đầu vào ngày 27 tháng 5 năm 2012 tại giải quần vợt Pháp mở rộng ở Paris. Một năm sau, hợp đồng giày dép dài hạn của Djokovic với Adidas được công bố trước giải Pháp mở rộng 2013.
Vào tháng 8 năm 2011, Djokovic trở thành đại sứ thương hiệu của nhà sản xuất đồng hồ Thụy Sĩ Audemars Piguet. Chưa đầy một tháng sau, Djokovic ký hợp đồng tài trợ với hãng xe Đức Mercedes-Benz. Vào tháng 3 năm 2012, Djokovic được Bombardier Aerospace công bố là đại sứ thương hiệu Learjet mới nhất, cùng với diễn viên và phi công John Travolta, kiến trúc sư Frank Gehry, nhạc trưởng Valery Gergiev và nghệ sĩ piano cổ điển Lang Lang. Từ tháng 1 năm 2014, Djokovic đã ủng hộ nhà sản xuất ô tô Pháp Peugeot. Đồng thời, anh đã ký một thỏa thuận chứng thực với nhà sản xuất đồng hồ Nhật Bản Seiko, vừa chấm dứt mối quan hệ liên kết với đối thủ của họ là Audemars Piguet. Đầu năm 2015, trước giải Úc mở rộng, Djokovic hợp tác với tập đoàn ngân hàng Úc ANZ thực hiện chiến dịch truyền thông xã hội nhằm quyên tiền cho cộng đồng địa phương trên khắp khu vực Châu Á Thái Bình Dương. Đồng thời, mối quan hệ hợp tác của anh với Jacob's Creek, một thương hiệu rượu vang Úc thuộc sở hữu của Orlando Wines, đã được công bố liên quan đến việc sản xuất và phân phối loạt phim 'Made By', một nội dung theo phong cách phim tài liệu nhằm "thể hiện một khía cạnh chưa từng thấy của Novak." trước đây khi anh kể lại những câu chuyện cuộc đời chưa từng được kể từ Belgrade, Serbia, kỷ niệm điều đã giúp anh trở thành nhà vô địch như ngày nay".
Kể từ năm 2004, công việc kinh doanh cuối cùng trong sự nghiệp của Djokovic do các nhà quản lý người Israel Amit Naor (cựu tay vợt chuyên nghiệp chuyển sang làm đại lý thể thao) và Allon Khakshouri, một bộ đôi cũng có khách hàng là Marat Safin và Dinara Safina, phụ trách. Vào tháng 6 năm 2008, sau khi bộ đôi này hợp tác với CAA Sports, bộ phận thể thao của công ty tài năng Hollywood Creative Artists Agency, đồng nghĩa với việc công ty nổi tiếng này bắt đầu đại diện cho các tay vợt lần đầu tiên, Djokovic chính thức ký hợp đồng với CAA Sports. Sau khi hợp đồng của Djokovic với CAA Sports hết hạn vào mùa hè năm 2012, anh quyết định chuyển đổi đại diện, công bố IMG Worldwide là đại diện mới của mình vào tháng 12 năm 2012.
Vào ngày 22 tháng 5 năm 2017, Djokovic được công bố là đại sứ thương hiệu của Lacoste sau 5 năm hợp tác với Uniqlo.
Tại US Open 2021, một số người trong khu vực cầu thủ của Djokovic đã đội mũ và mặc áo có in logo của Raiffeisen Bank International, trung vệ của một trong hai hợp tác xã ngân hàng lớn nhất Áo. Vào tháng 4 năm 2021, Djokovic trở thành đại sứ thương hiệu cho RBI và các công ty con ở Trung và Đông Âu. Ngân hàng sẽ giúp hỗ trợ học viện quần vợt của Djokovic ở Belgrade. Djokovic không đeo logo RBI nhưng anh đeo logo của UKG, một công ty quản lý nhân sự và quản lý lực lượng lao động của Mỹ. Những người trong hộp của anh ấy cũng đội logo trên mũ. UKG liệt kê Djokovic là một trong những vận động viên được họ tài trợ.

### Nền văn hóa phổ biến
Trong suốt phần sau của mùa giải 2007, kể cả trước Wimbledon và trong Giải Mỹ mở rộng, những ấn tượng hài hước của anh về các tay vợt đương thời đã nhận được nhiều sự quan tâm của giới truyền thông. Mọi chuyện bắt đầu khi một nhóm quay phim của BBC ghi lại một số cảnh quay của Maria Sharapova, Rafael Nadal, Goran Ivanišević và Lleyton Hewitt, 20 tuổi, trên sân tập tại Giải vô địch các câu lạc bộ Nữ hoàng ở London ngay trước Wimbledon. Nội dung - bao gồm cảnh Djokovic bắt chước các cầu thủ nói trên bằng cách phóng đại các cử chỉ thể chất đặc trưng của họ hoặc cảm giác căng thẳng để giải trí cho đội huấn luyện Marián Vajda và Mark Woodforde của anh - được phát sóng trong thời gian BBC đưa tin về giải đấu và sau đó trở nên phổ biến trên mạng. Hai tháng sau tại US Open, một đoạn video do các tay vợt người Argentina quay Djokovic trong phòng thay đồ gây ấn tượng với các tay vợt như Andy Roddick, Roger Federer, Filippo Volandri và Nadal đã được lan truyền trên mạng. Vài ngày sau, sau khi đánh bại Carlos Moyá ở tứ kết, người phỏng vấn trên sân của USA Network, Michael Barkann, đã yêu cầu Djokovic thể hiện một số ấn tượng và tay vợt này buộc phải thực hiện Sharapova và Nadal trước sự vui mừng của đám đông.
Ngoài Djokovic, sự phổ biến ngày càng tăng của quần vợt trên toàn quốc cũng được truyền cảm hứng từ ba tay vợt trẻ đang phát triển khác: Ana Ivanovic 20 tuổi, Jelena Janković 22 tuổi và Janko Tipsarević 23 tuổi được chứng minh vào đầu tháng 12 năm 2007 khi một chương trình thể thao-giải trí mang tên NAJJ Srbije (The Best of Serbia), được tổ chức để vinh danh những thành công tương ứng của bốn cầu thủ trong mùa giải 2007, đã thu hút một lượng lớn khán giả đến Kombank của Belgrade Đấu trường. Vào tháng 5 năm 2008, anh là khách mời đặc biệt trong trận bán kết đầu tiên của Eurovision Song Contest, được tổ chức tại Belgrade năm đó. Anh ném một quả bóng tennis lớn vào đám đông, thông báo bắt đầu cuộc bình chọn và cùng với một trong những người đồng dẫn chương trình của chương trình, Željko Joksimović, Djokovic đã hát bài hát "Beograde" của Đorđe Marjanović.
Trong suốt cuối tháng 4 và đầu tháng 5 năm 2009, trong các giải đấu ATP Master Series lần lượt ở Rome và Madrid, tay vợt người Serb là khách mời trong Fiorello Show trên Sky Uno do diễn viên hài người Ý Rosario Fiorello  tổ chức, sau đó là xuất hiện trong chương trình của Pablo Motos. El Hormiguero.
Djokovic cũng góp mặt trong video ca nhạc "Xin chào" của Martin Solveig và Dragonette. Đoạn video được quay tại Stade Roland Garros, cho thấy Solveig đối đầu với Bob Sinclar, một DJ khác, trong một trận đấu quần vợt. Khi trọng tài gọi bóng quan trọng là "Ra", Djokovic vào sân và thuyết phục trọng tài bằng cách khác. Năm 2010, ban nhạc blues-rock Zona B của Serbia đã thu âm bài hát "The Joker" để tặng cho Djokovic.
Vào ngày 25 tháng 6 năm 2011, tại đại hội lần thứ 70 của Hội đồng Phòng vệ Quốc gia Serbia ở Chicago, Djokovic đã được nhất trí trao tặng Huân chương Bảo vệ Quốc gia Serbia ở Mỹ hạng I - huân chương cao nhất của SND. Huân chương này được trao cho cầu thủ 24 tuổi vì những thành tích của anh trên trường thể thao quốc tế cũng như những đóng góp của anh cho danh tiếng của người Serbia và Serbia trên toàn thế giới. Một ngày sau khi giành danh hiệu Wimbledon đầu tiên và lên vị trí số 1 lần đầu tiên trong sự nghiệp, Djokovic về nhà ở Belgrade để dự lễ mừng quê hương trước Quốc hội Serbia, một sự kiện có gần 100.000 người tham dự.
Vào ngày 28 tháng 11 năm 2011, sau khi trở về từ London, nơi anh về đích sớm do không thể vượt qua vòng bảng, Djokovic đến thăm huấn luyện viên quần vợt thời thơ ấu Jelena Genčić tại nhà cô ở Belgrade, mang theo chiếc cúp Wimbledon. Cuộc gặp gỡ, được cho là lần đầu tiên của họ sau hơn 4 năm, được ghi lại bởi hai nhóm truyền hình - một nhóm người Serbia đang quay chương trình Agape của Aleksandar Gajšek trên đài truyền hình Studio B và một nhóm người Mỹ từ mạng truyền hình CBS quay tài liệu cho tác phẩm sắp tới của Djokovic trên 60 phút. Ngày hôm sau, 29 tháng 11 năm 2011, theo lời mời từ nhà sản xuất phim Avi Lerner, Djokovic tham gia bộ phim Hollywood kinh phí cao The Expendables 2 trong một vai khách mời đóng vai chính mình  được quay tại một nhà kho ở thủ đô Sofia của Bulgaria. Tuy nhiên, phần của anh sau đó đã bị cắt khỏi phiên bản cuối cùng của bộ phim.
Vào tháng 3 năm 2012, anh được phóng viên Bob Simon giới thiệu trên chương trình CBS 60 Minutes. Ông được tạp chí TIME vinh danh trong số 100 người có ảnh hưởng nhất năm 2012.
Vào tháng 4 năm 2021, một nhóm các nhà sinh vật học Balkan đã đặt tên cho một loài ốc nước ngọt được phát hiện gần đây là Travunijana djokovici theo tên Djokovic.
Vào năm 2022, một cuốn sách có tựa đề Đối mặt với Novak Djokovic, tổng hợp các cuộc phỏng vấn với các tay vợt ATP, những người đã mô tả chi tiết cảm giác thi đấu với Djokovic, đã được xuất bản.
Năm 2022, Nikola Vesović, một cộng tác viên nghiên cứu tại Đại học Belgrade, công bố rằng một loài bọ cánh cứng mới thuộc chi Duvalius được phát hiện gần đây gần thị trấn Ljubovija, Serbia, đã được đặt tên là Duvalius djokovici theo tên Djokovic.